# Harley-Davidson
Harley-Davidson (H-D, ou Harley) est un constructeur américain de motos basé à Milwaukee (Wisconsin, États-Unis). Fondée en 1903, Harley-Davidson est l'un des deux rares constructeurs américains à avoir survécu à la Grande Dépression, et le seul à avoir produit sous sa marque sans interruption jusqu'à nos jours. Harley est aujourd'hui l'un des leaders mondiaux des motos de forte cylindrée. Ses modèles sont réputés pour leur esthétique, leur moteur bicylindre en V à la sonorité particulière et leurs importantes possibilités de personnalisation. La marque Harley-Davidson bénéficie d'une très forte image, soutenue par de multiples clubs de passionnés et de nombreux évènements chaque année. Elle est utilisée, directement et par des sociétés qui ont des accords de licence avec Harley, dans une très grande variété de produits. Le redressement de Harley-Davidson depuis les années 1980 et la gestion de la marque depuis cette époque sont régulièrement cités comme faisant partie des grandes réussites managériales.

## Histoire

### Innovations et évolutions depuis 1903
Harley-Davidson a réalisé plusieurs innovations et évolutions depuis sa création en 1903. Les plus significatives sont présentées de façon chronologique et synthétique dans la liste ci-dessous, puis détaillées et commentées dans les paragraphes dédiés à chaque période de l'activité de la marque.
- 1903 : Serial Number One. Premier modèle de Harley-Davidson, cette moto est dotée d'un moteur monocylindre de 405 cm3[n 1], d'une transmission finale par courroie et de pédales permettant de faire démarrer la moto comme une bicyclette. Le freinage se fait par rétropédalage[4].
- 1909-11 : bicylindre de 811 cm3 sur Model D[5] ; éclairage à acétylène[4].
- 1912 : boîte de vitesses à deux rapports et transmission finale par chaîne sur X8E[6].
- 1914 : side-car Model 10F, proposé avec plusieurs tailles de nacelle[7].
- 1915 : boîte de vitesses à trois rapports à commande manuelle et démarrage au kick[8].
- 1919 : fin de fabrication des monocylindres de forte cylindrée[4] ; éclairage électrique sur Model W Sport Twin[8].
- 1925 : réservoir en goutte d'eau sur Model JD[8].
- 1928 : frein avant à tambour sur Model JDH[8].
- 1929 : moteur Flat head V-twin sur Model D[9].
- 1932 : trike Servi-Car, qui sera produit jusqu'en 1974[9].
- 1934 : boîte de vitesses avec marche arrière sur Servi-Car[9].
- 1936 : moteur Knucklehead[n 2],[10].
- 1937 : boîte de vitesses à quatre rapports Model U, généralisée en 1941[11].
- 1947 : premier modèle de route de petite cylindrée, le S-125.
- 1948 : moteur Panhead[n 3]
- 1949 : fourche hydraulique sur Hydra Glide[12].
- 1952 : sélecteur de vitesses au pied sur Model K[13].
- 1958 : suspension arrière sur Duo Glide.
- 1965 : démarreur électrique sur Electra Glide[14].
- 1966 : moteur Shovelhead[n 4].
- 1971 : frein avant à disque sur Electra Glide[14].
- 1978 : allumage électronique[15] ; fin de production des petites et moyennes cylindrées.
- 1980 : boîte de vitesses à cinq rapports et silent blocks pour le montage du moteur sur FLT Tour Glide[15].
- 1980 : transmission finale par courroie dentée sur FXB[16].
- 1984 : moteur V2 Evolution et ligne Softail[17].
- 1995 : injection électronique sur Electra Glide[18].
- 1998 : moteur Twin Cam.
- 2001 : moteur Revolution à refroidissement liquide sur V-Rod.
- 2009 : trike Tri Glide.
- 2014 : freinage ABS. Moteur Revolution X à refroidissement liquide sur Harley-Davidson Street XG750[19].
- 2016 : moteur Milwaukee-Eight.
- 2019 : moto électrique LiveWire.
- 2021 : trails Pan America (en).
- 2023 : X350 à moteur bicylindre parallèle commercialisé en Chine[20].m

### Fondation (1903-1916)

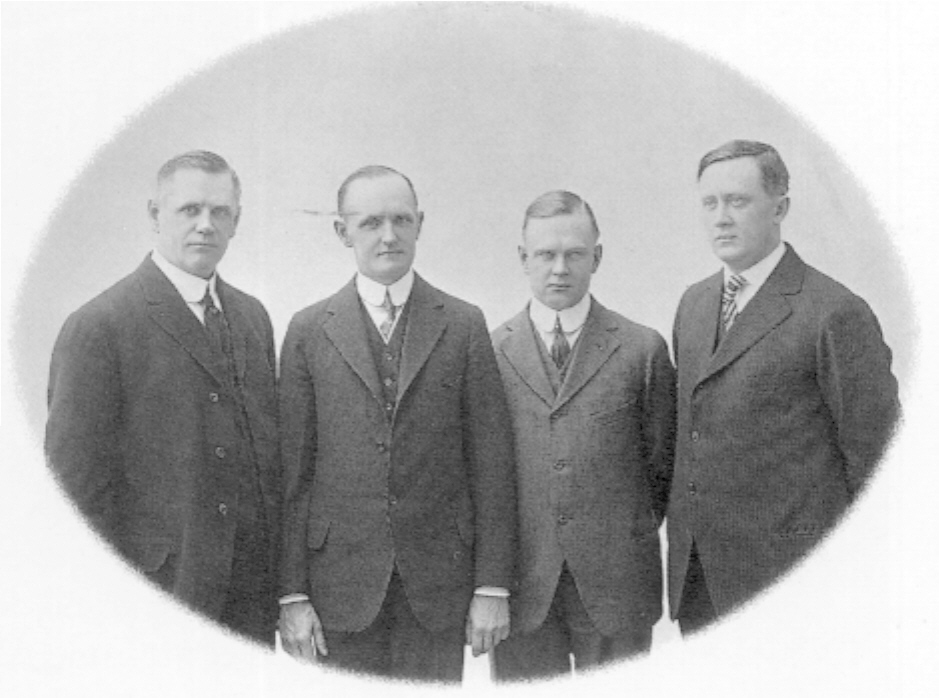
De gauche à droite : William Davidson, Walter Davidson, Arthur Davidson et William Harley.

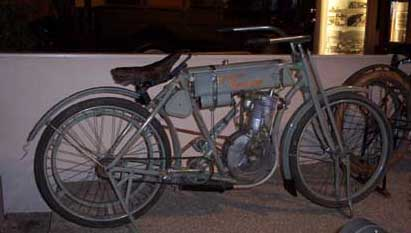
Harley-Davidson 1907.

L'entreprise Harley-Davidson a un début modeste en 1903 quand William Harley alors âgé de 21 ans, et Arthur Davidson (20 ans) construisent un prototype de bicyclette motorisée dans la cuisine de la mère de Davidson. Les deux jeunes hommes poursuivent le développement de leur engin dans le garage minuscule d'un de leurs amis à Milwaukee, Henry Melk, qui possède un tour d'usinage.
Le père Davidson met à leur disposition son abri de jardin, atelier dans lequel ils ne produisent que trois motos les deux premières années. Ils sont aidés des frères William et Walter Davidson. Le modèle de production est la « Silent Grey », un monocylindre à soupape d'admission automatique et dépourvue de boîte de vitesses. En 1904, l'entreprise prend le nom de « Harley-Davidson Motor Company » (HDMC ou Motorco). Le dessin du cadre est changé et la production de cette année-là est de trois machines.

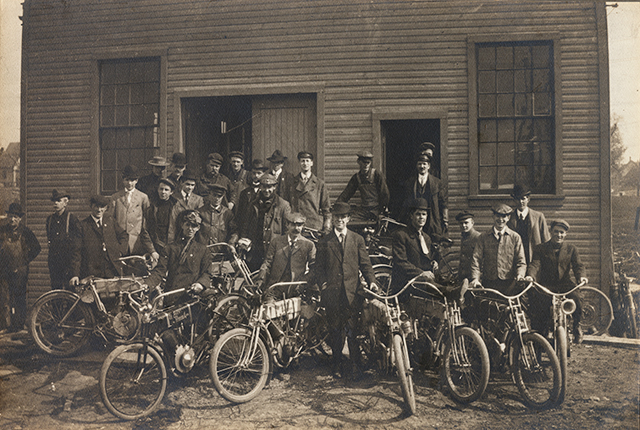
Les employés de Harley et leur production devant l'atelier avenue Juneau (1906).

En 1906, Harley-Davidson ouvre son premier atelier avenue Juneau, qui est toujours le lieu de son siège social. La Silent Gray Fellow, avec un moteur de 440 cm3, est vendue 220 $ et la production atteint 50 unités.
En 1907, Walter Davidson devient le premier président de la Harley-Davidson Motor Company. William Harley est nommé ingénieur en chef. Arthur Davidson est chargé de la partie commerciale tandis que William Davidson dirige l'atelier. Les actions sont également réparties entre les quatre fondateurs. Dix-huit employés travaillent pour l’entreprise et la production atteint 150 unités.
En 1908, Harley-Davidson fait ses débuts en compétition : Walter Davidson, âgé de 32 ans, s'engage pour l'endurance de « New York's Catskill Mountain » avec sa Silent Grey Fellow personnelle. Il remporte en juin la course avec le score parfait de mille points devant soixante-deux autres participants. Le week-end suivant, il gagne un Economic Run à Long Island en parcourant 188 miles avec un gallon d'essence. À la suite de ces victoires, les concessionnaires voient les ventes augmenter fortement. Le monocylindre délivre 4 ch et atteint 75 km/h.
William Harley, de retour de l'université, étudie un moteur plus puissant. Au lieu de créer un tout nouveau bloc, il greffe directement sur la Silent Grey Felow un deuxième cylindre. William Harley utilise une bielle en fourche qui s'associe dans le même plan à la bielle du monocylindre sur le vilebrequin. Le V-twin Harley est né.
Harley inaugure un système de numérotation faisant de l'année 1904 l'année zéro de la production. Les modèles 1908 sont donc appelés « Model 4 ». La première moto vendue à un service de police est livrée cette année au département de police de Détroit. La production totale est de 450 exemplaires.
En 1909, Harley-Davidson propose à la vente son tout premier bicylindre dénommé « 5D ». Il est déjà en V, calé à 45° et développe 7 ch. Les soupapes d'admission ne sont plus poussées, mais culbutées comme sur le monocylindre. Le V-twin atteint 97 km/h. C'est alors la moto la plus rapide du marché. Seulement 27 V-twins trouveront preneur, alors que 1 100 monocylindres sont vendus. Le bicylindre sera retiré de la vente pour deux raisons principales : le moteur n'est pas fiable et, contrairement au monocylindre, il n'est pas équipé d'un tendeur de courroie qui fait alors office d'embrayage, ce qui contraint à couper le moteur à chaque arrêt puis redémarrer en pédalant. Harley publie son premier catalogue de pièces détachées.
En 1910, la Harley-Davidson Motor Company utilise pour la première fois le fameux logo dit « Bar & Shield », qui devient une marque déposée en 1911. Le monocylindre de 492 cm3 produit désormais 4,34 ch sous la dénomination « Model 6 ». La moto produite alors pèse moins de 100 kg.
En 1911, le bicylindre a été fiabilisé et il est de nouveau proposé à la vente sous l'appellation 7D. Le succès de l'entreprise commence à attirer l'attention et la concurrence (150 types de motos ont déjà été construits aux États-Unis jusqu'en 1911).

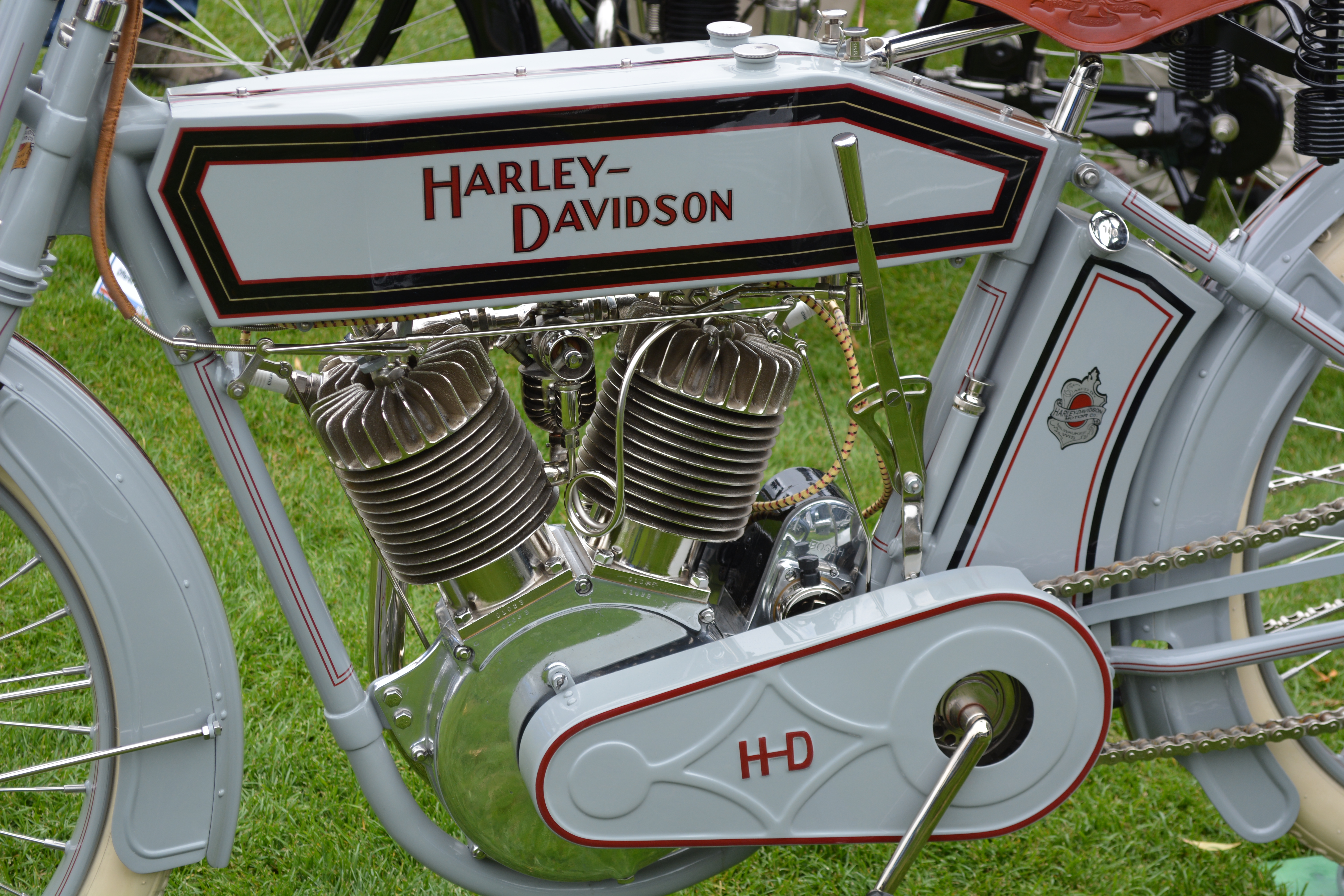
Harley X8E bicylindre (1912). On voit le levier de changement de vitesses sur le côté gauche du réservoir.

1912 est une grande année dans l'évolution de la marque : le modèle X8E de 61 ci (1 000 cm3) est un succès grâce à un système d'embrayage placé dans le moyeu de la roue arrière par William Harley. Appelé « free wheel control », celui-ci est commandé de la main gauche par un imposant levier. Et le confort des produits Harley-Davidson est amélioré grâce à un système breveté de selle suspendue par des ressorts, le « Full Floating Seat ». Fin 1912, Harley-Davidson propose au choix une transmission finale par courroie en cuir ou par chaîne. Plus de deux cents concessionnaires sont alors répartis dans le pays.
En 1913, l'atelier est devenu une usine de 28 000 m2 et l'entreprise domine le marché avec une production de 12 904 machines depuis la création de la société. Harley lance le triporteur 9G : c'est un modèle 9 avec deux roues à l'avant qui sera produit avec succès jusqu'en 1915.
Des versions avec side-car sont vendues dès 1914 et apparaissent officiellement au catalogue en 1915, connaissant immédiatement un grand succès commercial,.
Fin 1916, la capacité de production de Harley est de 5 000 machines/an.

### Première Guerre mondiale et années 1920

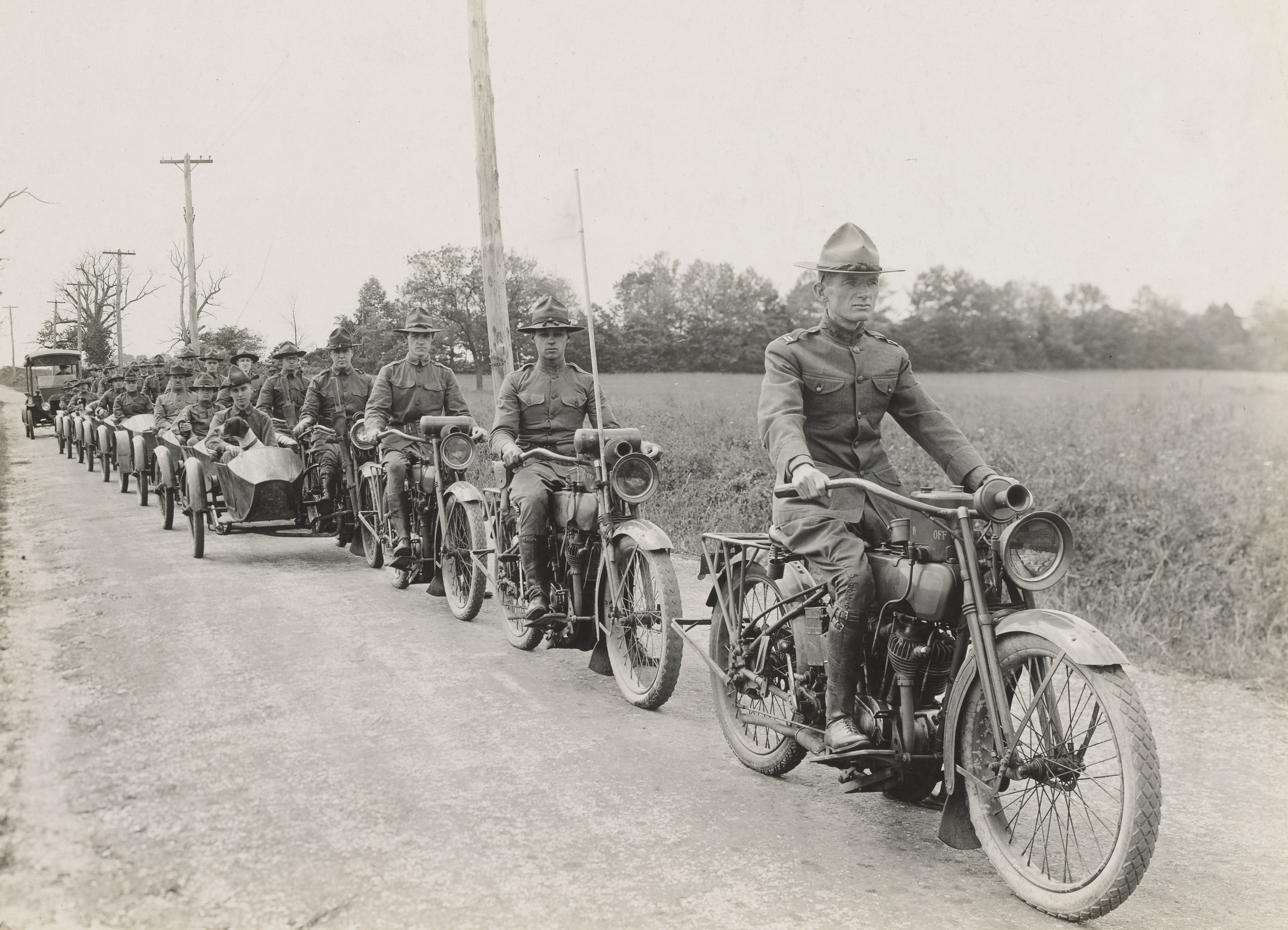
Harley 18F version militaire avec et sans side-car. À noter les pneus blancs, les étuis à fusil et les longues béquilles (1918).

En 1917, les États-Unis entrent en guerre en Europe. Les forces armées américaines demandent des motos. Elles en avaient déjà utilisées dans des escarmouches avec Pancho Villa, mais la Première Guerre mondiale est le premier conflit avec une utilisation massive de motos, puisque vingt mille machines y seront affectées dans plusieurs versions, notamment porte-mitrailleuse ou side-car. L'essentiel de ces motos est fourni par Harley qui, pendant la guerre, consacre environ la moitié de sa capacité de production aux modèles destinés à l'armée, dotés du moteur Flat Head de 61 ci (1 000 cm3). Harley crée en outre un programme de formation de mécaniciens militaires, qui sera ensuite reconverti pour former des civils.
De 1919 à 1923, Harley produit en outre un modèle entièrement différent : le Model W Sport Twin dont le moteur est un flat-twin de 584 cm3.
En 1920, Harley-Davidson est officiellement le plus grand fabricant de motos au monde. Les motos de la marque sont distribuées dans 67 pays pour un total de 28 189 machines. En 1921, une Harley-Davidson est la première à gagner une course à une moyenne supérieure à 160 km/h.
Mais le marché américain des motos se contracte dès le début des années 1920. Nombre de clients préfèrent acheter une voiture, dont les prix ont fortement baissé. Ainsi, par exemple, une Ford T est vendue 460 $ en 1921, quand la Harley JDH est alors proposée à 375 $. Les ventes de Harley sont quasiment divisées par trois entre 1920 (28 000 unités vendues) et 1921, année qui, avec seulement 10 000 unités vendues, marque le premier exercice déficitaire de la société.
Harley-Davidson lance alors un vaste plan de baisse des coûts et de relance des ventes civiles aux États-Unis (sortie de la JD 74 1 200 cm3, mise en place d'achat à crédit pour les particuliers), en Europe (où le monocylindre A de 350 cm3 et son dérivé sportif le Peashooter rencontrent un grand succès) et au Japon.
Plusieurs améliorations sont apportées à la gamme, notamment un frein sur la roue avant en 1928 et une cylindrée augmentée. Quant au réservoir d'essence, il prend en 1925 la forme en goutte d'eau qui perdure jusqu'à présent.

En 1929, Harley a fortement remonté ses ventes avec 22 000 unités vendues. C'est alors le choc de la crise de 1929 et le début de la grande dépression qui frappe toute l'économie américaine. Le marché américain, qui avait atteint à son meilleur 32 000 unités/an, tombe à 6 000 unités en 1933, dont 3 703 Harleys. Sur les quelque deux cents fabricants américains de motos qui existaient avant guerre, seuls deux survivront à cette crise : Harley-Davidson et Indian,.

Modèles des années 1920
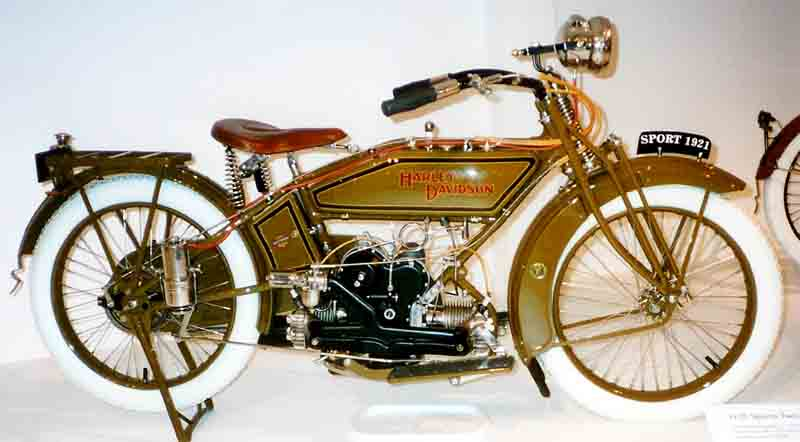
WJ flat-twin (1922).
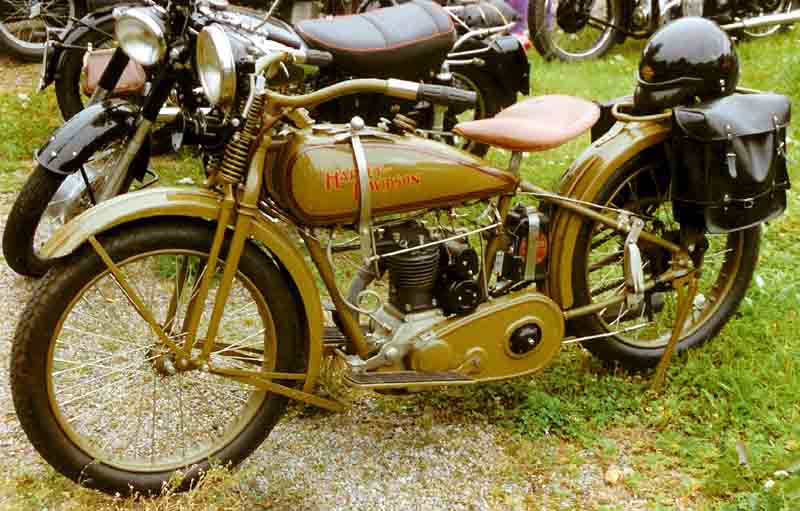
Model A (1927).
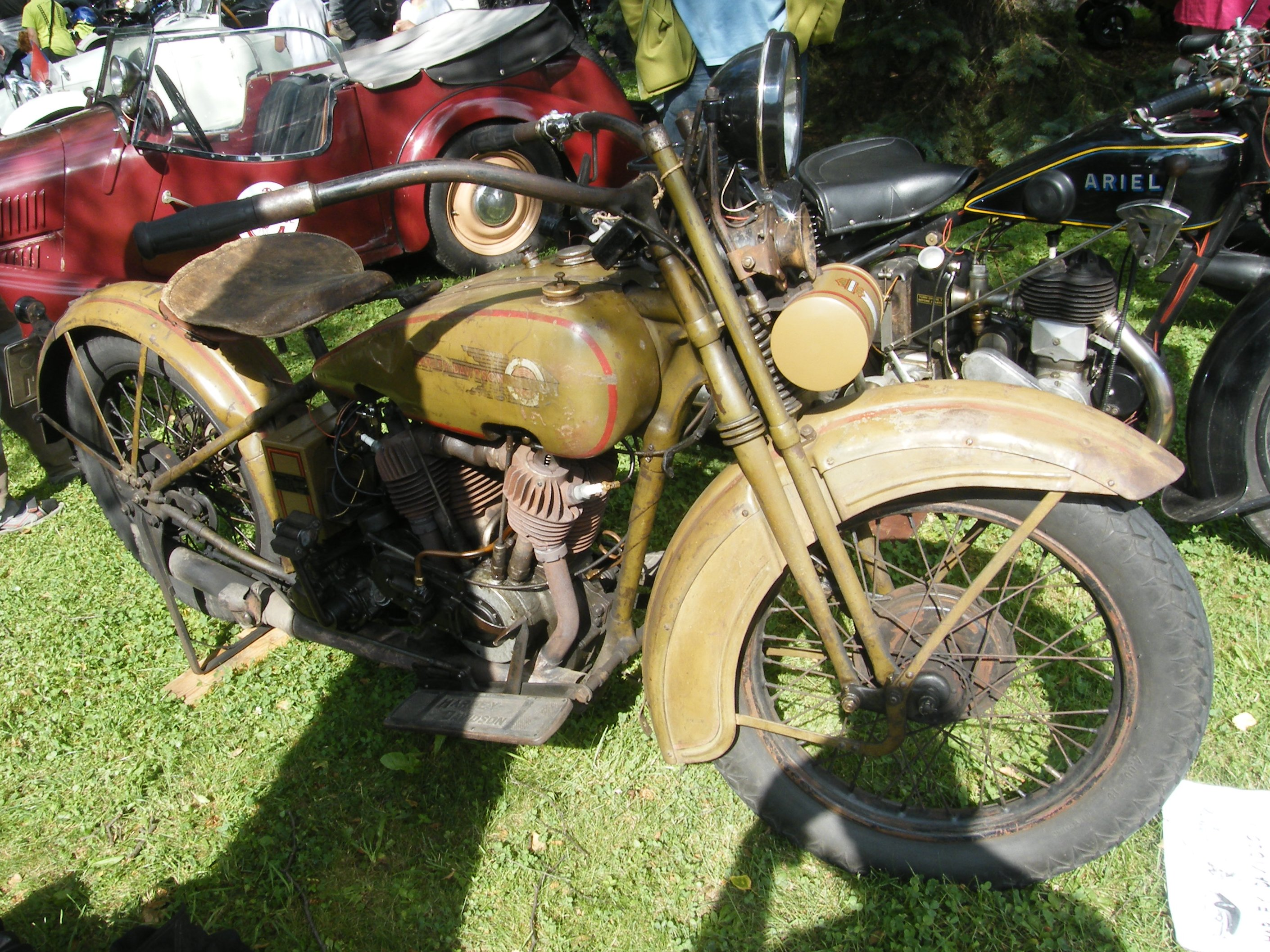
JD avec frein avant à tambour (1928).

### Années 1930 et Seconde Guerre mondiale

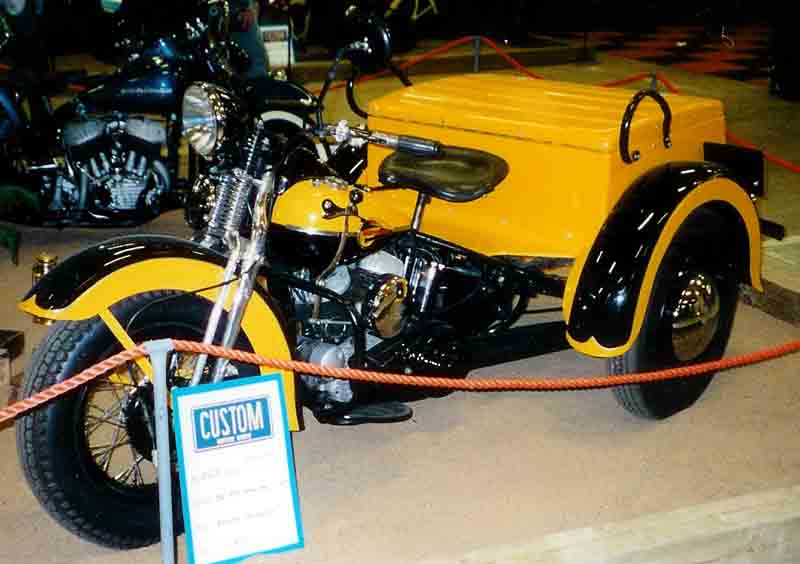
Servi-Car avec fourche à parallélogramme type Springer.

En 1932, Harley-Davidson commercialise son premier trike, le Servi-Car, une moto WL de 45 ci (740 cm3) dont l'arrière transformé supporte une malle : proposé à 450 $, le Servi-Car trouve immédiatement une très large variété d'utilisateurs civils (commerçants, livreurs) mais aussi institutionnels (police, pompiers). Il sera produit jusqu'en 1974, bénéficiant au fil des années de plusieurs améliorations : marche arrière (1934), moteur plus puissant (1937), démarreur électrique (1964), freins à disque (1973). La série R, avec un moteur Flat Head de 45 ci (740 cm3), apparaît en 1932, remplacée ensuite par la série W qui sera produite de 1937 à 1952. En 1933, Harley généralise l'utilisation d'une tête d'aigle sur les réservoirs de ses modèles, animal emblème utilisé sans interruption depuis et qui donnera son nom aux accessoires "Screaming Eagle".

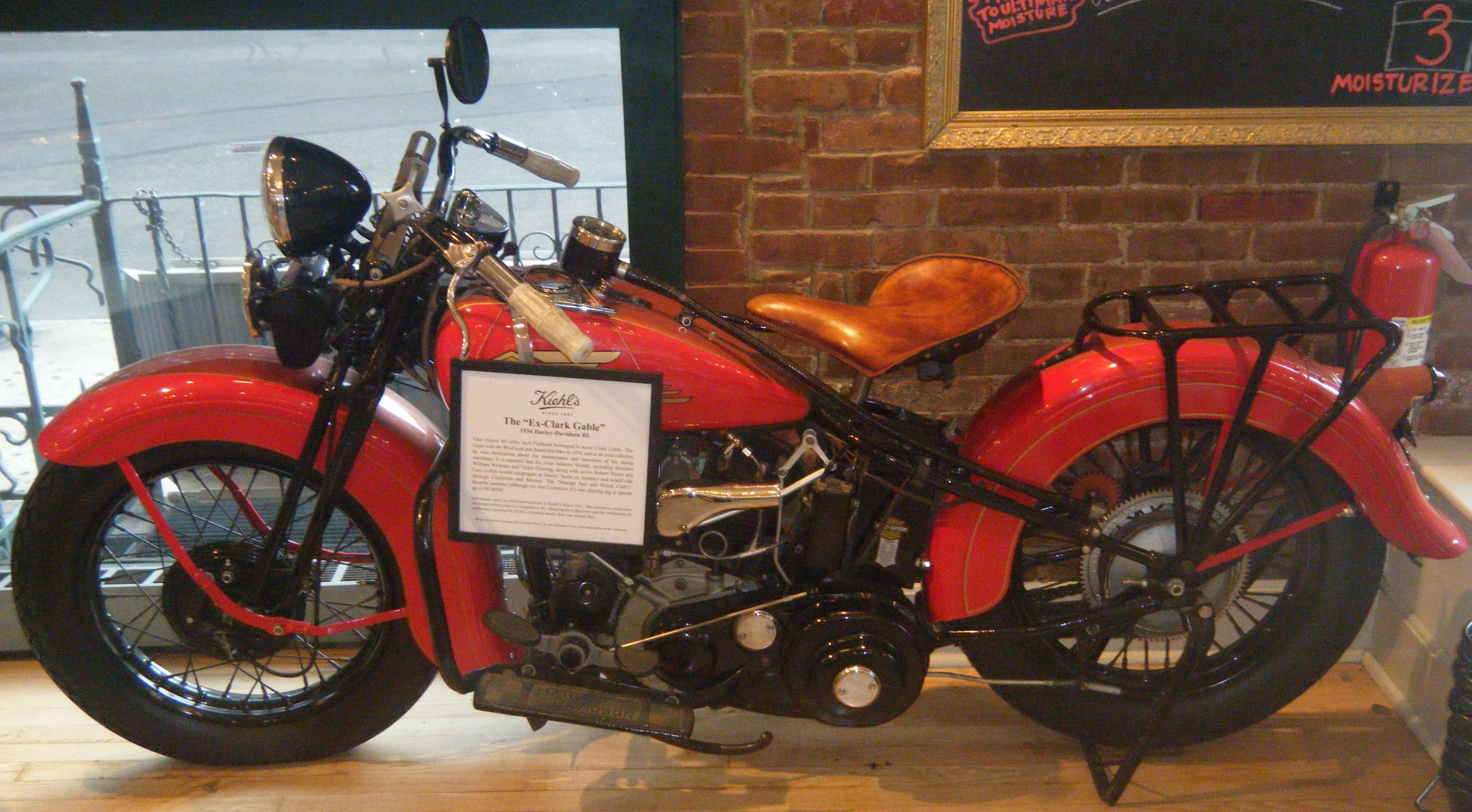
RL 45 ayant appartenu à Clark Gable (1934)

En 1934, les ventes sont remontées à 10 000 unités. Dès l'année suivante, Harley commence à produire au Japon.
Fin 1941, les États-Unis entrent en guerre. Comme lors du précédent conflit mondial, les forces armées américaines passent de très importantes commandes de motos, tant pour leurs propres besoins que pour équiper leurs alliés.

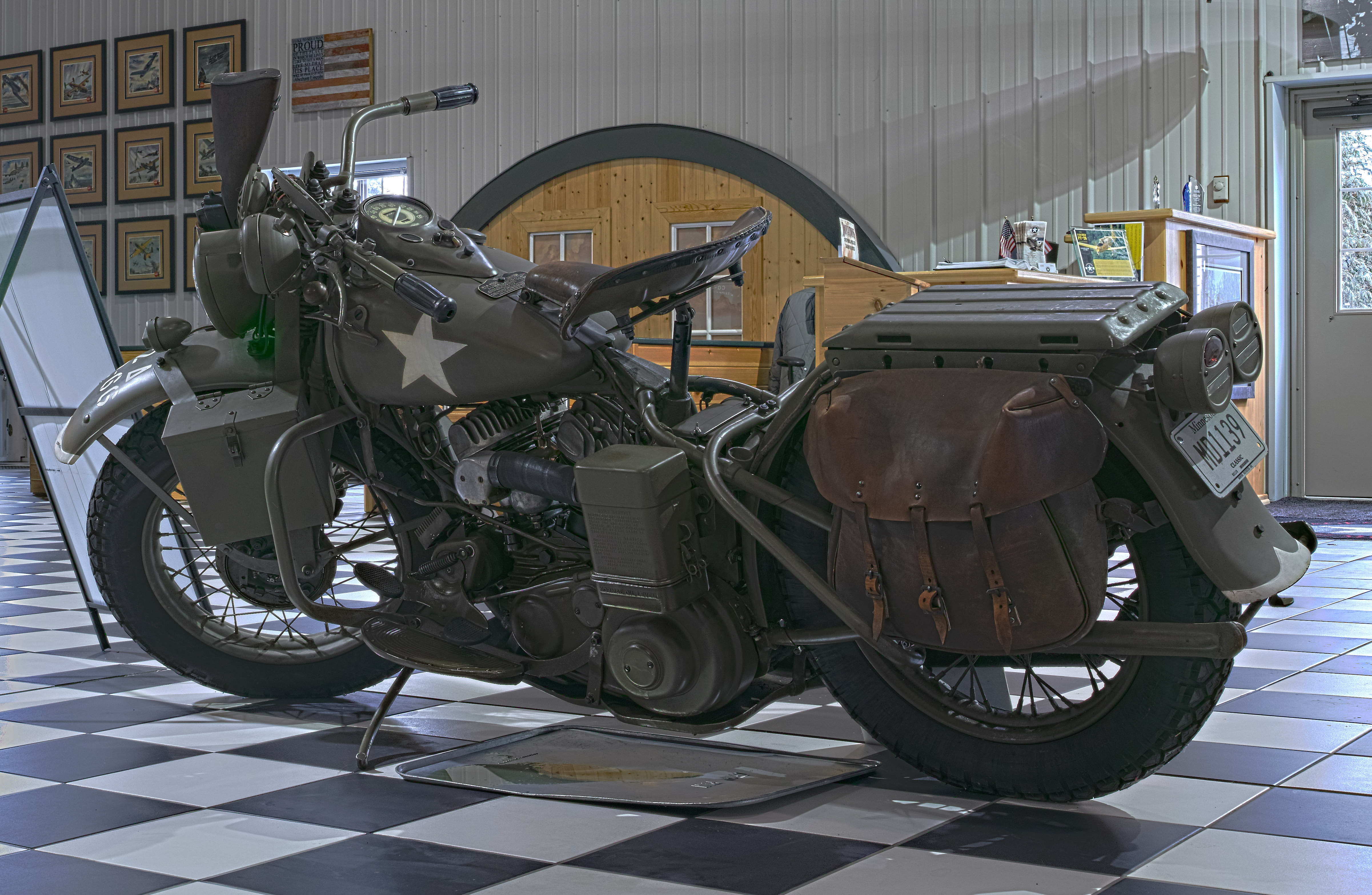
WLA (1944). Le levier de changement de vitesses est visible à gauche du réservoir.

Harley propose alors avec succès le modèle « WLA », dérivé du WL civil, qui utilise le très robuste moteur de 740 cm3 produit depuis 1929, avec une boîte de vitesses à quatre rapports commandée par un levier situé à gauche du réservoir. Cette même année 1941 est créée une formation spécifique destinée aux mécaniciens militaires.
Harley-Davidson bénéficie largement des commandes militaires, auxquelles elle consacre la quasi-totalité de ses capacités de production : le modèle WLA, et sa variante WLC développée pour les forces armées canadiennes, sont livrés à 88 000 exemplaires en version solo (UA) ou side-car (États-Unis), dont un tiers fournis à la Russie. La production de ces modèles atteint 27 000 unités sur la seule année 1943.

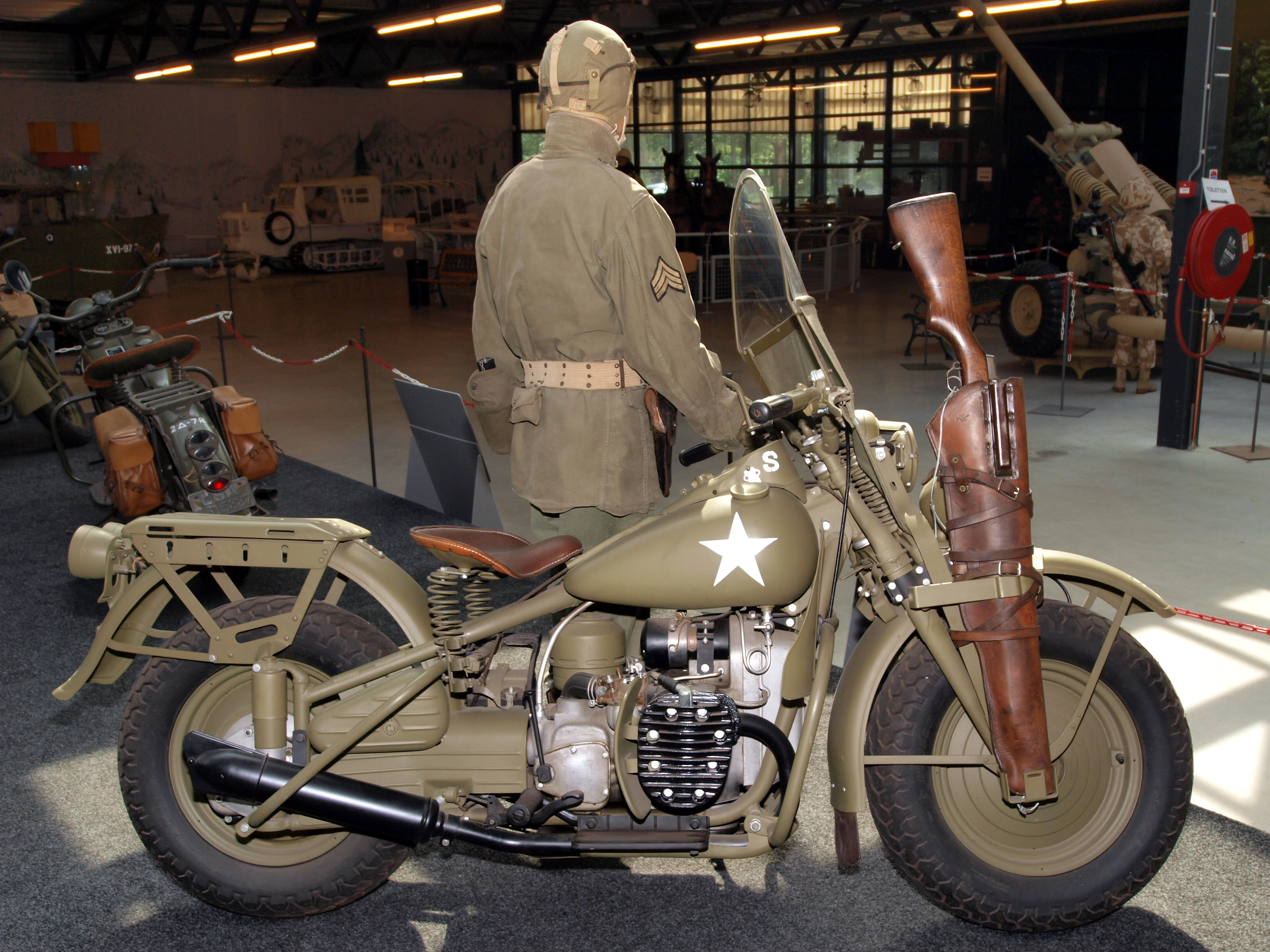
XA à moteur flat-twin (1942).

À la demande de l'armée américaine, Harley développe également le modèle XA : inspiré des R71 et R75 de BMW et destiné aux opérations en Afrique du Nord, il est basé sur un moteur bicylindre à plat de 739 cm3 avec transmission finale par arbre. Le XA ne sera produit qu'à environ mille exemplaires, ainsi que quelques dizaines de side-cars en 1942-43.
Harley sera récompensé par plusieurs Army-Navy « E » Awards (en) pour sa contribution à l'effort de guerre.

### Après-guerre et années 1950: concurrence européenne
L'immédiat après-guerre est une période faste pour Harley : la production atteint un sommet historique de 31 000 unités en 1948.

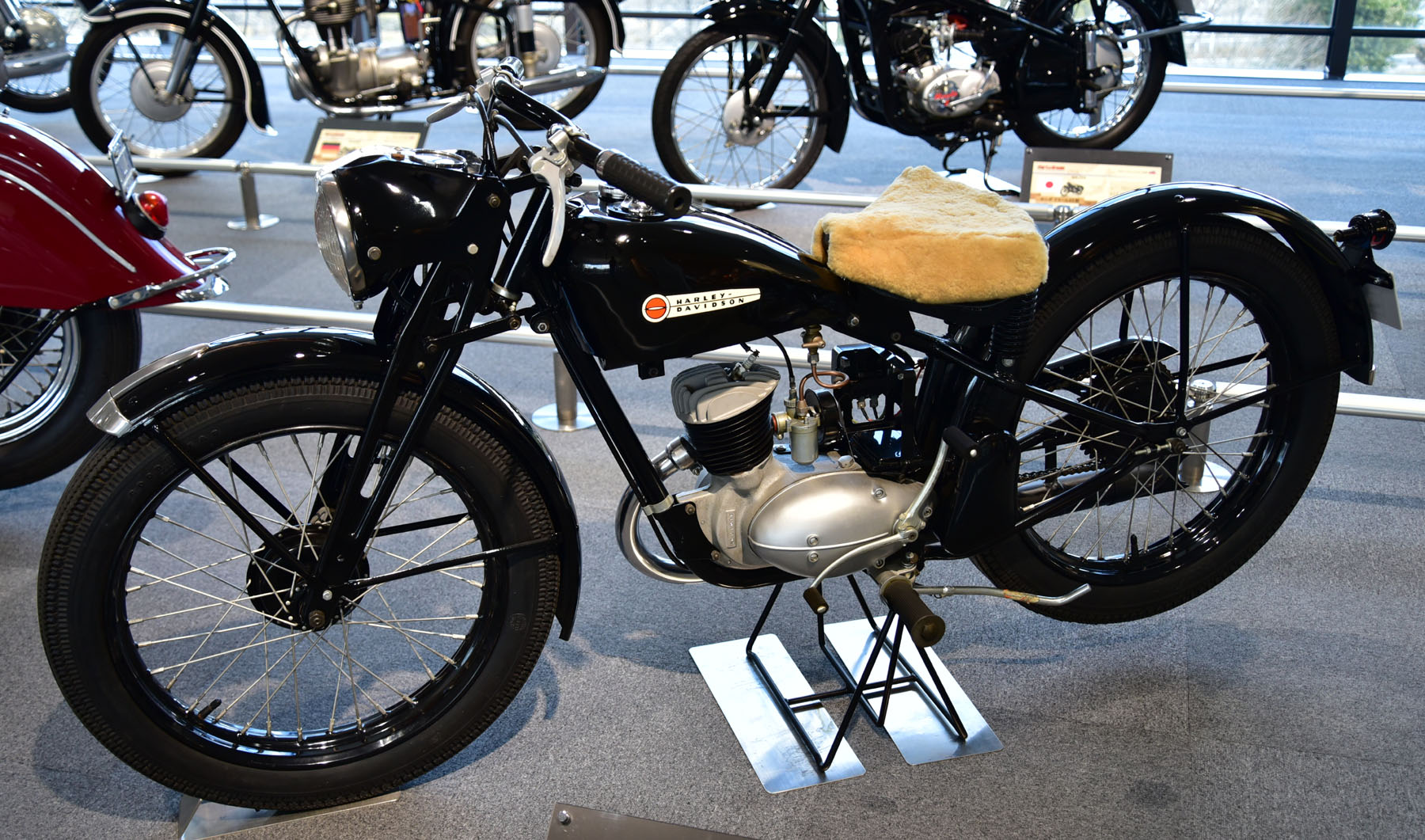
Model S monocylindre 125 cm3 2-temps (1948).

C'est le moment où Harley décide de se lancer sur le marché des petites cylindrées, visant notamment le marché des soldats américains de retour au pays qui n'avaient pas les moyens d'acheter une grosse cylindrée. C'est le début de trente ans de présence de Harley dans le segment des petites et moyennes cylindrées.
Le premier modèle, lancé en 1947, est le S-125, un monocylindre 2-temps basé sur les plans de la société allemande DKW, également utilisés par l'anglais BSA pour son modèle Bantam. Mais les ventes, environ 4 000 unités/an, sont moitié moindres qu'espéré, malgré l'apparition d'une fourche télescopique en 1951. La production s'arrête en 1952. Son successeur, le ST-165, un peu plus puissant, est produit de 1953 à 1959. En 1955, Harley tente de nouveau de vendre un 125 cm3 monocylindre 2-temps, le Model B Hummer, dont il décline une version 165 cm3 en 1960, la BT Super Ten. La production de la ligne B/BT Super Ten s'arrête en 1961.

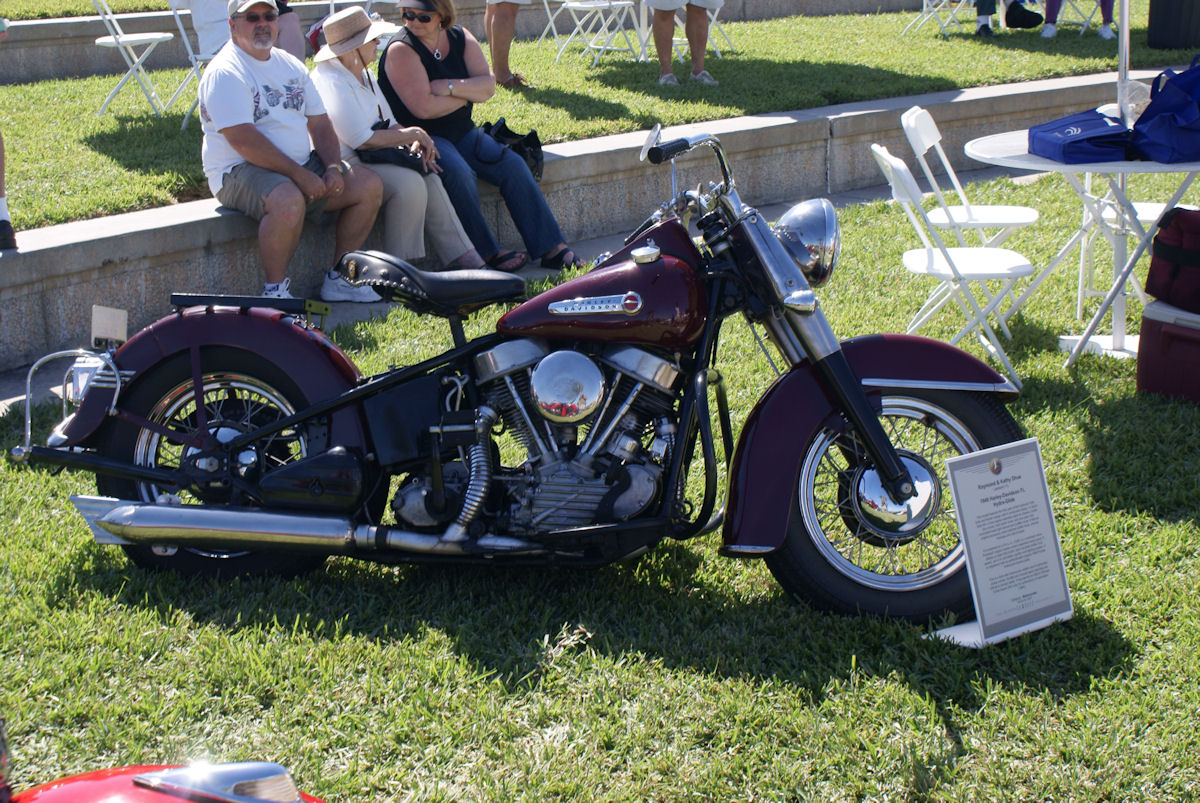
Hydra Glide (1949).

L'Hydra Glide, équipée du moteur Panhead lancé en 1948, initialement proposé en deux versions (1 000 et 1 200 cm3), et premier modèle à avoir une fourche télescopique, renouvelle l'offre de haut de gamme en 1949 .
Mais dès le début des années 1950, la concurrence anglaise, s'intensifie : Triumph se déploie rapidement aux États-Unis, proposant des modèles, comme la 650 Thunderbird 6T, plus performants, plus légers, plus maniables et plus fiables que ceux de Harley et Indian.

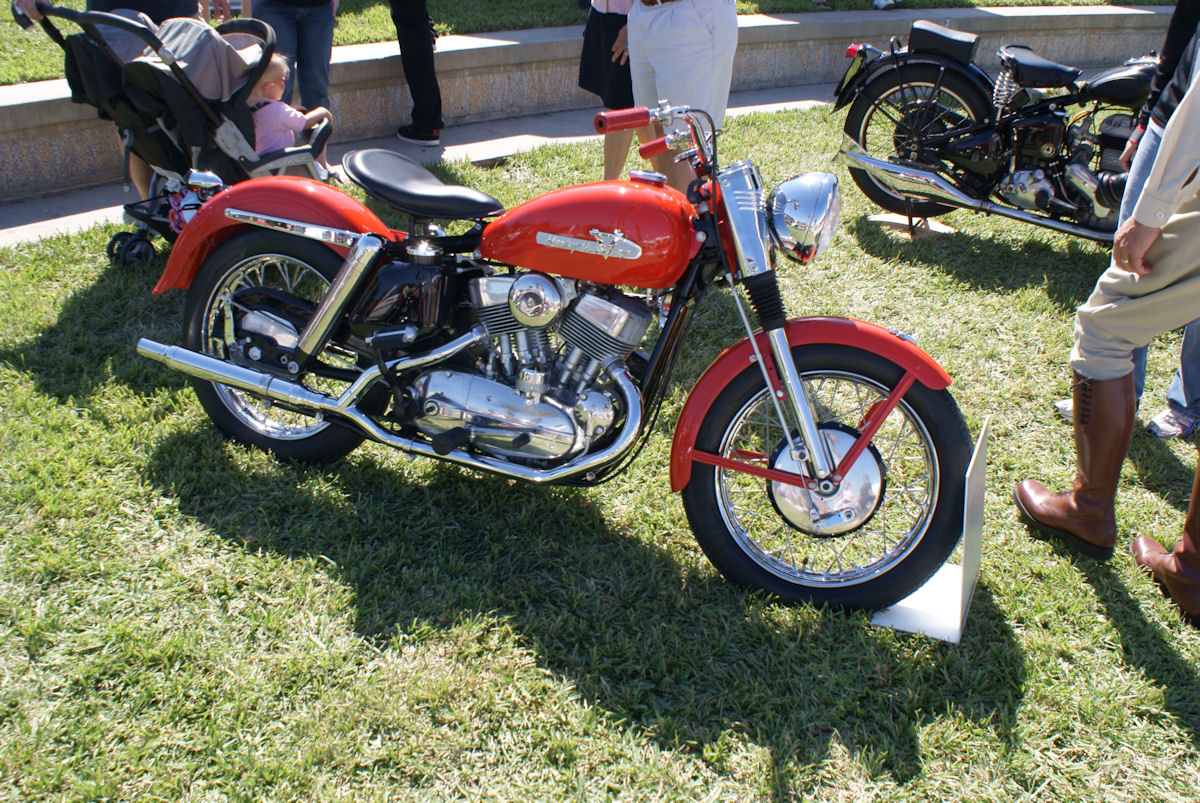
KH (1955).

Harley tente de réagir avec le Model K, lancé en 1952 : c'est la première Harley à être suspendue à l'avant et à l'arrière et à avoir de série un changement de vitesses au pied. Mais son moteur est de conception ancienne, ses performances sont inférieures à celles de la concurrence anglaise et elle pâtit de problèmes initiaux de fiabilité. Malgré plusieurs améliorations et variantes (KH et KHK), Harley ne vendra que 7 700 Model K entre 1952 et 1956.
Indian fait faillite en 1953. Harley devient alors le seul fabricant américain de motos, mais ses ventes aux États-Unis et en Europe s'effondrent : la production n'est plus que 12 000 machines en 1955.

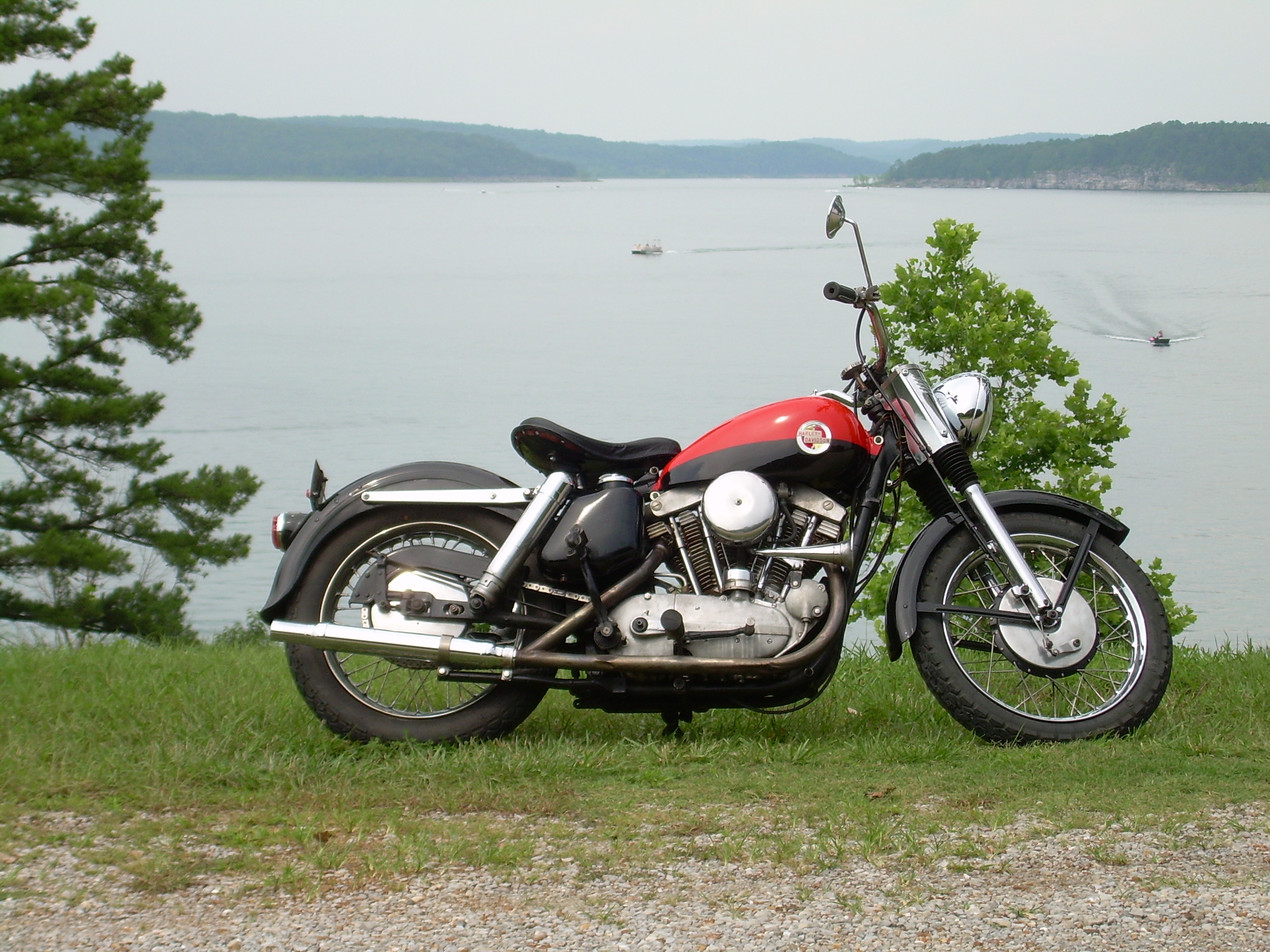
Sportster XL 883 (1957).

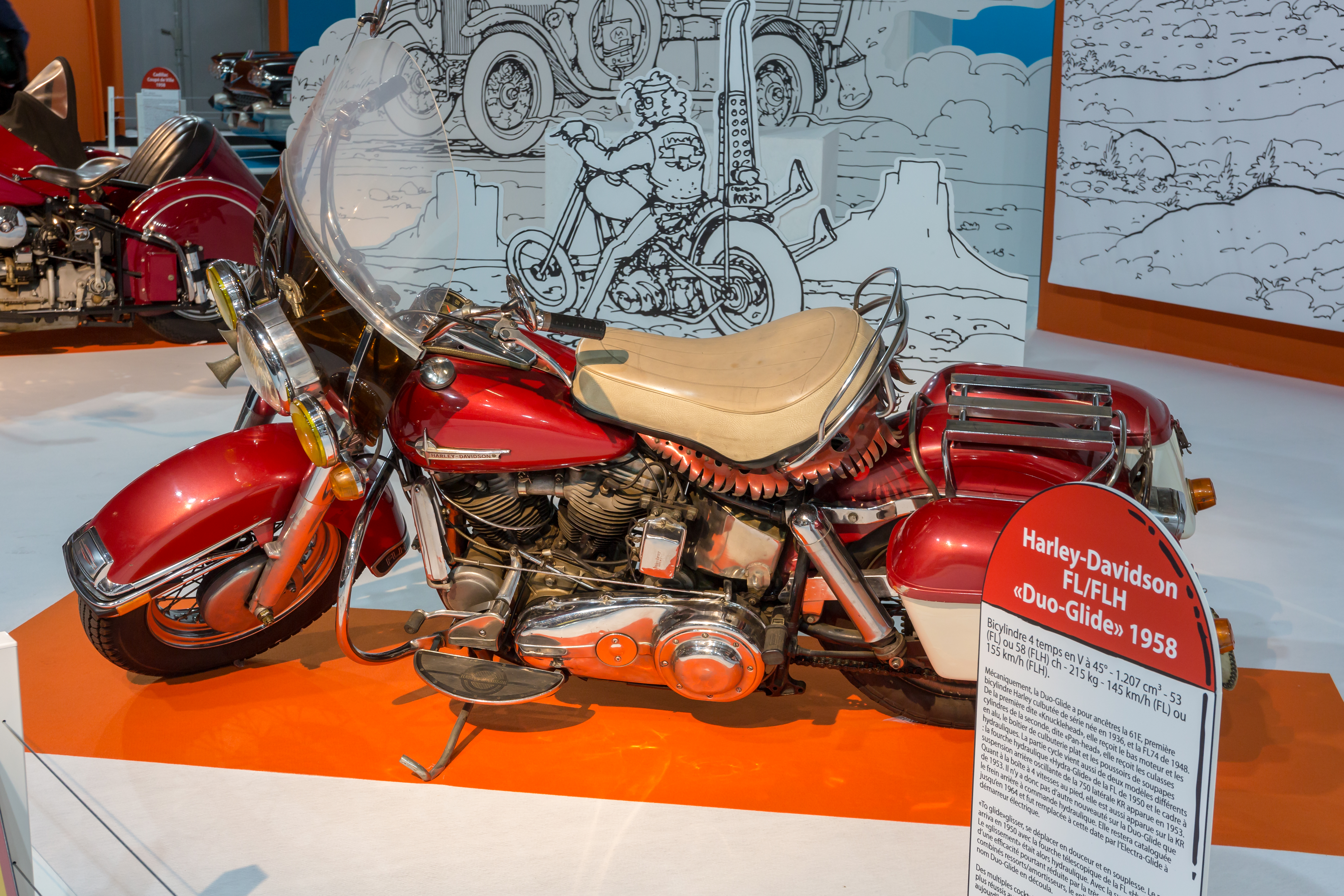
Duo Glide (1958).

Harley se relance en 1957 avec la sortie du XL Sportster 883 qui inaugure la très longue lignée des Sportsters et devient un modèle de référence dans la gamme. Equipé du nouveau moteur Ironhead de 883 cm3 à soupapes en tête et proposé à 1 103 $, le Sportster XL représente dès sa sortie plus de 20 % des ventes de la marque, et sa notoriété s'accélère avec la sortie de variantes à haute compression XLH/XLCH en 1958. La gamme Sportster sera continûment poursuivie jusqu'à nos jours, avec des moteurs de 1 000 puis 1 200 cm3.
Le haut de gamme de Harley est de nouveau renouvelé en 1958 avec la Duo Glide, entièrement suspendue et à changement de vitesses au pied, qui remplace l'Hydra Glide.

### Années 1960: concurrence japonaise et diversification
En 1959, Honda ouvre un bureau à Los Angeles, puis renforce régulièrement son implantation (usines, réseau de distribution, centres de recherche), vendant un million de motos aux États-Unis en dix ans,. Cette nouvelle vague de concurrence, d'origine japonaise cette fois, bouleverse le marché américain.
Face à cette situation, Harley va lancer plusieurs initiatives visant à élargir et diversifier ses marchés.

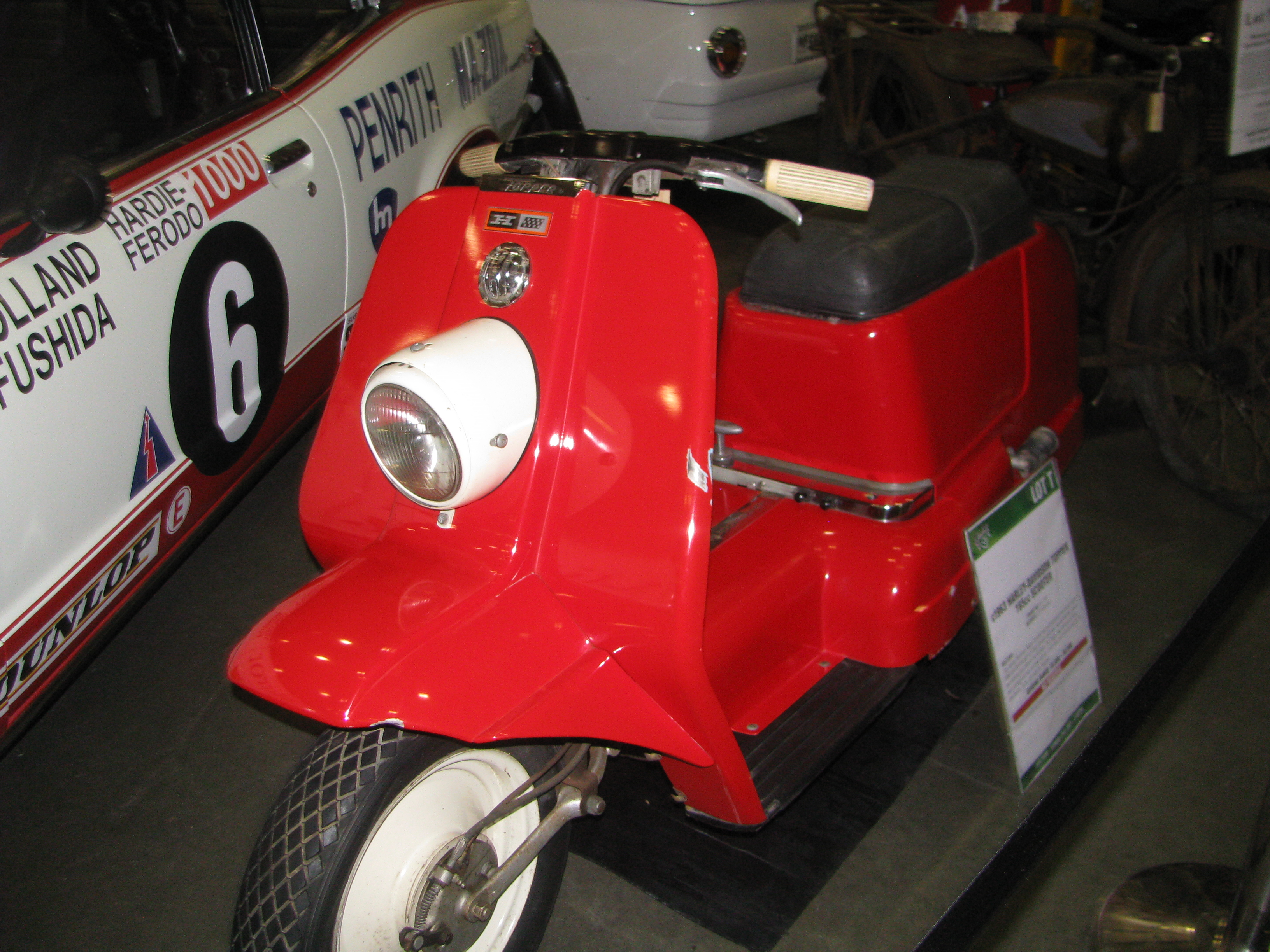
Scooter Topper (1963).

Pour élargir son offre de petites cylindrées à deux temps fabriquées aux États-Unis, Harely lance en 1960 le Topper. Seul scooter jamais produit par Harley, il est équipé d'un moteur à deux temps de 165 cm3 monté sur silent blocks, d'une transmission entièrement automatique, d'un frein de parking et d'un vaste volume de rangement sous la selle. Mais proposé à 430 $, il ne convainc que 4 000 preneurs la première année, et 500 seulement en 1965, dernière année de commercialisation.

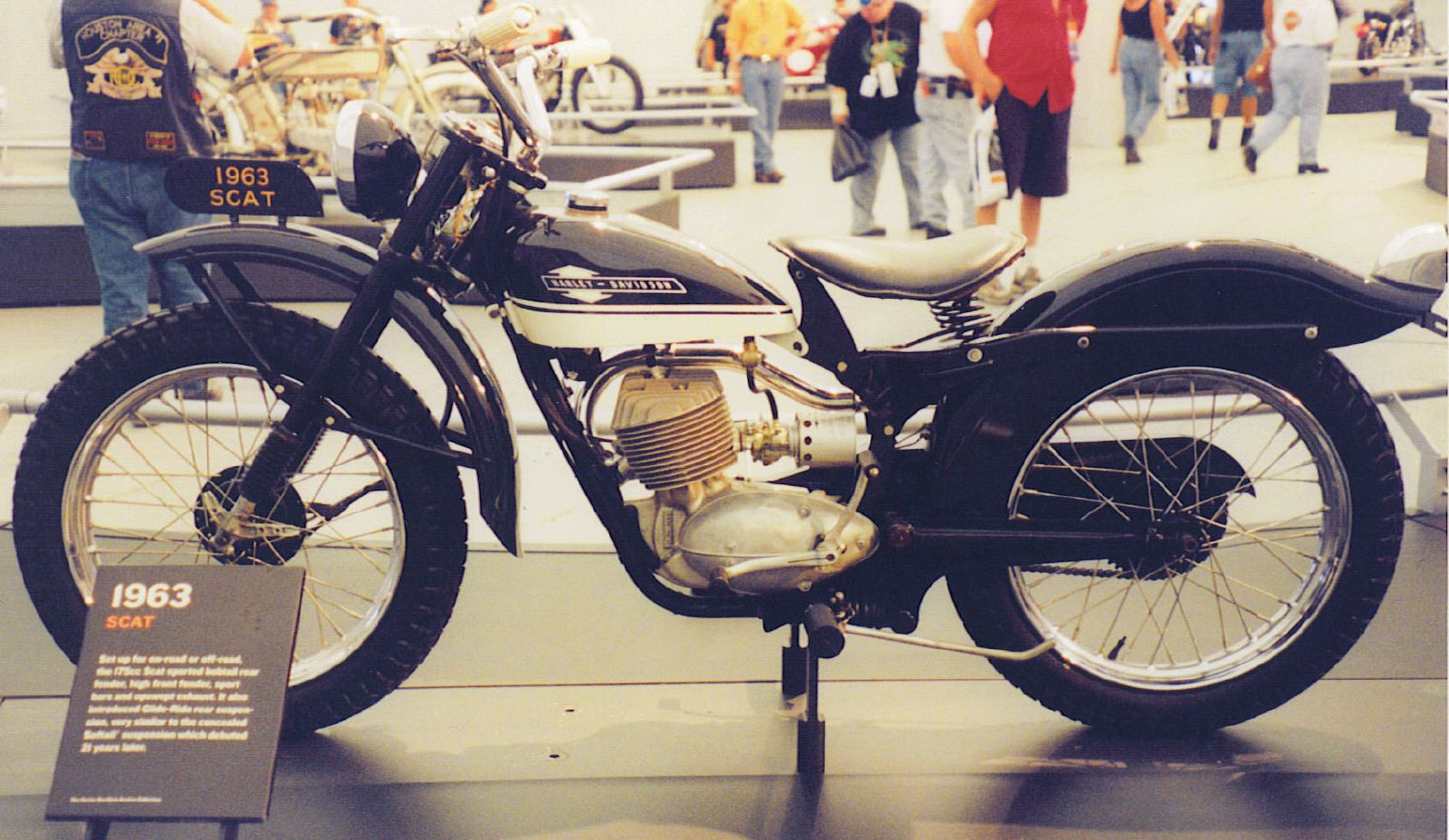
Scatt (1963)

À partir de 1962, Harley lance une famille de trois motos dont le moteur est dérivé de celui de la BT Super Ten avec une cylindrée portée à 175 cm3 : la BT Pacer, pour un usage routier, la BT Ranger pour un usage hors route, et la BT Scat pour un usage mixte. Elles sont dotées d'une suspension arrière en 1963. La Ranger disparaît du catalogue en 1963, la Scat et la Pacer deux ans plus tard. Leur successeur, le BT Bobcat, ne sera produit qu'une seule année (1966) et sera le dernier modèle de petite cylindrée fabriqué par Harley aux États-Unis.

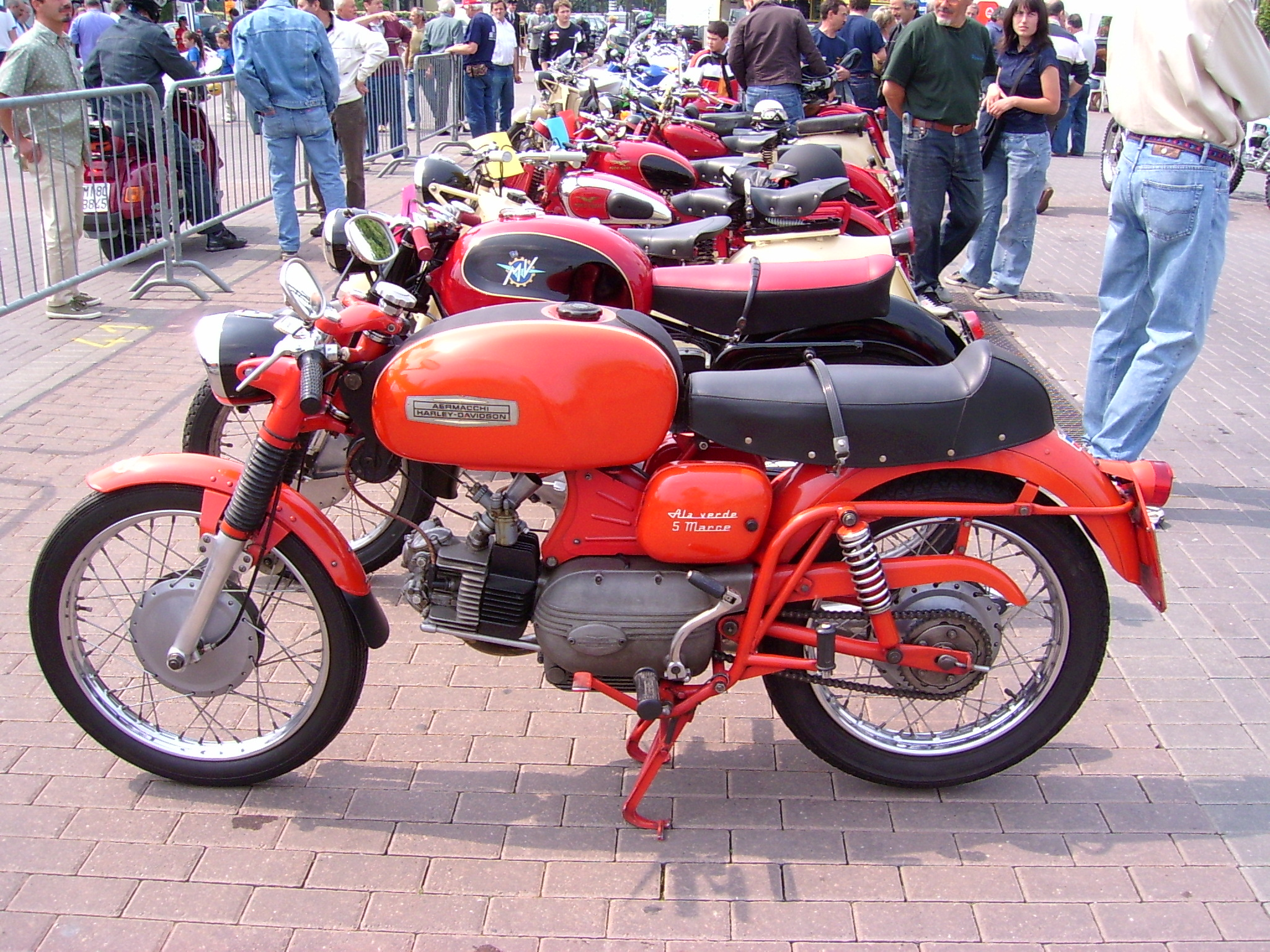
Aermacchi Harley-Davidson 250 cm3 monocylindre 4-temps (1967).

Harley décide en 1960 de devenir actionnaire à hauteur de 50 % de la division moto du groupe italien Aermacchi pour pouvoir fabriquer des modèles de moyenne cylindrée qui, importés d'Italie, seront commercialisés selon les marchés et les époques sous les noms Harley-Davidson, Aermacchi Harley-Davidson ou AMF Harley-Davidson. Les modèles les plus connus, qui remportent plusieurs courses, sont les Sprint 250 puis 350 cm3 propulsés par un monocylindre horizontal 4-temps. La production de modèles 4T durera ainsi jusqu'en 1974. Aermacchi Harley-Davidson produira également plusieurs modèles de monocylindres 2-temps de 50 à 125 cm3, notamment les M-50, M-65, Rapido et Baja.
Harley se diversifie aussi vers les  bateaux (Tomahawk),, puis les voiturettes de golf et les accessoires pour moto.
En 1965 l'Electra Glide, remplace l'Hydra Glide. Elle est  dotée d'un démarreur électrique et, à partir de 1966, du nouveau moteur Shovel Head.

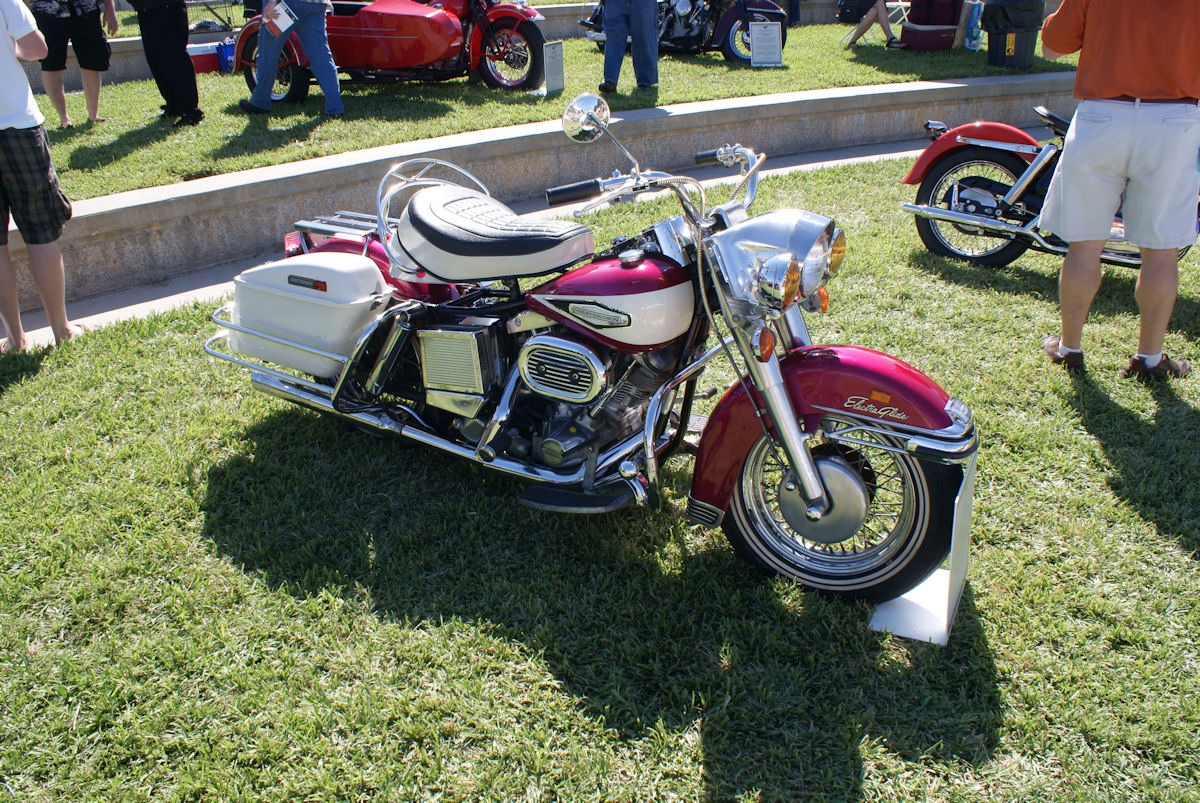
Electra Glide (1970).

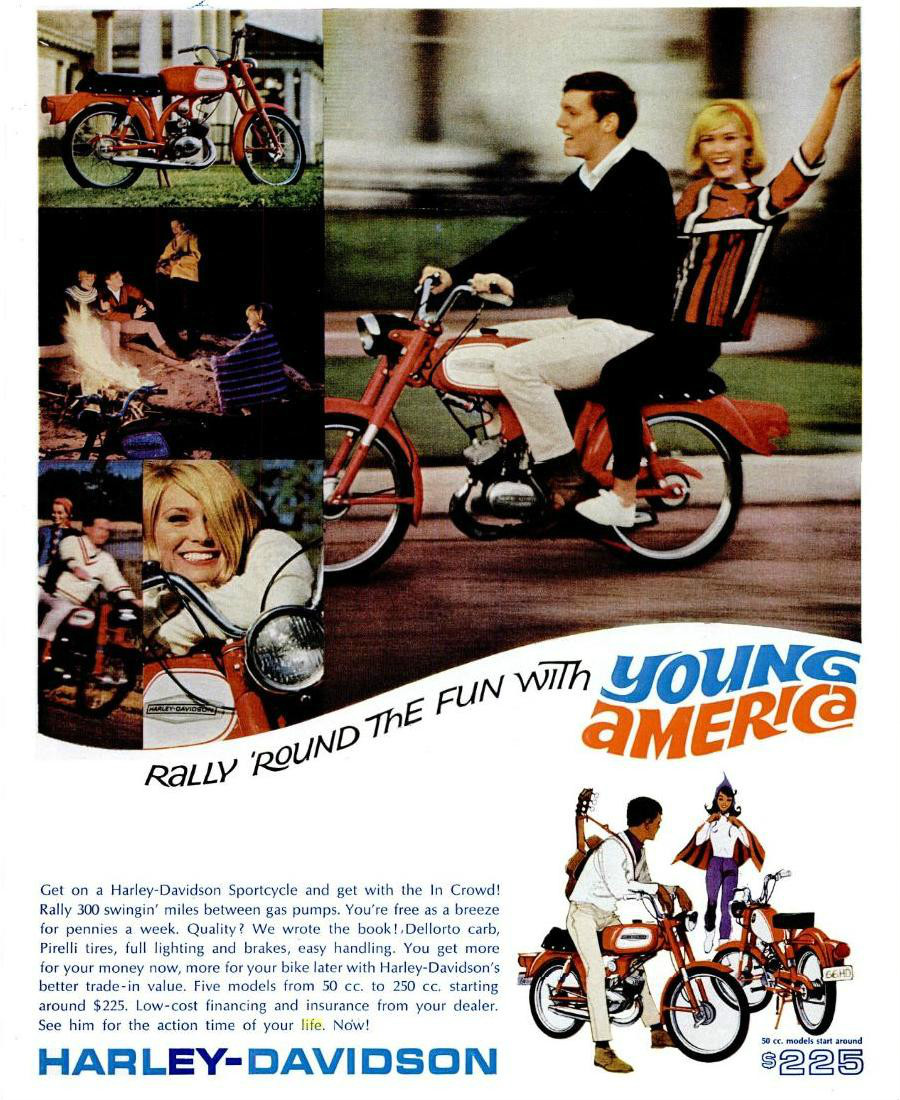
Publicité pour les petites cylindrées Harley dans le magazine en (1966).

La production de Harley remonte à environ 30 000 machines/an, mais en 1965 le succès de Honda est patent : avec des ventes annuelles pour un montant de 77 M$, Honda domine largement le marché américain, loin devant Harley (30 M$).
Les actionnaires de Harley-Davidson, tous descendants des familles fondatrices, prennent alors une décision qui aura de très grandes conséquences sur l'avenir de la société : afin de lever les fonds permettant de faire face aux importants besoins de financement, ils décident d'introduire la marque en bourse.
Mais la pression concurrentielle s'accentue et les campagnes de publicité « Fun » et «Young America » peinent à convaincre les clients d'acheter des modèles Harley de faible cylindrée. Honda, qui avait pénétré le marché américain avec ses monocylindres à quatre temps Super Cub (50 à 125 cm3), monte en gamme avec le bicylindre CB 305 (1961) suivi de la CB 450 (1965), puis de la mythique CB 750 quadricylindre (1969), menaçant la ligne Sportster de Harley.
Inquiets de cette situation, les actionnaires cherchent dès 1968 à adosser Harley à un plus grand groupe industriel. Deux groupes américains, American Machine and Foundry (AMF) et Bangor Punta (en), sont candidats. C'est finalement AMF qui l'emporte. En janvier 1969, Harley est intégré dans AMF dont elle sera une division jusqu'en 1981.

### Années 1970: la décennie AMF
AMF lance un vaste plan de restructuration et de réorganisation visant à relancer les ventes et augmenter les volumes. Des mesures drastiques, comme le déménagement en 1973 à York, en Pennsylvanie, de la totalité de l'assemblage final des motos, entraînent des licenciements et une grève à Milwaukee.
AMF poursuit également la diversification de Harley : des motoneiges équipées de moteurs bicylindres à deux temps de 400 et 433 cm3 à transmission automatique sont ainsi produites de 1970 à 1975.
La production triple en trois ans, mais au détriment de la qualité des produits, détériorant gravement l'image de Harley et provoquant la colère des clients et des concessionnaires. La situation est critique : 50 % des motos en fin d'assemblage présentent des défauts devant être repris, contre seulement 5 % chez les concurrents japonais. AMF prend conscience du danger et lance en 1977 un vaste plan correctif, sous la responsabilité de Vaughn Beals et Jeffrey Bleustein.
Malgré ces turbulences, Harley enregistre en 1979 un record historique de ventes. Ce succès paradoxal est dû à la combinaison de trois facteurs : le lancement de nouveaux produits, rendu possible par l'apport des capitaux d'AMF et la créativité de Willie G Davidson, une politique publicitaire très efficace et la forte croissance du marché américain, multiplié par quatre en vingt ans et dépassant les deux millions de motos par an en 1973.

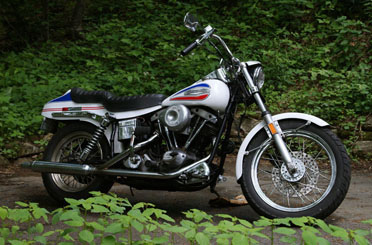
Super Glide avec boat tail (1971).

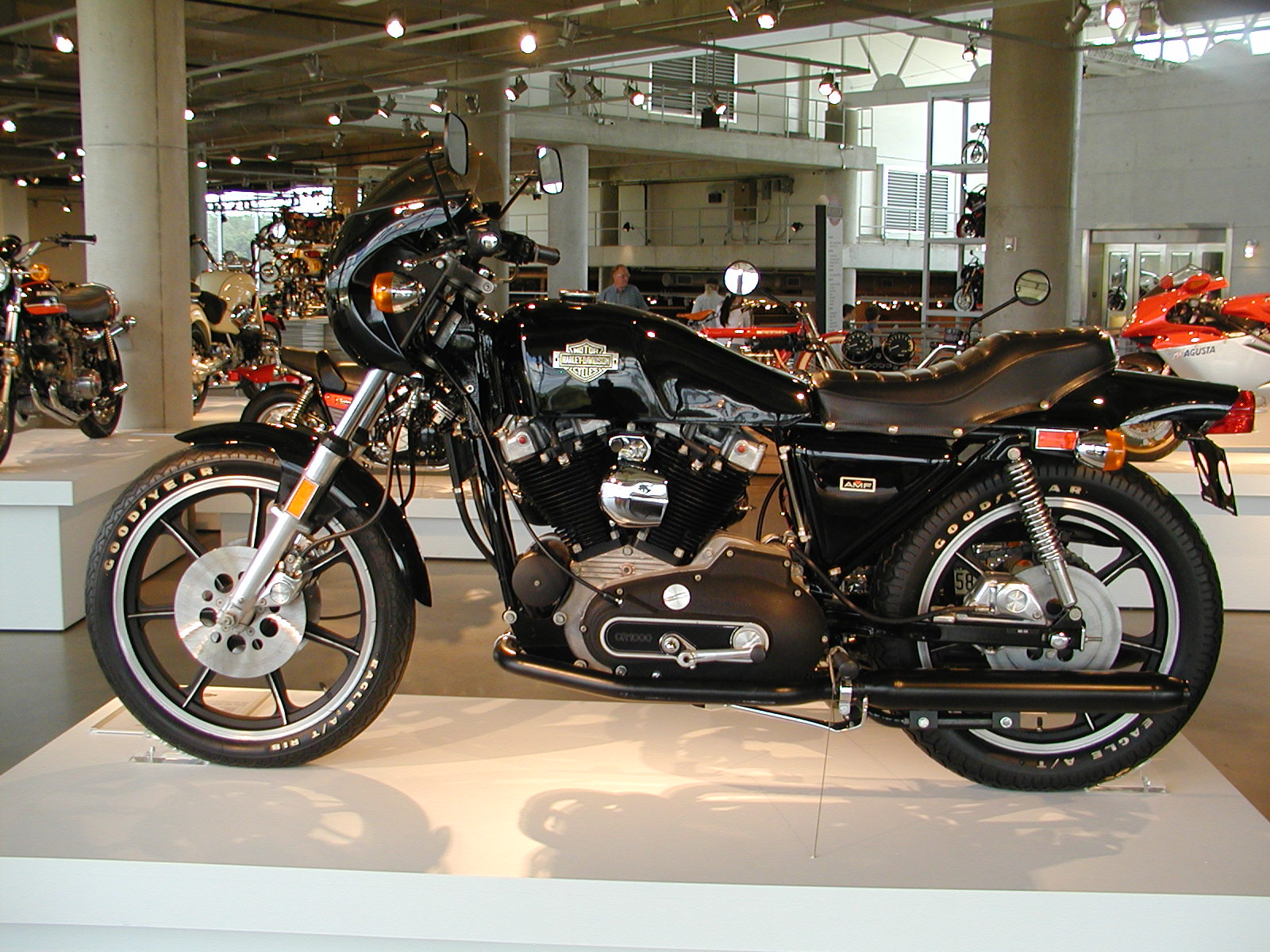
Café Racer XLCR (1977).

Un nouveau Sportster est lancé en 1970, doté d'un moteur de 1 000 cm3 en 1972. Une nouvelle ligne, au design custom, apparaît en 1971 avec la FX Super Glide : initialement dotée d'un très controversé boat tail, elle se vend à 4 700 exemplaires dès 1972 et se verra ensuite dotée de freins à disque et d'un démarreur électrique. En 1977 sont lancés la FXS Low Rider, vendue à 10 000 exemplaires dès 1978, et la XLCR Café Racer, dont l'apparence sombre et sportive surprend à l'époque. L'année 1980 est également très riche en nouveaux modèles de style vintage, tels le FXB Sturgis, le FXWG Wide Glide et le FXEF Fat Bob, équipé d'un double réservoir très caractéristique.

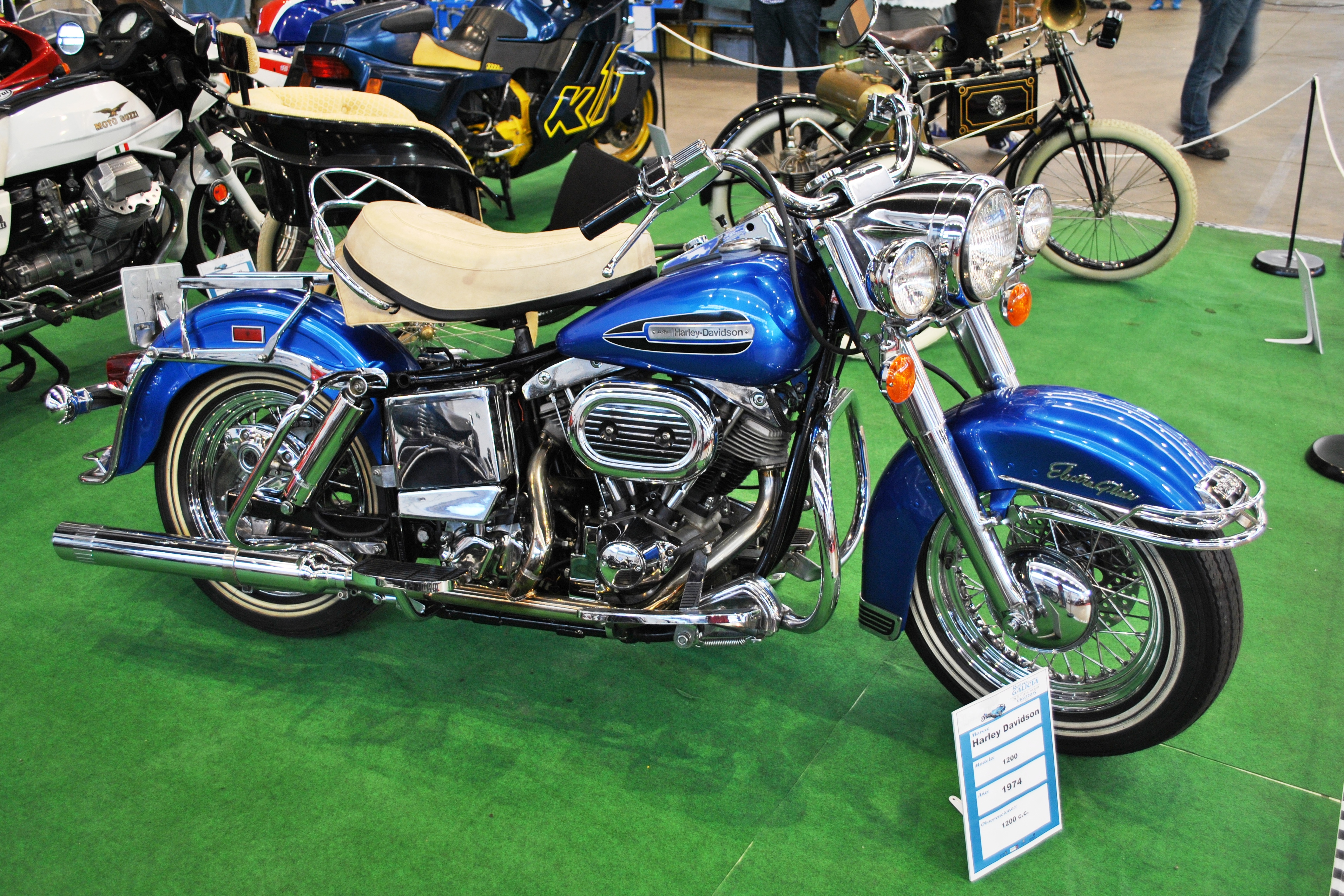
Electra Glide avec frein avant à disque (1974).

En haut de la gamme, la FL Electra Glide est dotée d'un frein avant à disque en 1971 et d'une version plus puissante du moteur Shovelhead en 1978. En 1980 est lancée la FLT Tour Glide, qui se place encore au-dessus de la FL, avec un cadre plus grand, une boite de vitesses à cinq rapports, un moteur de 1 300 cm3 monté sur silent blocks, une chaîne de transmission entièrement contenue dans un carter, un grand carénage, deux phares à l'avant et de très spacieuses valises.
Un nouvel ensemble de sigles et logos est utilisé à partir de 1971 , comme « Harley #1 » qui apparaît pour la première fois sur le réservoir de la Super Glide.

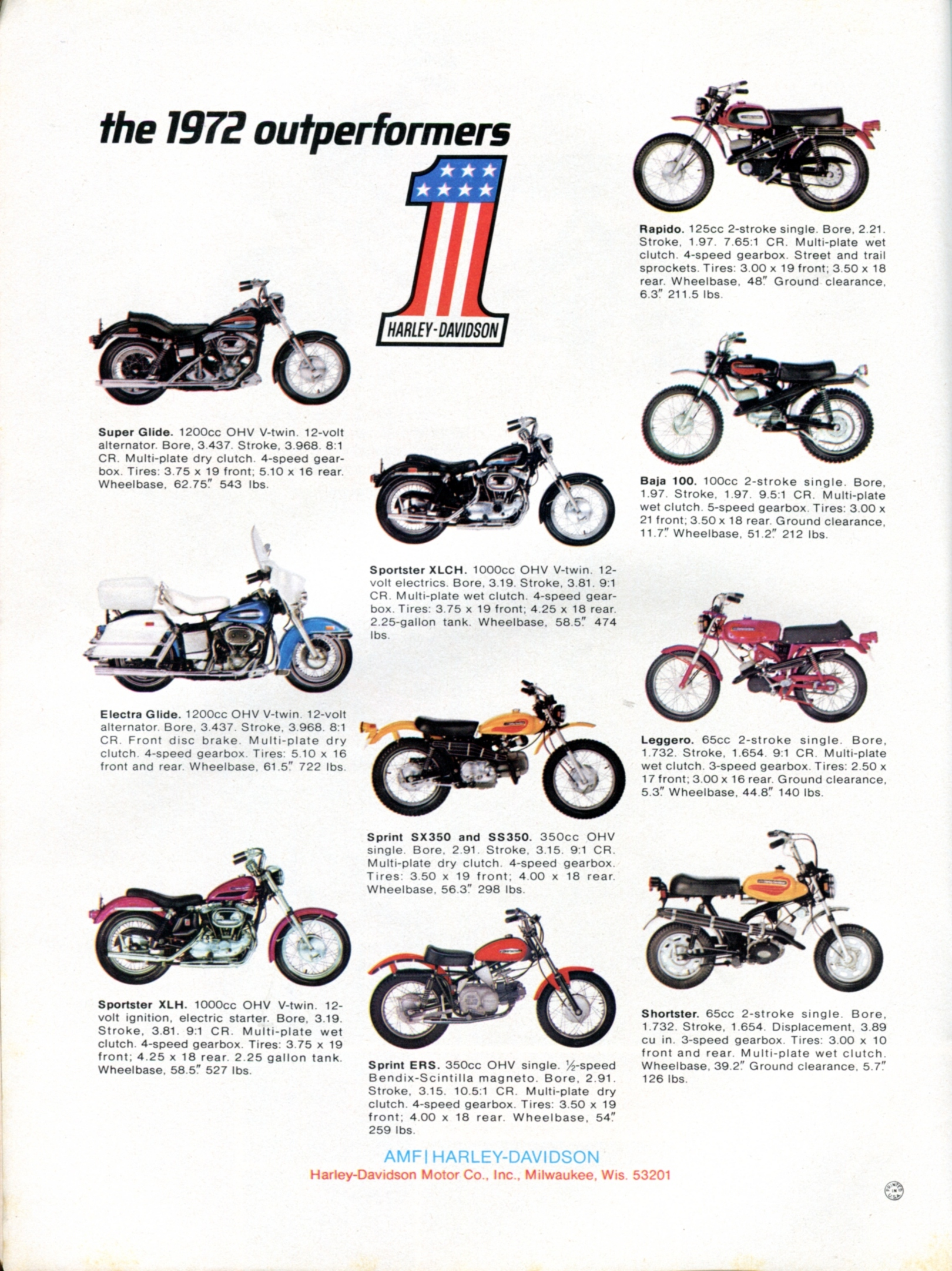
Une partie de la gamme en 1972.

Au milieu des années 1970, Harley dispose d'une gamme très étendue allant du 50 cm3 deux temps à 225 $ au haut de gamme ElectraGlide de 1 200 cm3, et comprenant des modèles originaux, comme la Shortster, qui préfigure les mini motos actuelles, ou le très performant tout-terrain Baja 100.
La publicité de Harley met l'accent sur les « Great Freedom American Machines », promeut « l'esprit de famille » Harley, que le client achète une modeste Z-90 ou une FX 1200, et capitalise sur les succès en compétition et les cascades réalisées avec la XR 750. Le film Easy Rider, encore dans les salles, attire les clients « rebelles » ou désireux de personnaliser leur moto en chopper.
Mais l'offre japonaise continue sa montée en gamme. Ainsi, Honda lance sa Goldwing en 1974 : ce modèle de très forte puissance concurrence directement la gamme Harley de grosse cylindrée. Malgré la forte hausses des ventes, Harley a une faible rentabilité, et sa part de marché sur le marché américain des grosses cylindrées est tombée en dessous de 40 %. En octobre 1978, AMF vend les locaux et l'outillage d'Aermacchi-Harley-Davidson et, en 1979, décide de mettre Harley en vente.
Les historiens et passionnés de Harley ont des avis très partagés sur cette période, mais s'accordent à constater que la marque Harley a survécu, contrairement à nombre de ses concurrentes, que de nombreux nouveaux modèles ont été lancés, préfigurant ceux des années 1980, et que Harley a changé d'échelle, atteignant plus de 300 M$ de ventes en fin de période.

### Années 1980: l'envol de l'aigle
Peu d'investisseurs se déclarent intéressés par le rachat de Harley. AMF vend finalement sa division Harley en juin 1981 à un groupe de treize cadres, dont Vaughn Beals, Jeffrey Bleustein et William G Davidson, qui prend les rênes avec un slogan annonçant ambition et retour aux sources : The Eagle Soars Alone.
L'équipe dirigeante lance un très important programme de baisse des coûts, avec notamment une baisse de 40 % des effectifs, et affiche une priorité : restaurer la qualité et la confiance des clients.
Harley s'inspire de son concurrent Honda pour revoir complètement les méthodes de fabrication et de test, et favoriser l'implication des salariés dans le processus de production.
La stratégie produit, recentrée sur les motos de forte cylindrée et appuyée sur de très actives campagnes de publicité, accentue le côté rétro et lifestyle, et un développement très important des produits dérivés vient augmenter les ventes et la visibilité de la marque.

En outre, après de nombreuses tentatives infructueuses, Harley obtient du gouvernement américain en 1982 un plan « anti dumping » de cinq ans qui augmente (de 45 % la première année) les taxes sur les motos japonaises de forte cylindrée importées aux États-Unis.

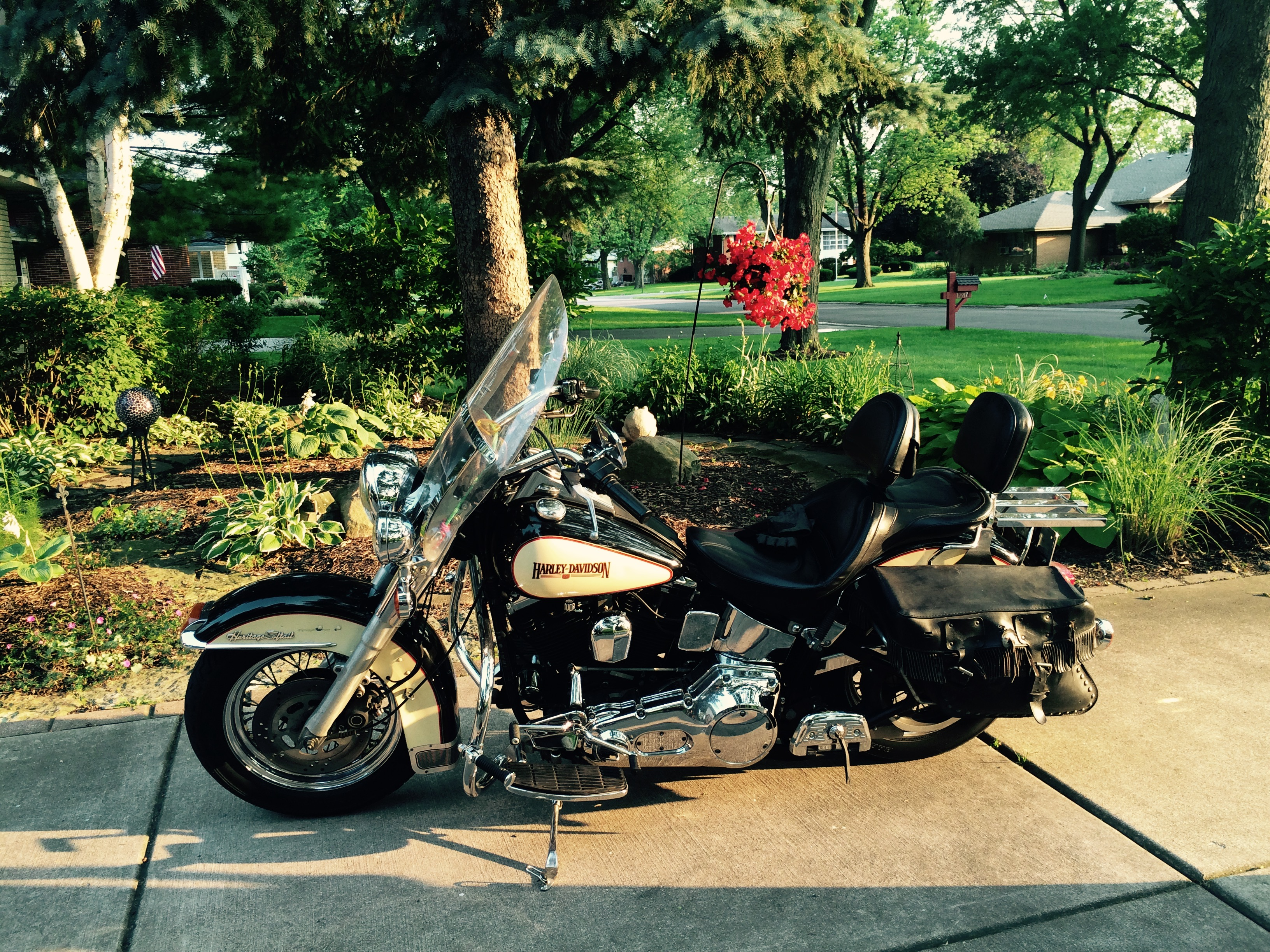
Heritage Softail (1989).

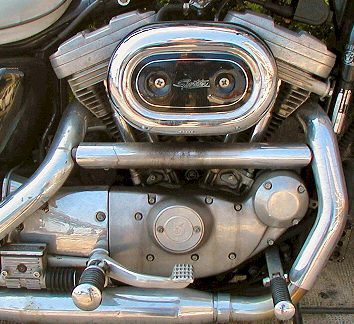
Moteur Evolution, version pour Sportster (1986).

L'événement qui matérialise le mieux le renouveau de Harley est la sortie, en 1984, d'un nouveau moteur de 1 340 cm3 : le V2 Evolution (communément appelé « Evo ») : fruit de longues études sur ordinateur et faisant largement usage d'aluminium, il est plus léger que le Shovelhead (- 9 kg) et offre 10 % de puissance et 15 % de couple en plus. La conception de ses nouvelles culasses résout aussi les problèmes de fuite d'huile de son prédécesseur.
Le moteur Evo équipe un tout nouveau modèle de haut de gamme : la FXST Softail, première d'une longue lignée de modèles dont la partie arrière du cadre semble rigide, mais dissimule une suspension moderne. Une version de l'Evo équipe aussi les Sportsters à partir de 1986.

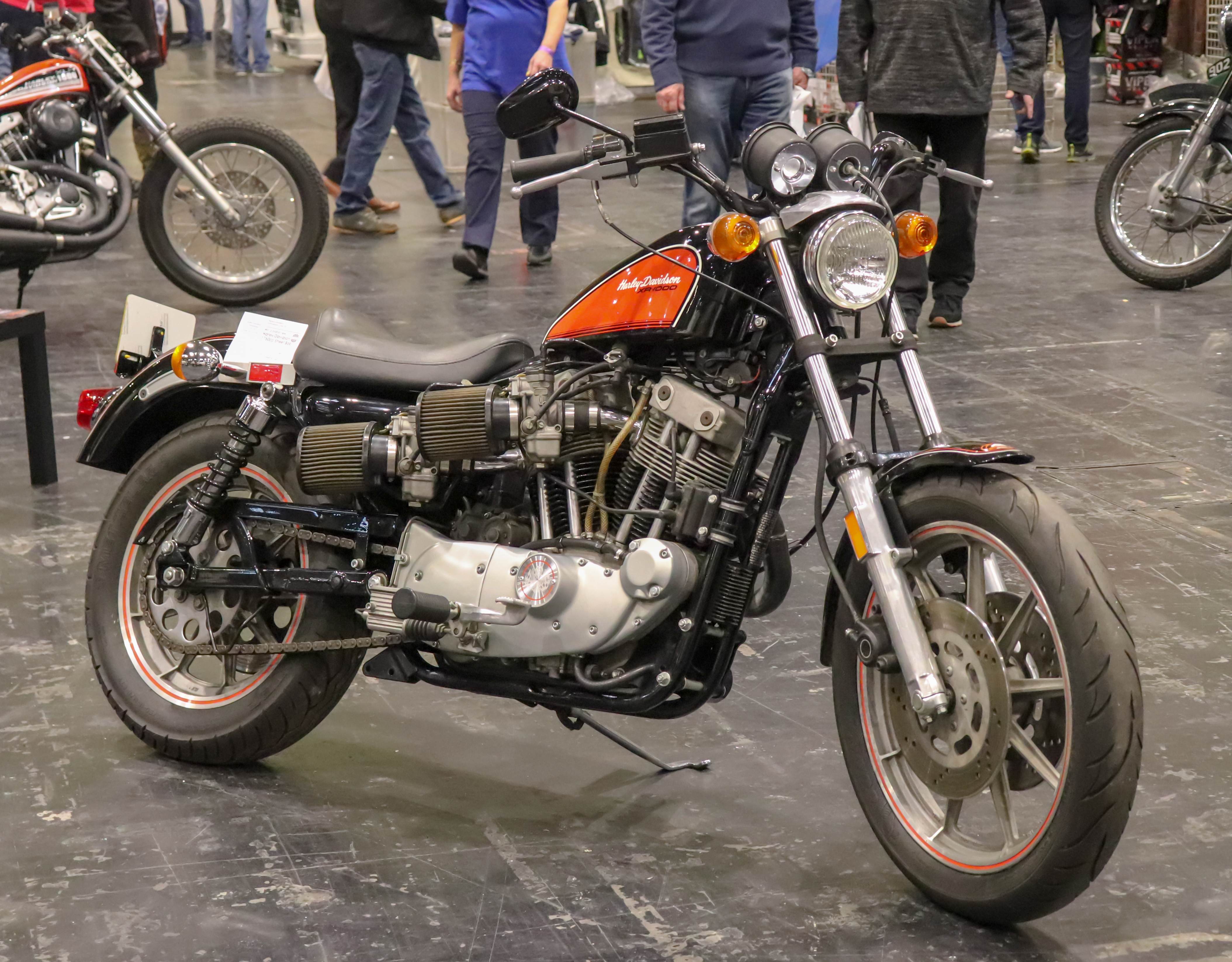
Sportster 1000 cm3 (1984).

La même année, Harley lance un Sportster 1 000 cm3, positionne le Sportster 883 cm3 en entrée de gamme à un prix très attractif et équipe la Tour Glide d'une transmission à courroie crantée, qui sera étendue à tous les modèles FL l'année suivante et généralisée en 1995.
En 1985, ces efforts commencent à porter leurs fruits : la qualité a augmenté, les clients sont de retour, la part de marché de Harley est en hausse. La police redevient un client important avec un premier gros contrat de 155 motos FXRP Police Special avec la California Highway Patrol.
Mais la santé financière de Harley est toujours très fragile. En 1985, Citicorp, qui finance Harley depuis 1981, annonce un durcissement des conditions de son soutien financier. Harley, en quasi-faillite, est sauvée par un autre financeur, Heller Financial Corporation.

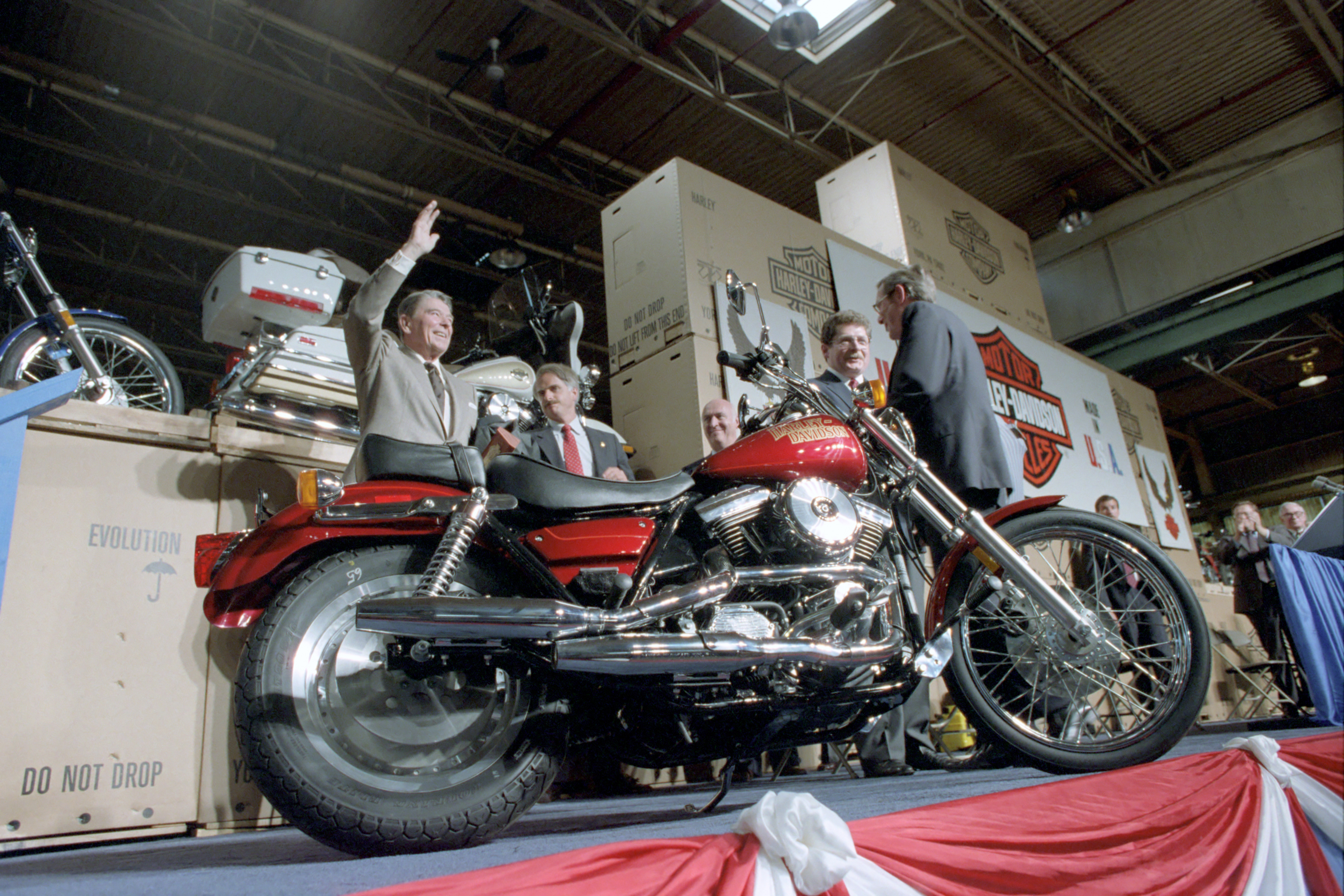
Visite de l'usine d'York par le président Reagan (1987).

1987 est une année symbolique du retournement : Harley demande la levée des protections douanières et entre en bourse à New York.

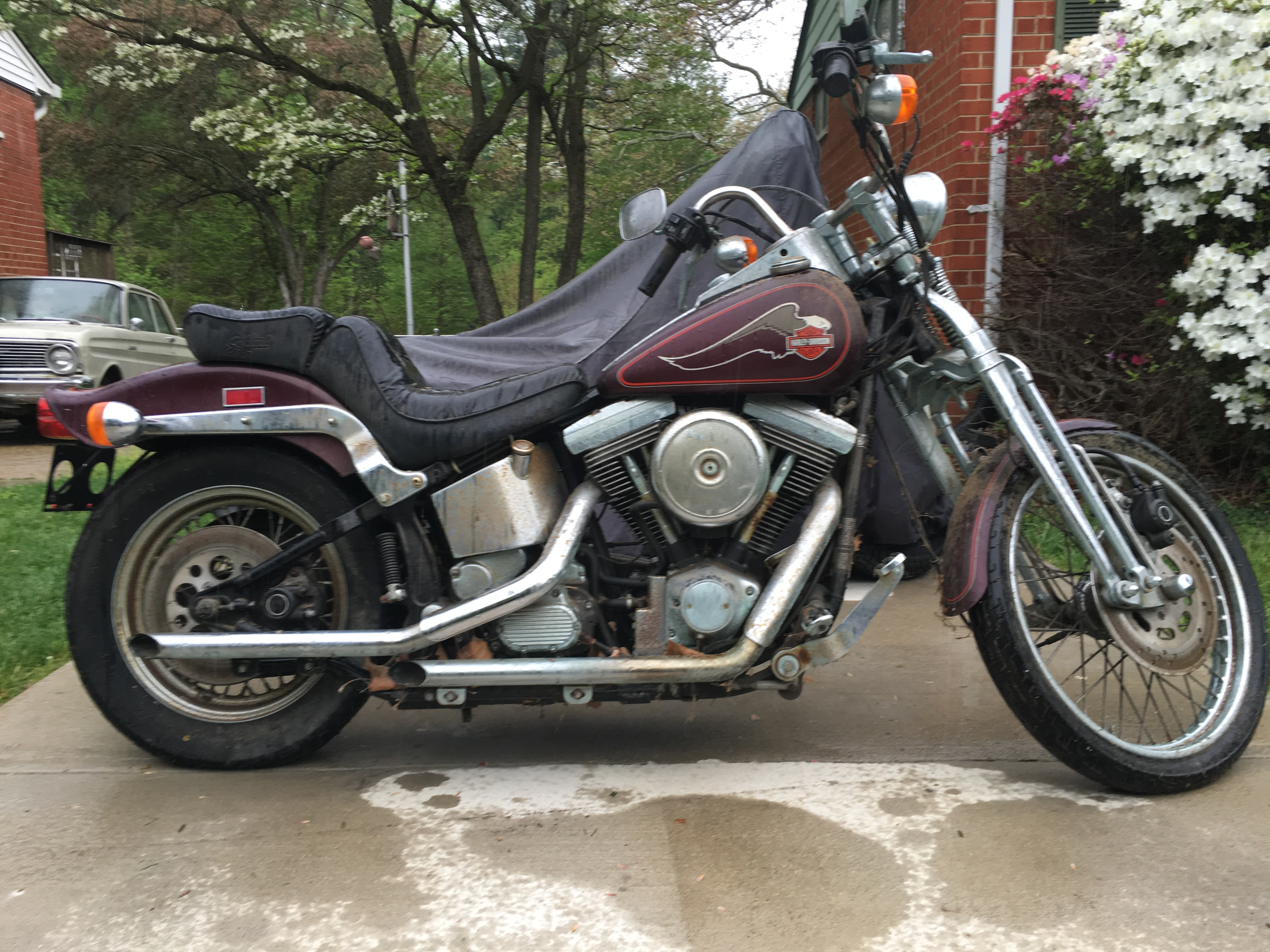
Softail Springer (1989).

Les sorties de nouveaux modèles se poursuivent avec un Sporster 1200, la Low Rider Fat Bob et la Softail Springer en 1988, et en 1989 la ligne UltraClassic qui propose des versions luxueuses et suréquipées des Electra et Tour Glide.
C'est le début d'une longue période de croissance et de notoriété retrouvées. Le redressement de Harley à partir du milieu des années 1980, l'exploitation de la marque et la très forte loyauté de ses clients sont souvent cités en exemples de réussite managériale dans l'industrie,.

### Années 1990: croissance et internationalisation

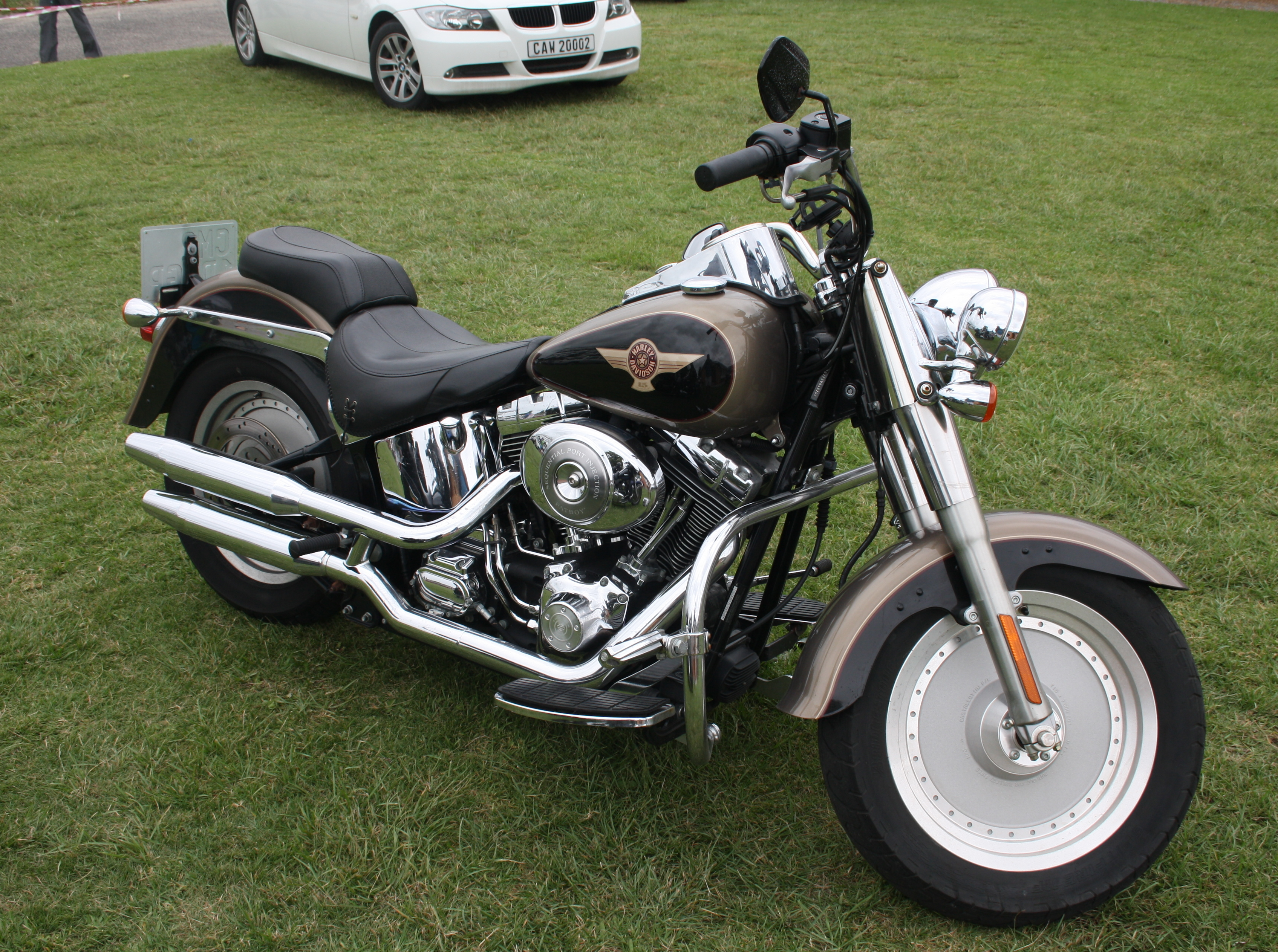
Fat Boy avec roues pleines et imposante fourche avant.

Dès le début de la décennie, la production dépasse les 62 000 unités, la gamme comprend vingt modèles, la part du marché des grosses cylindrées aux États-Unis est de 61 %. Les ventes à l'international doublent en quatre ans pour atteindre 30 % des ventes totales.

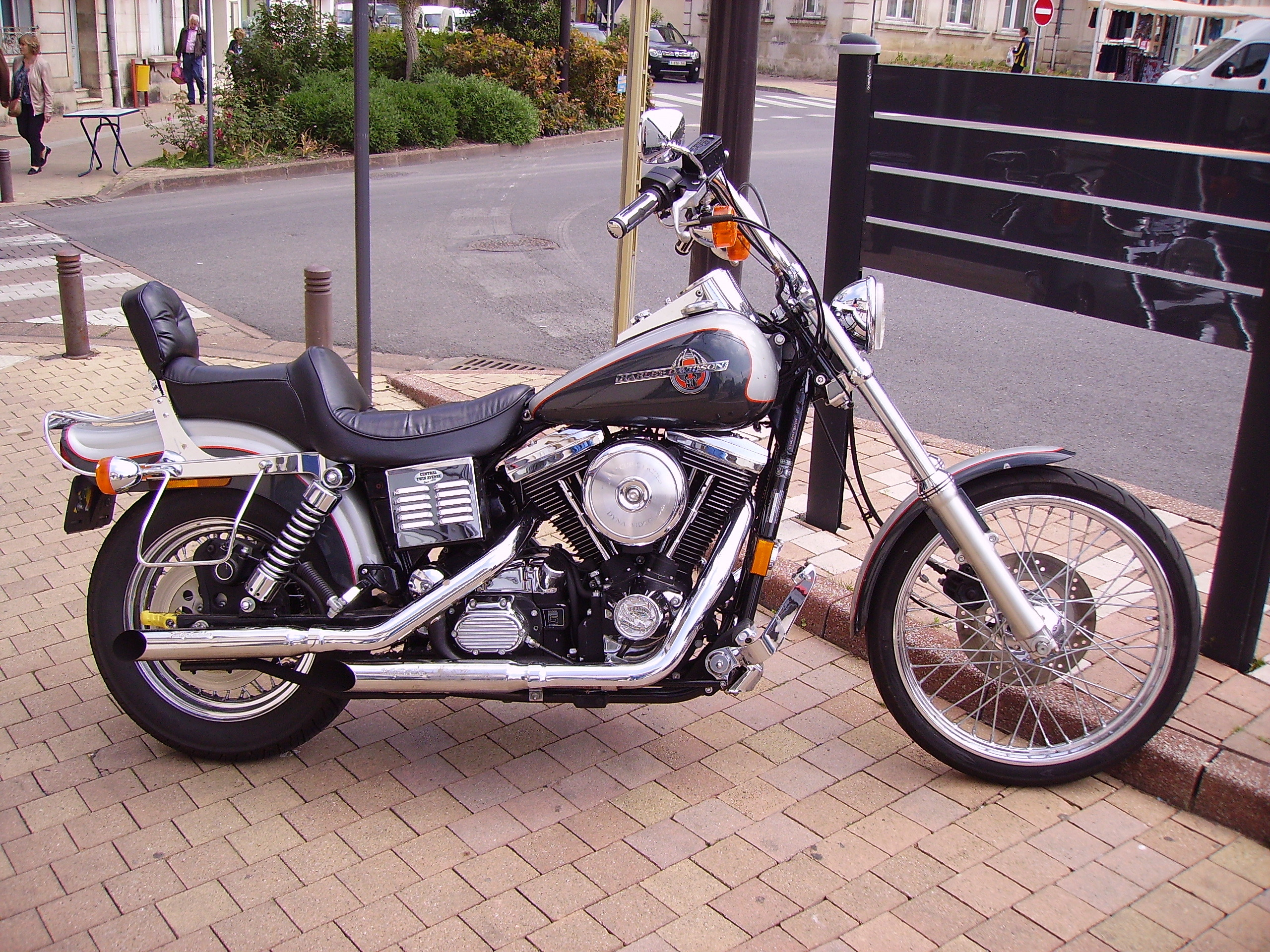
Dyna Wide Glide.

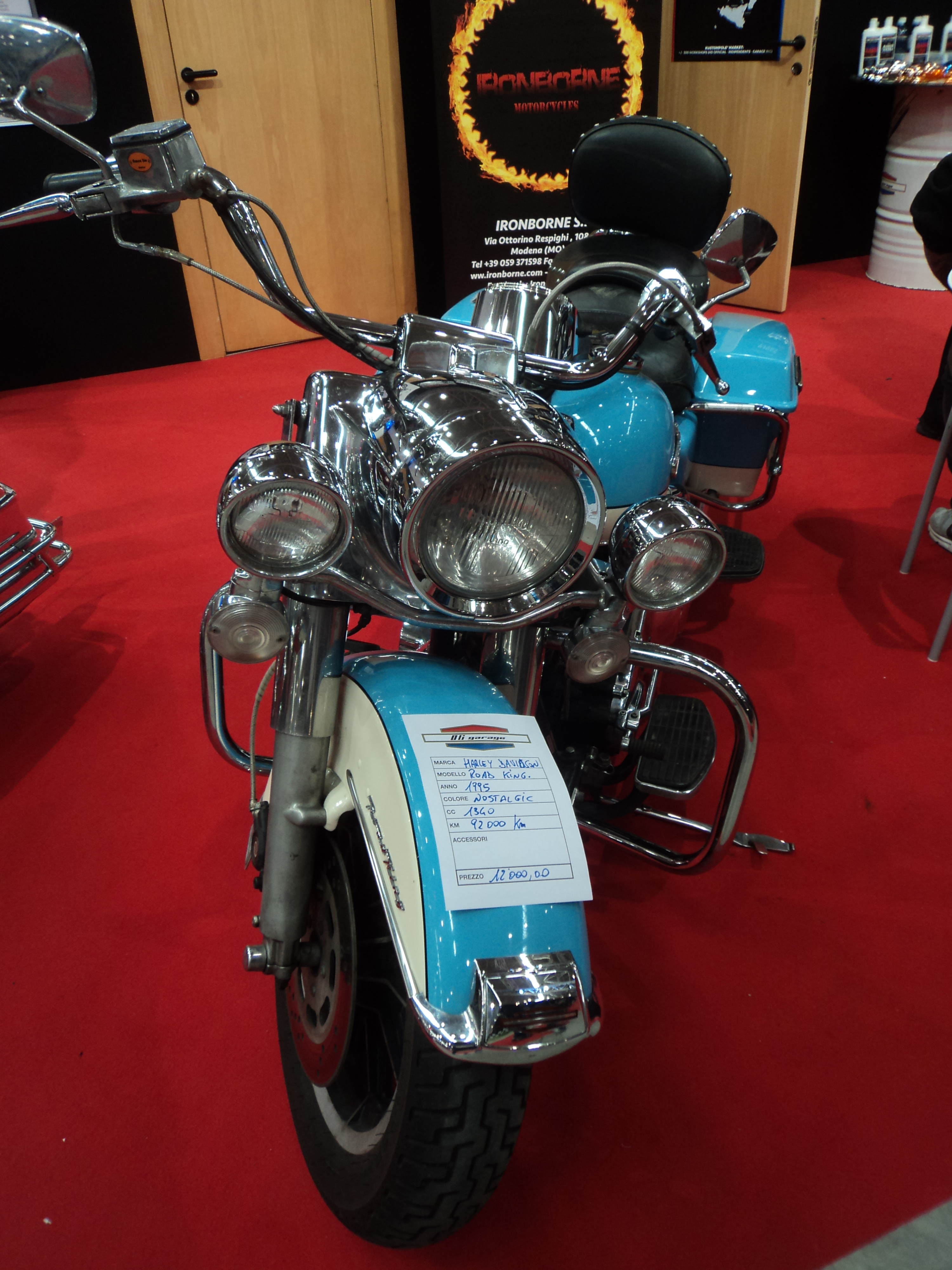
Road King (1995).

Les Sportsters reçoivent une boîte à cinq vitesses en 1991 et les lancements de produits se succèdent : la Fat Boy FLSTF en 1990 ; la Dyna Glide Sturgis FXDB en 1991, première de la longue lignée des Dyna ; la Dyna Wide Glide, très basse avec un guidon « ape », et l'Heritage Softail Nostalgia FLSTN en 1993 ; la Road King FLHR en 1994. En 1995, pour célébrer les trente ans de l'Electra Glide, Harley lance une version Ultra Classic de l'Electra Glide dotée de l'injection électronique, proposée sur les Road King et Glide l'année suivante.
À partir de 1999, toutes les Touring et Glide reçoivent le nouveau moteur Twin Cam 88. La même année, Harley lance son offre CVO (en) (Custom Vehicle Operations) qui propose aux clients des séries spéciales des modèles les plus puissants de la gamme.

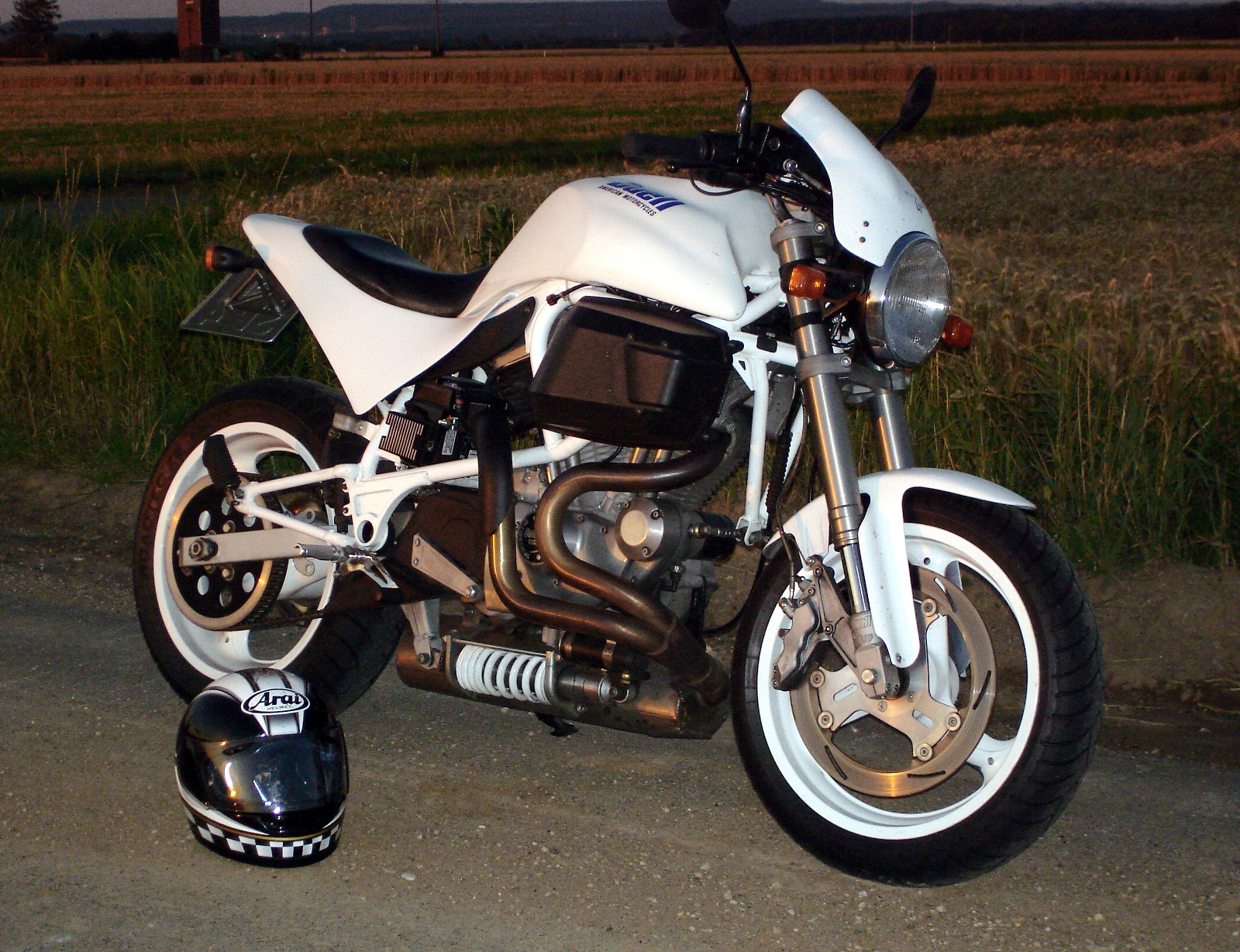
Buell S1 Lightning.

Pour élargir son offre à des motos plus sportives, Harley prend une participation dans Buell en 1993, et rachète la quasi-totalité de la société en 1998. Les modèles les plus connus de la marque durant les années 1990 sont les S1 Lightning, S3 Thunderbolt et M2 Cyclone.
Un département vêtements est créé en 1989, et des boutiques dédiées exclusivement à la vente de vêtements et accessoires sont ouvertes à partir de 1990. Et à la fin des années 1990, les concessionnaires proposent des services de location de motos.
Harley implante en Allemagne son centre de coordination des ventes et de logistique pour l'Europe. L'usine d'York est étendue et modernisée en 1992 et deux nouvelles usines sont créées aux États-Unis : l'une à Kansas City (Missouri) et l'autre à Menomonee Falls (Wisconsin). Et, pour la première fois depuis l'arrêt en 1937 des fabrications au Japon, Harley crée en 1998 une usine à l'étranger (Manaus, Brésil).
En 1998, Harley dépasse les 2 000 M$ de ventes et produit plus de 150 000 motos,.

### Années 2000: résultats records puis retournement
En 2001, Harley dépasse Honda sur le marché américain pour la première fois depuis les années 1960. Les ventes atteignent 5 600 M$ en 2006, dont 1 100 M$ de ventes de vêtements et accessoires et de revenus des produits dérivés. Cette même année, Harley vend 365 000 motos (sous marque Harley ou Buell), atteint une part de marché de 49 % aux États-Unis et ouvre un réseau de distribution en Chine.
La réputation de Harley est à son meilleur niveau : Harley est nommée « Company of the Year » par Forbes en 2000, et « Technology Leader of the Year » par IndustryWeek (en) en 2002. Les célébrations du centenaire de la marque rassemblent plus de 200 000 passionnés à Milwaukee en 2003.

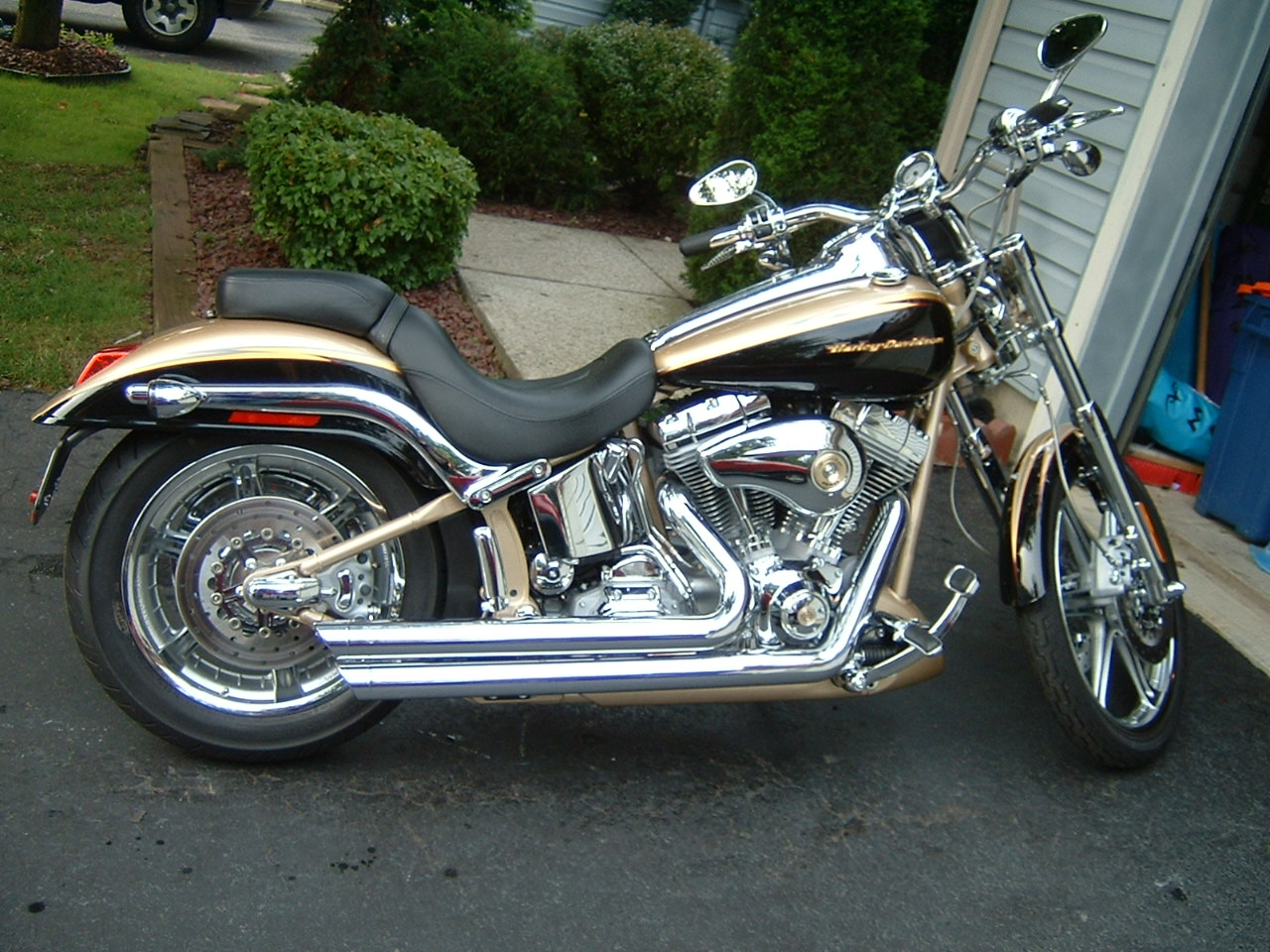
Softail Deuce (2000).

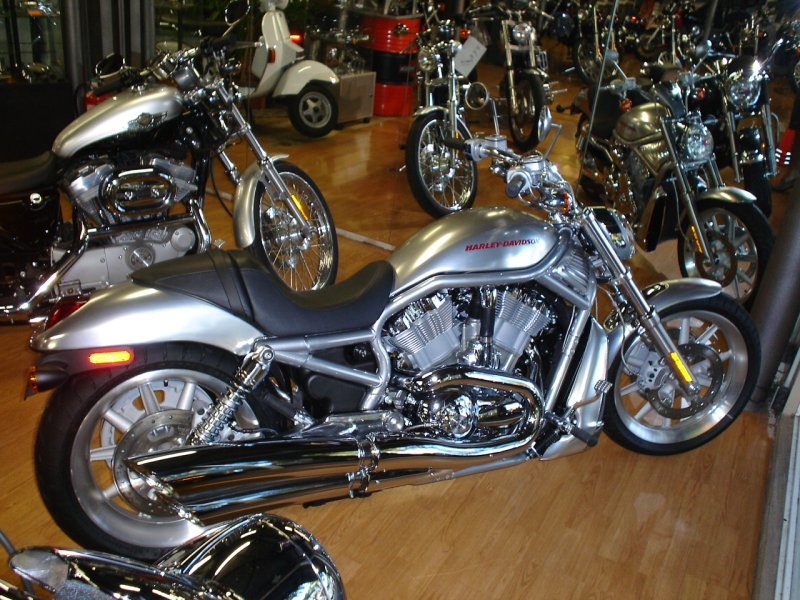
V-Rod VRSCA (2001).

En 2001, Harley lance une nouvelle famille de motos : les V-Rod VRSC, qui seront produites, sous différentes versions, jusqu'en 2016. Les V-Rod sont propulsées par un moteur de 1 130 cm3 nommé « Revolution » développé en coopération avec Porsche. C'est le premier moteur à refroidissement liquide de Harley.

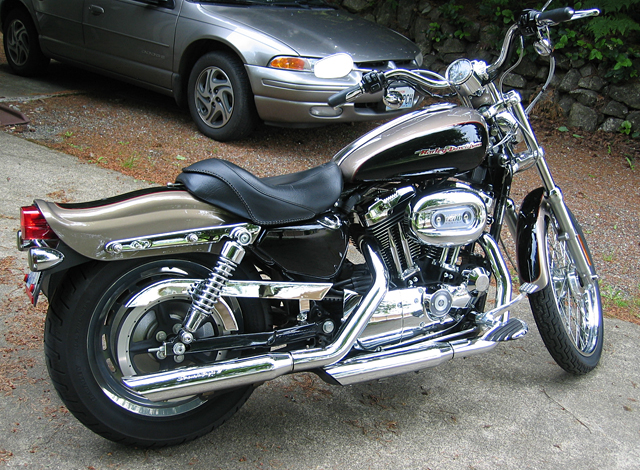
Sportster 1200 (2004).

En 2004, les moteurs des Sportsters sont montés sur silent blocks, et une Road King Custom FLHRSI apparaît. Une Softail, la Deuce, est lancée en 2000 et deux autres en 2005 : la Softail Deluxe FLSTNI et la Springer Softail Classic. En 2006, la gamme Dyna est équipée d'une boite à six rapports, et deux modèles Street apparaissent : la Street Bob et la Street Glide. À partir de 2007, toute la gamme Harley est équipée d'injection électronique.

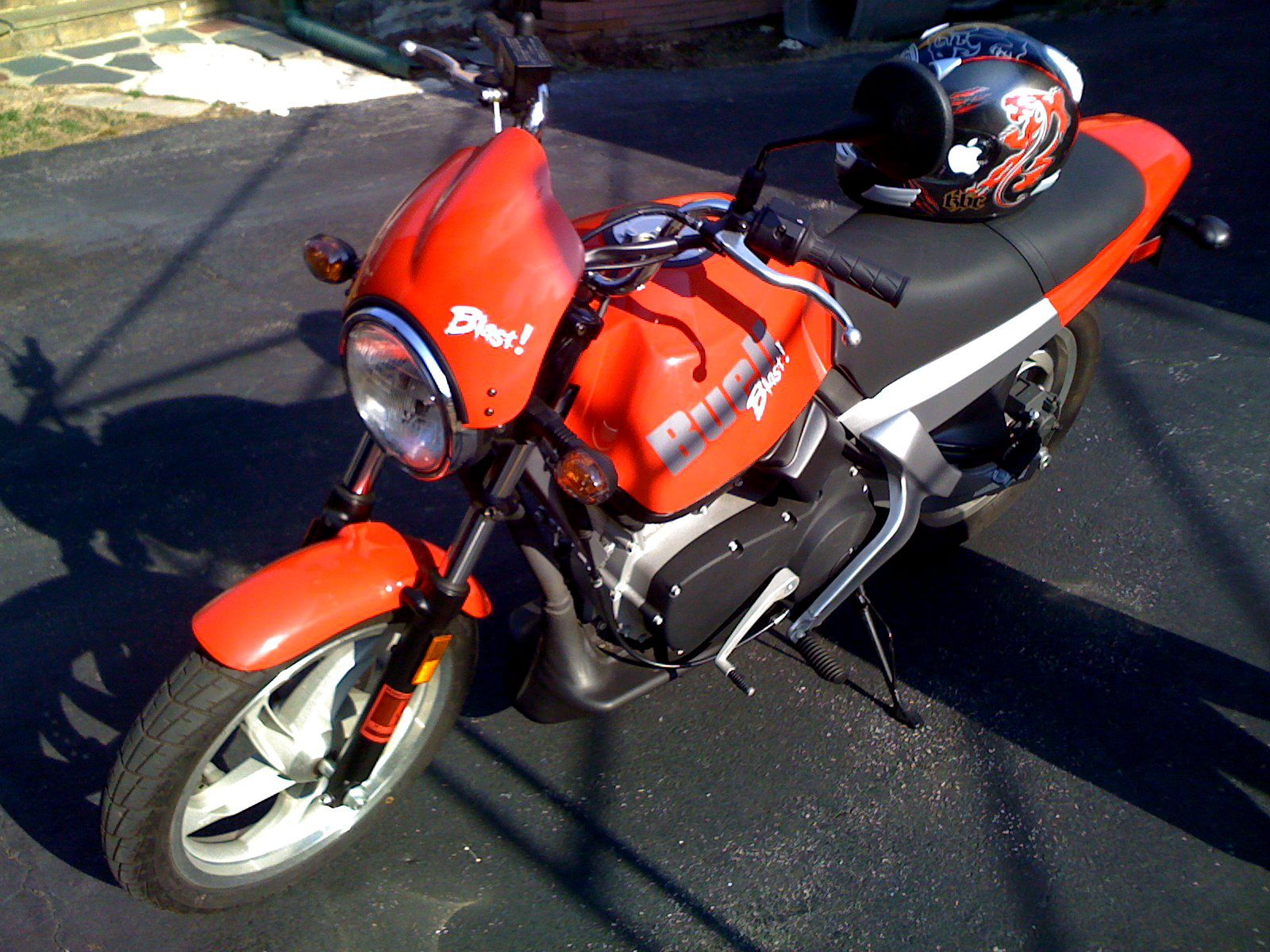
Buell Blast.

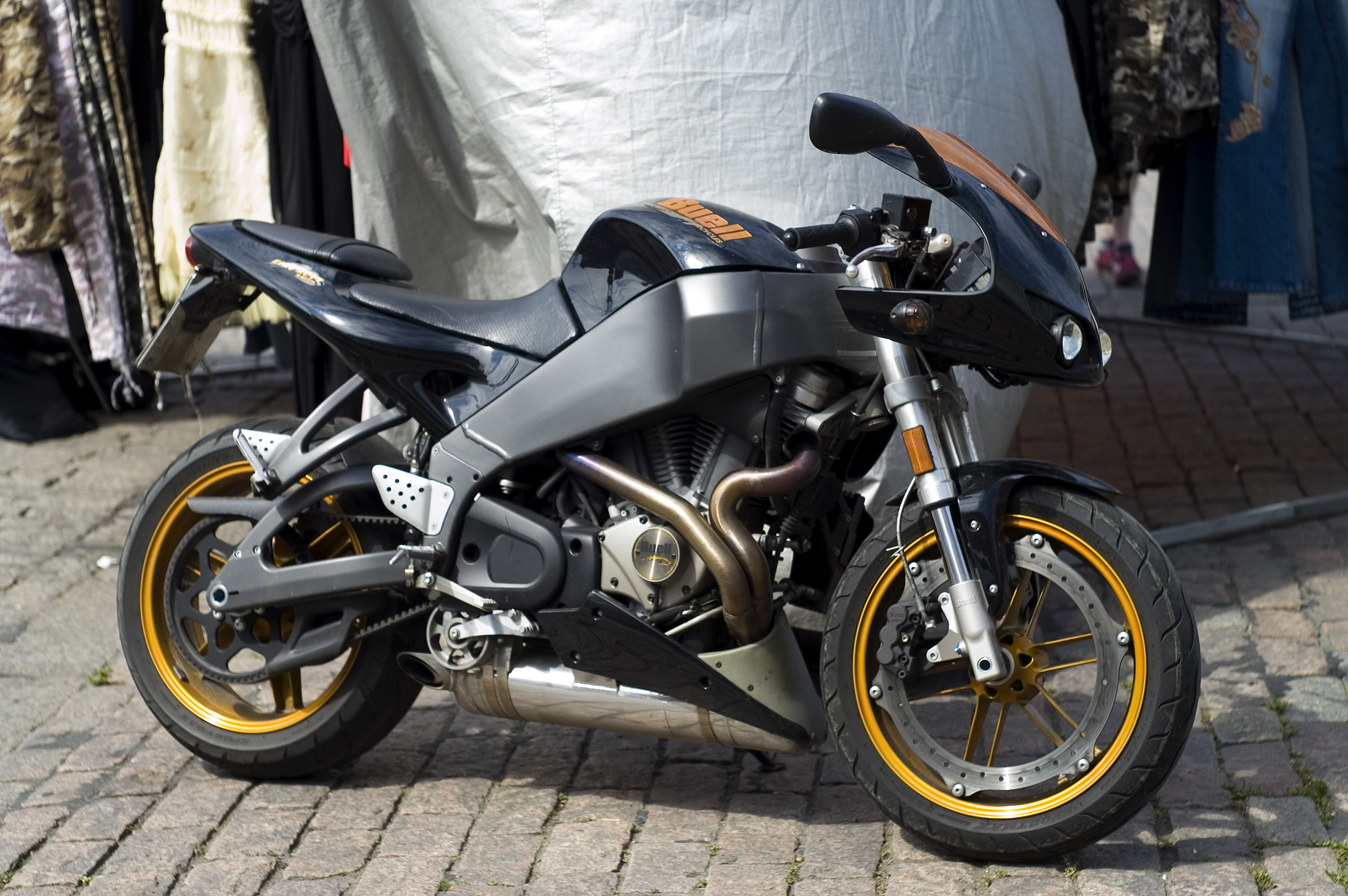
Buell Firebolt XB12.

La gamme Buell s'élargit et se renouvelle. La Blast, dotée d'un monocylindre 500 cm3 dérivé des moteurs 883 cm3 des Sportster, est introduite en entrée de gamme en 2000, et sert de moto de formation dans la Riders' Edge Academy que vient de créer Harley. En 2003, une nouvelle famille XB propose plusieurs innovations : cadre faisant office de réservoir à essence, bras oscillant contenant l'huile moteur et très large disque de frein avant fixé à la périphérie de la jante. Elle sera déclinée en plusieurs versions de 980 cm3 (XB9) puis 1 200 cm3 (XB12), dénommées « Firebolt », « Lightning » et « Ulysses ». Buell lance en 2007 la 1125R animée par un moteur bicylindre fourni par l'autrichien RotaX.
En 2008, la gamme Harley est composée de 31 modèles répartis en quatre familles (Sportster, Dyna, Softail, Touring et V-Rod) pour des tarifs, aux États-Unis, allant de 7 000 à 35 000 $. La gamme Buell propose en outre dix modèles.

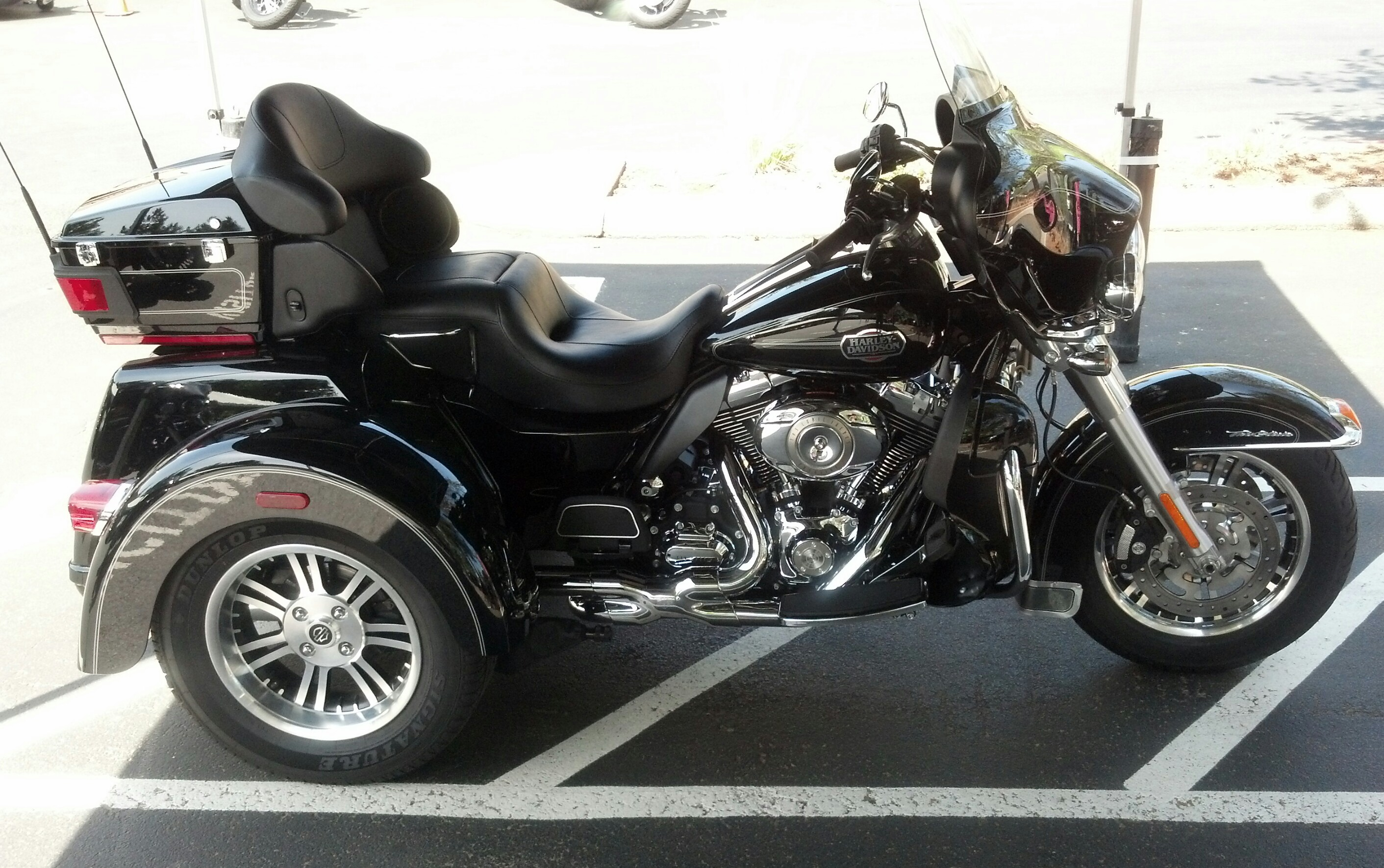
Tri Glide.

L'offre Harley est complétée en 2009 par le trike Tri Glide Ultra Classic, lointain héritier du Servi-Car. Cette imposante machine, développée sur la base d'une Electra Glide Ultra Classic, est proposée à 30 000 $ aux États-Unis avec un équipement très complet offrant notamment 185 l de rangements, boite à six vitesses, marche arrière électrique en option, frein de parking et système audio à quatre haut-parleurs.
En 2007 débute la crise des subprimes, qui va affecter l'économie mondiale pour plusieurs années. Harley subit une longue grève dans ses usines suivie de licenciements et, pour la première fois depuis plus de vingt ans, doit revoir ses perspectives à la baisse.
En 2009, les ventes tombent à 4 290 M$, soit 23 % de moins que l'année précédente, et les profits à 71 M$, soit presque 90 % de moins qu'en 2008. Harley décide de se recentrer exclusivement sur sa marque, annonce l'arrêt de production des Buell, ainsi que son intention de revendre MV Agusta dont elle avait finalisé l'acquisition en 2008.

### Années 2010
Après les difficultés de la fin des années 2000, l'activité de Harley repart à la croissance jusqu'en 2014 : les ventes atteignent alors un record historique de 6 200 M$ pour 268 000 motos vendues. La marque annonce deux décisions importantes.

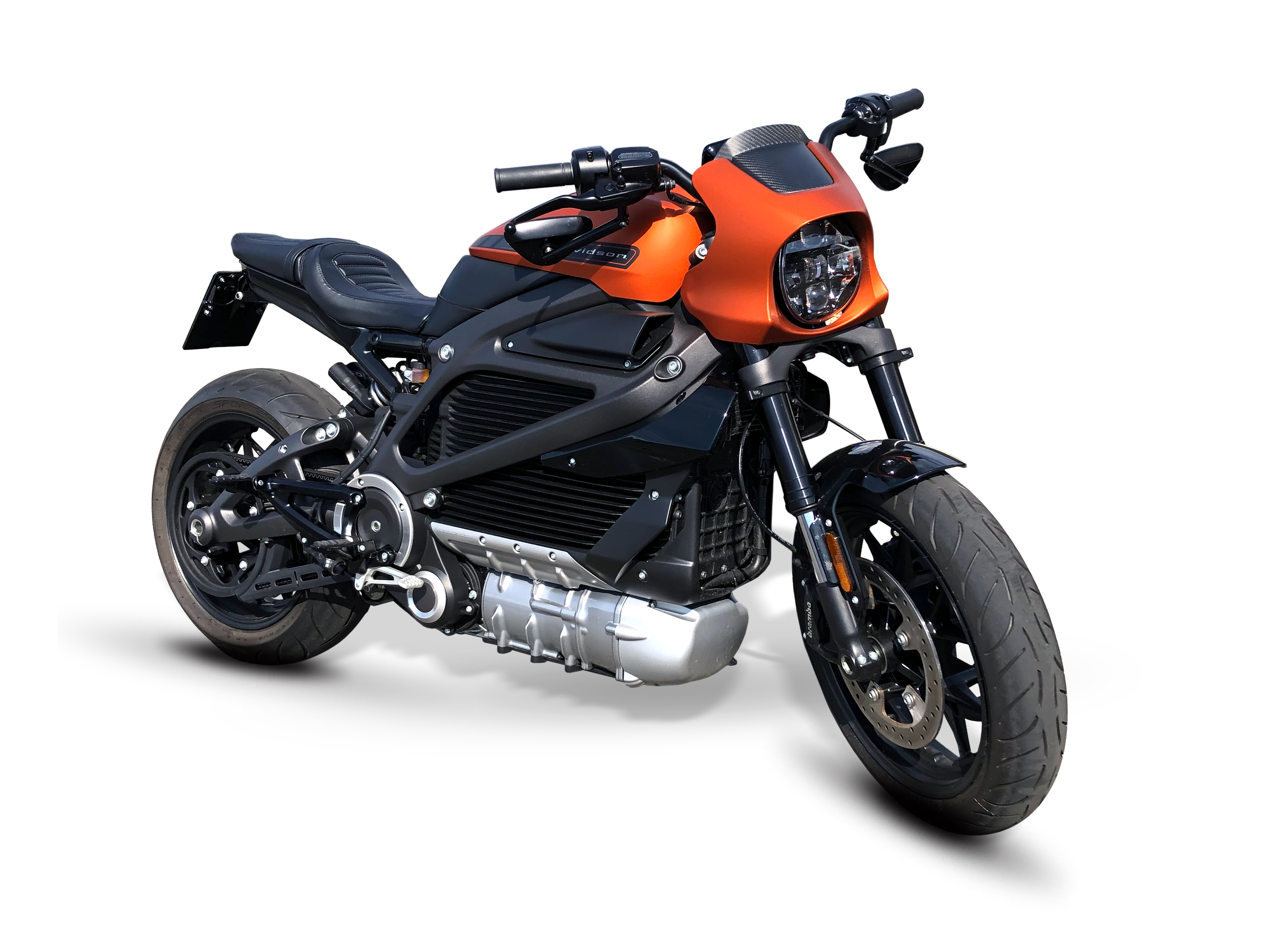
LiveWire.

La première est de lancer un projet de moto électrique, la LiveWire, qui sera commercialisée à partir de 2019. La LiveWire, dont la batterie utilise des composants Samsung, affiche une puissance de 105 ch, un couple de 116 N m pour un poids de 251 kg et une autonomie maximale de 235 km.

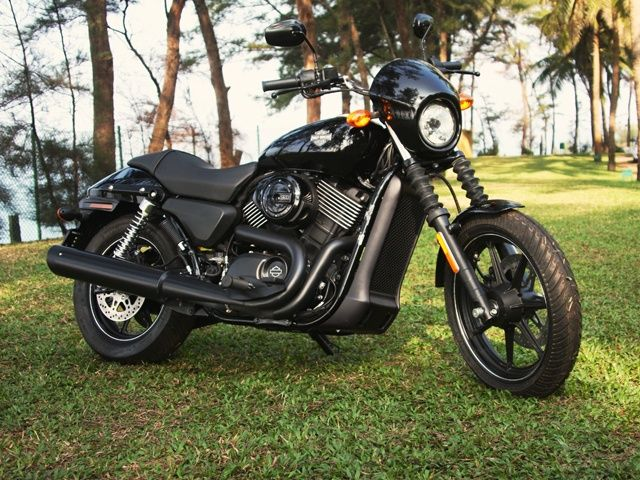
Street 750.

La seconde est de commercialiser deux modèles de moyenne cylindrée, les Street 500 et Street 750, fabriqués pour partie en Inde, dans la région d'Uttar Pradesh. Ces modèles à vocation plus urbaine que routière visent également un public plus féminin. Dotés d'un nouveau bicylindre en V à 60° refroidi par liquide et proposés à partir de 7 000 $, ils constituent l'entrée de la gamme Harley-Davidson.

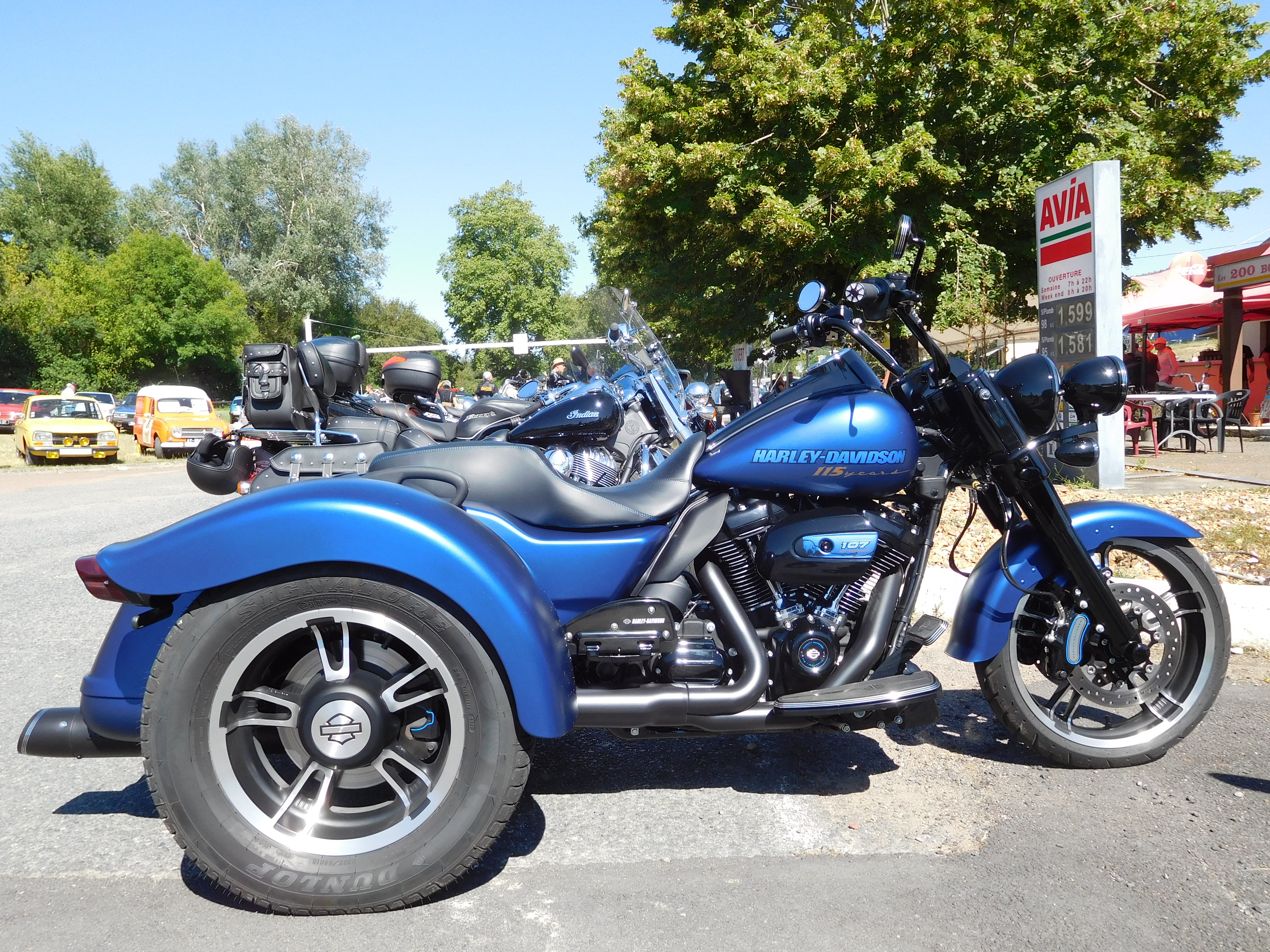
Free Wheeler

La gamme Sportster évolue, avec des modèles en 1 200 cm3 (2012), l'ABS et une version Super Low (2014), et de nouvelles suspensions (2016). La gamme Trike s'enrichit d'un nouveau modèle plus léger et plus dépouillé que le Tri Glide : le Free Wheeler (2014). En 2017, Harley introduit un nouveau moteur, le Milwaukee Eight qui est décliné en trois cylindrées de 107, 114 et 117 ci (1 750, 1 870 et 1 920 cm3) dont le refroidissement combine air et liquide.
En 2018, la guerre commerciale que se livrent l'Union européenne et les États-Unis déclenche la création de droits de douane pour les importations de motos des États-Unis vers l'Europe. Harley-Davidson délocalise une partie de sa production vers le Brésil, l'Inde et la Thaïlande. La ligne des Dyna est arrêtée, et plus aucun modèle n'utilise le moteur Twin Cam.

Les ventes et les résultats de Harley baissent régulièrement jusqu'en 2019, notamment aux États-Unis où les ventes en volume baissent de 26 % par rapport à 2014 et la part de marché de Harley tombe en dessous de 50 %. La valeur en bourse de l'action Harley perd 34 % en cinq ans.

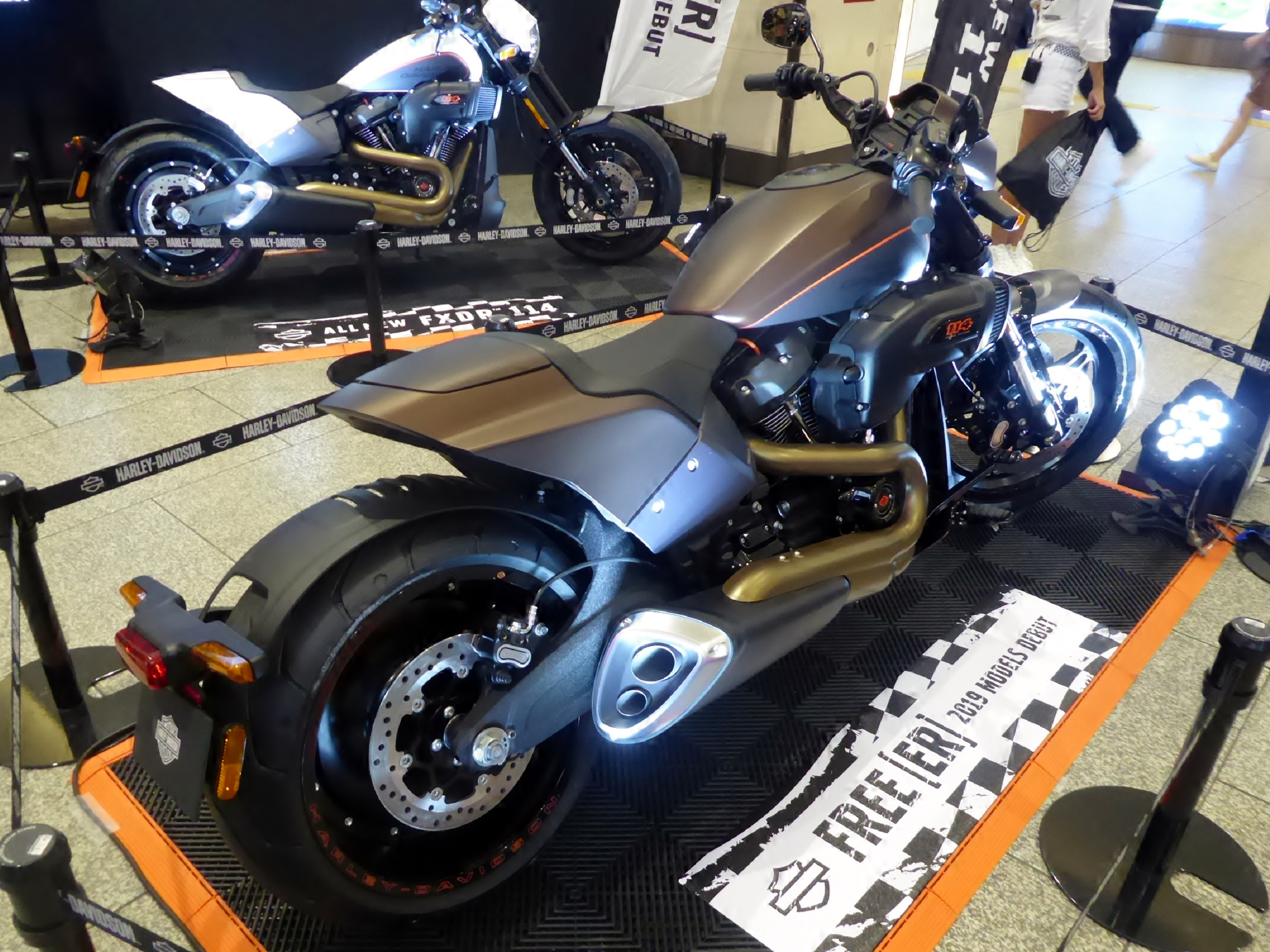
FXDR 114 (2019).

En 2019, Harley étend l'utilisation du moteur Milwaukee Eight 114 dans sa gamme, modernise les Trikes et lance un modèle à l'allure très sportive : le FXDR 114.
En mars 2019, Harley rachète la société américaine Stacyc, spécialiste des draisiennes électriques. Deux modèles dénommés « Harley Irone12 » et « Irone16 », visant le marché des enfants de 3 à 7 ans, sont proposés sur le marché américain à 650 et 700 $.

### Années 2020

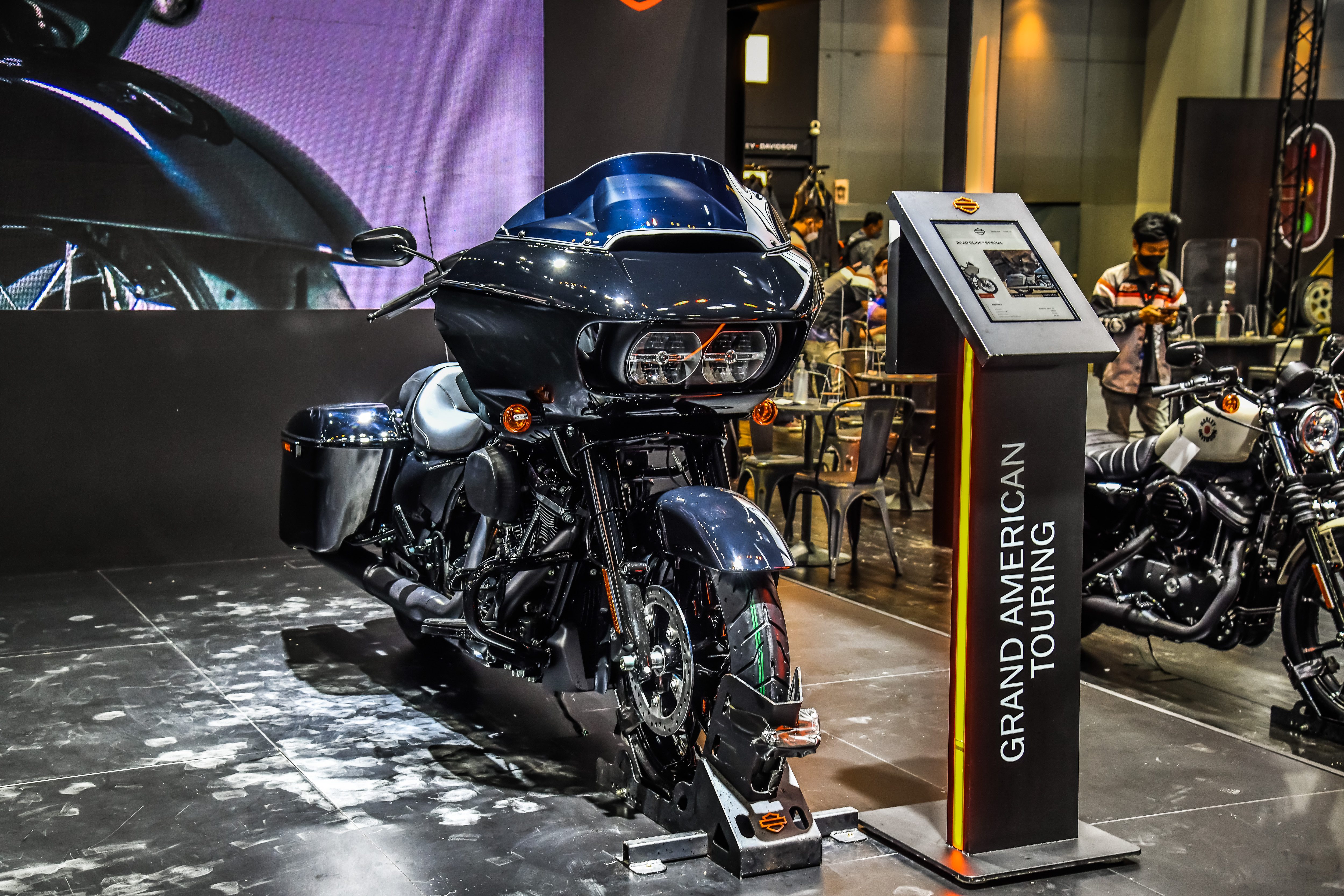
Road Glide Special 2022.

2020, année marquée par la pandémie de COVID19, voit un important décrochement de l'activité avec 4 054 M$ de chiffre d'affaires et seulement 145 000 motos produites, soit près d'un tiers de moins qu'en 2019: Harley n'a plus que 42 % du marché aux États-Unis. La marque annonce l'arrêt de ses activités en Inde, la fermeture de 160 concessions, une réduction de sa gamme, la fin de la commercialisation des modèles Sportsters et Street en Europe, ces modèles n'étant pas conformes à la norme Euro 5 entrant en vigueur en 2021,,.

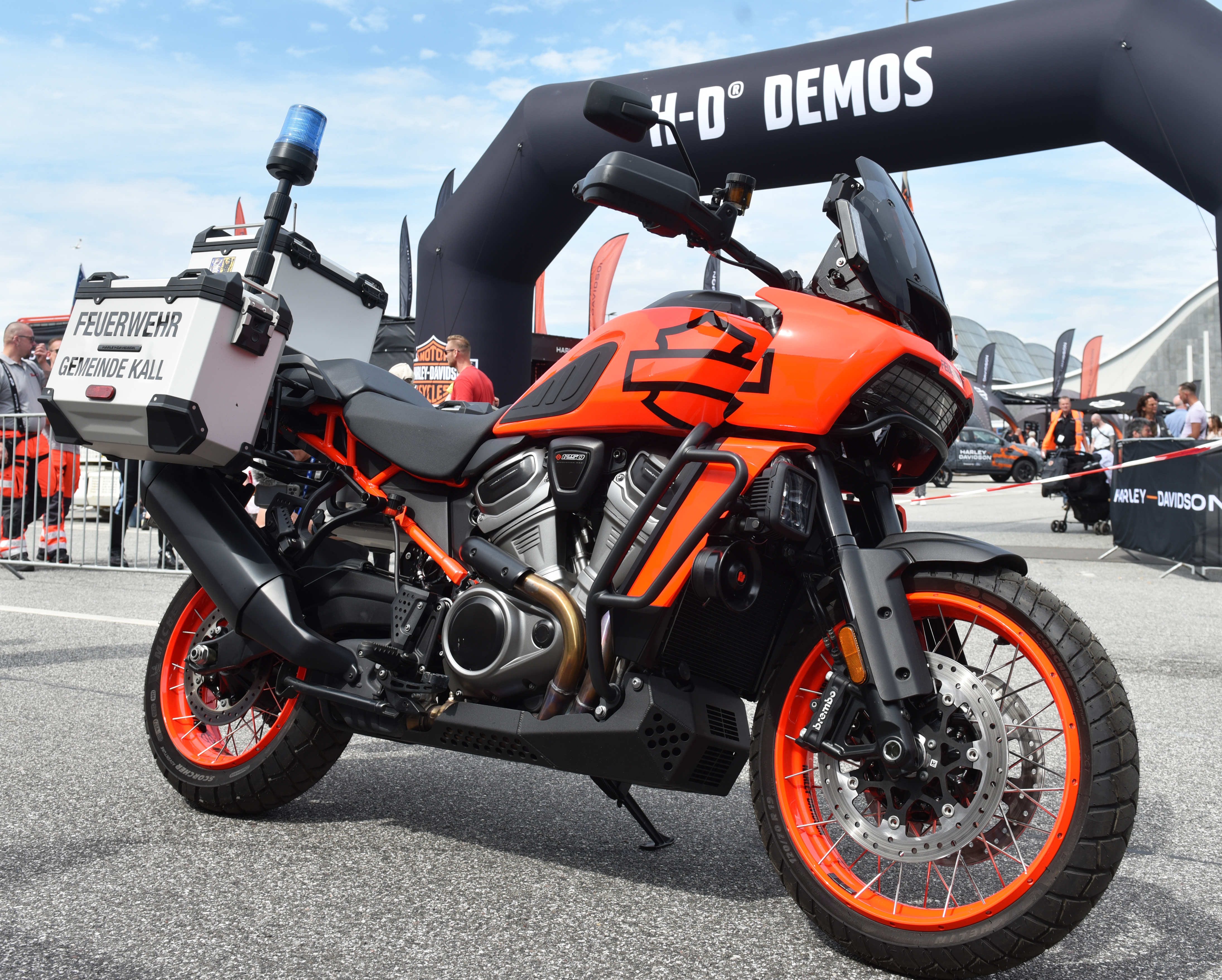
Pan America.

Harley signe en 2021 son entrée sur un nouveau segment de marché : celui des trails de forte cylindrée, avec le Pan America. Doté d'une transmission finale par chaîne et d'un nouveau moteur V-twin de 1 250 cm3 calé à 60°, le Revolution Max, qui fait office d'élément porteur du cadre et délivre une puissance de 150 ch pour un couple maximum de 128 N m, le Pan America est proposé en deux versions (Pan America et Pan America Special).
L'activité de Harley rebondit fortement en 2021, dépassant de nouveau 5 300 M$ de chiffre d'affaires avec plus de 188 000 motos vendues. La division LiveWire de Harley est transférée à une société, créée à cet effet par Harley avec le fonds AEA Bridges Impact et le taïwanais Kymco, qui a vocation à entrer en bourse sous le nom de LiveWire (en).

En 2022, la gamme Harley-Davidson à moteur thermique commercialisée en France comprend 30 modèles: quatre Trike, deux Roadster (Sportster 1250S, RH975 Nightster), trois Trail (Pan America de base, Spécial et Spécial GI), 11 routières et GT (dont les lignes Glide, Ultra et King) et  10 custom Softail. La gamme 2022 comporte en outre un modèle électrique : la LiveWire 2020.

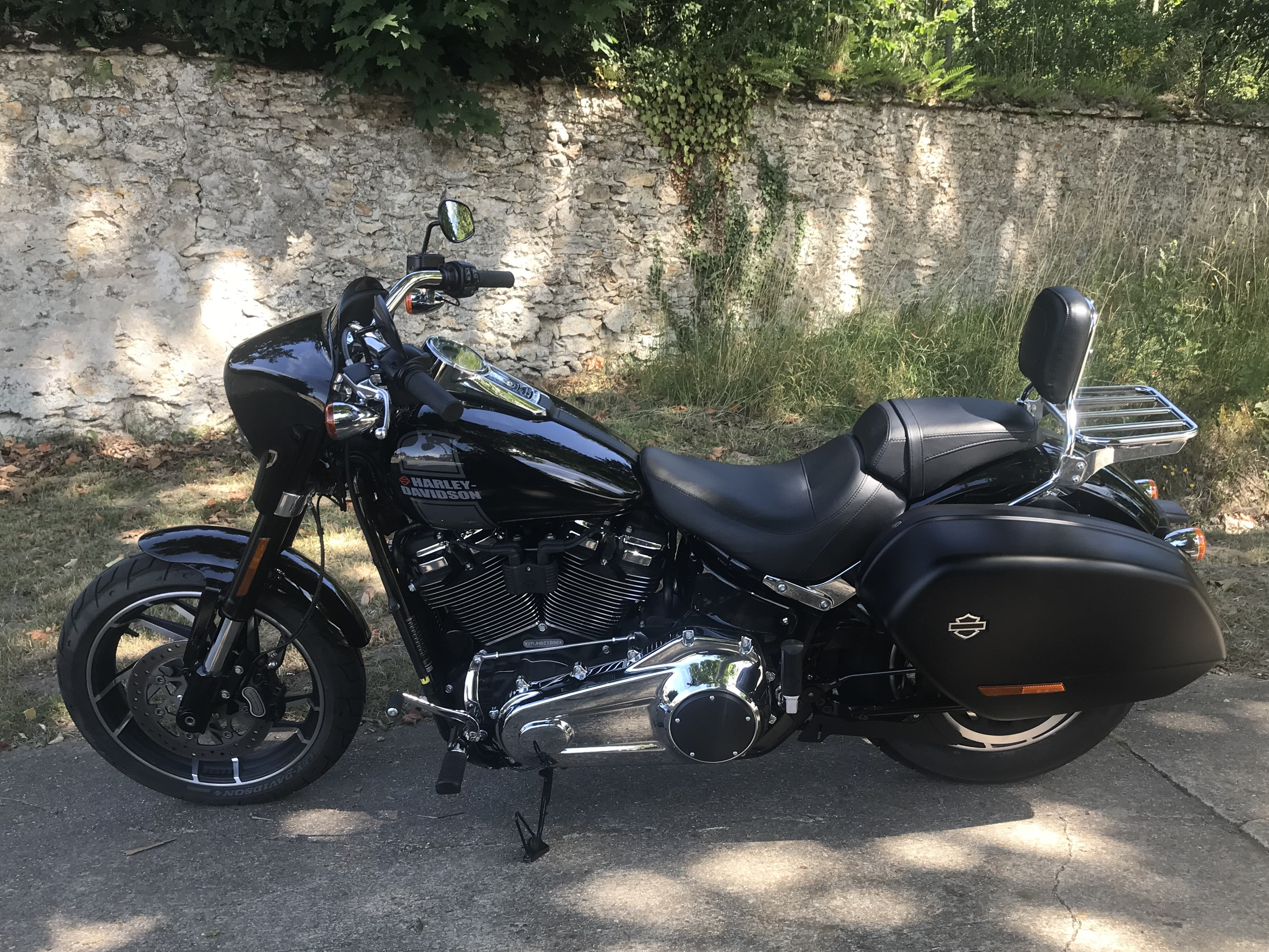
Sport Glide 2022.

## Compétitions et records

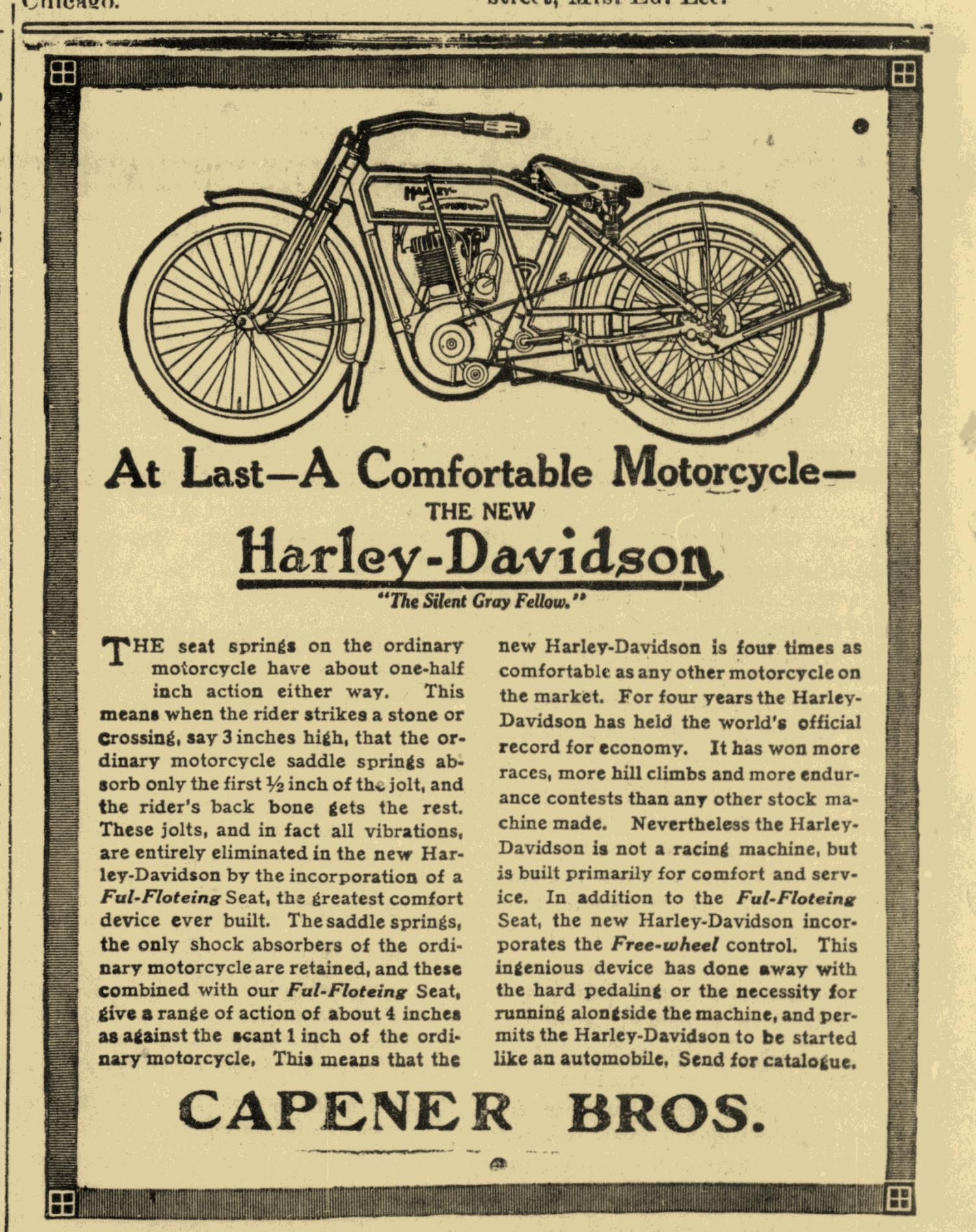
Message publicitaire en 1912: Harley gagne des courses mais surtout fabrique des motos économiques, confortables et pratiques.

À sa création, Harley-Davidson se positionne comme produisant des motos fiables et économiques pour un usage quotidien, professionnel ou familial.
En 1908, Walter Davidson, l'un des trois frères Davidson fondateurs de la marque, s'engage, à titre privé et avec sa moto personnelle, dans une course d'endurance (325 miles à parcourir en deux jours), qu'il remporte avec le score parfait de mille points. Peu après, il gagne une course d'économie avec une moyenne de 188,2 miles/gallon, établissant le record américain en la matière. L'impact est immédiat sur la notoriété et les ventes de H-D. Les années suivantes, des motos Harley, toutes engagées par leurs propriétaires privés, remportent plusieurs courses.
Harley affirme cependant son peu d'intérêt envers la compétition jusqu'au début des années 1910 : ainsi une publicité de 1911 affirme encore que « Harley ne croit pas à la course en compétition et ne la pratique pas ». Mais l'exploitation de leurs succès en compétition par ses concurrents, notamment Indian et Excelsior, ne laisse pas H-D indifférent.

### Années 1910 et 1920: leWrecking Team

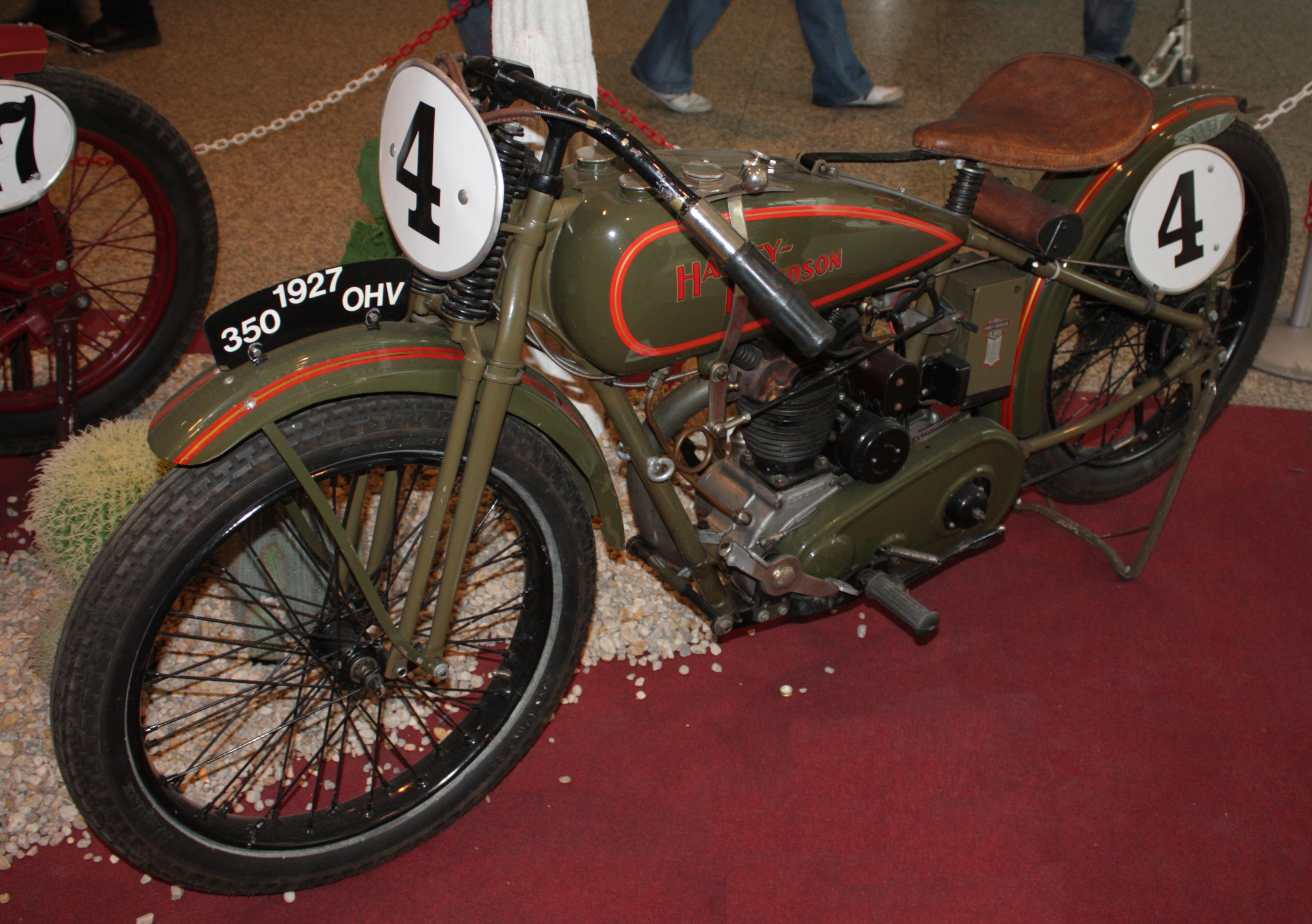
Peashooter 350 cm3 (1927).

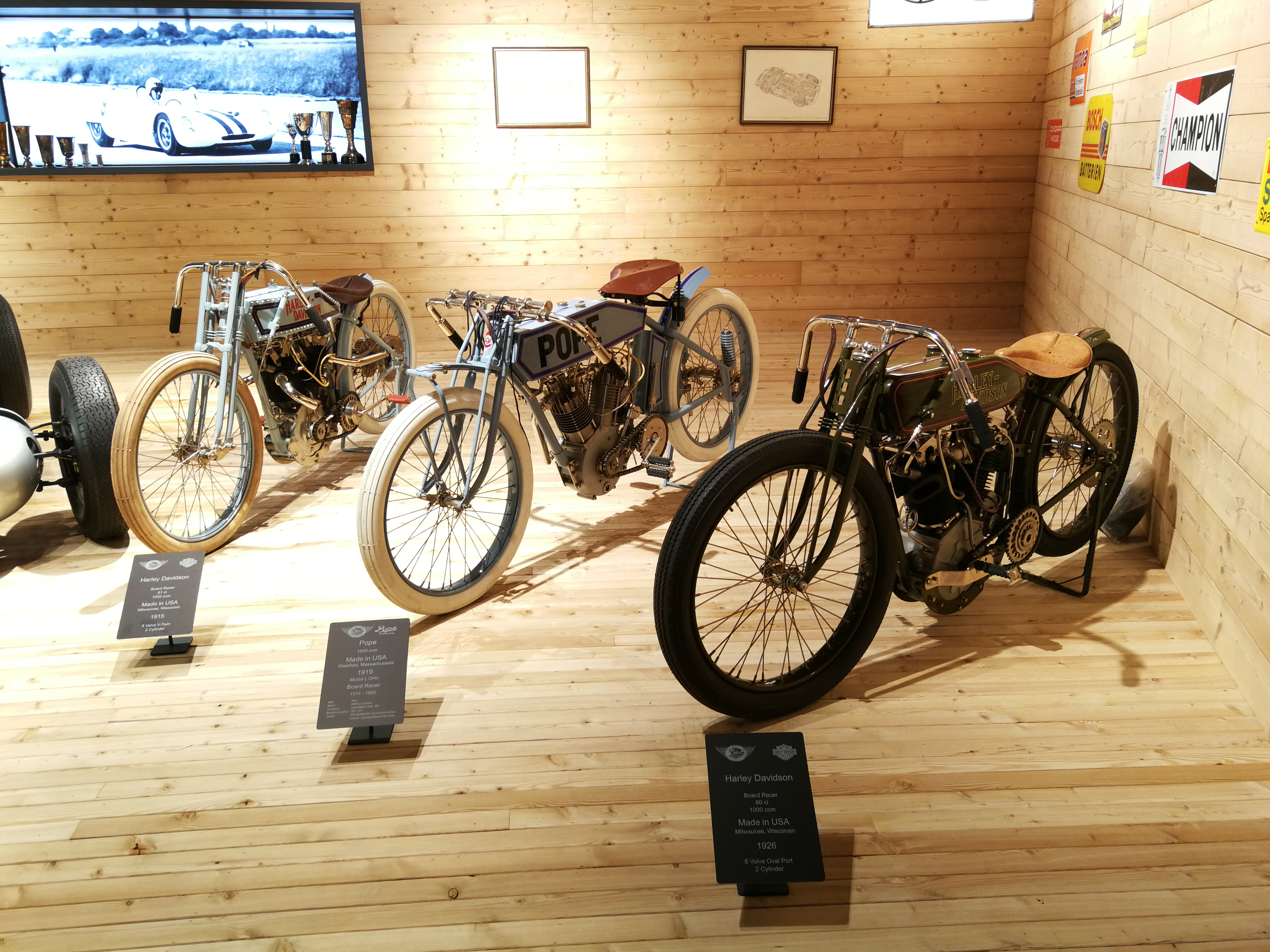
Deux modèles de course H-D 8 valve (1915-1926) entourant une Pope L (1919)

En 1913, Harley crée un département Racing, puis constitue l'année suivante sa première équipe professionnelle. C'est le début de plus d'un siècle de présence officielle de Harley en compétition.
Le premier modèle dédié à la compétition apparaît en 1915 : c'est le FH "8 valve" basé sur un V-twin IOE de 61 ci (999 cm3), auquel succède le "Twin Cam" IOE de 65 ci (1 065 cm3) qui assure un très grand nombre de victoires à Harley et établit un record de vitesse de 171,4 km/h à Arpajon en 1923.
Au milieu des années 1920, Harley engage en compétition un autre modèle : le Peashooter. Ce monocylindre OHV de 21,1 ci (345 cm3), dérivé du modèle commercial AA, connait un très grand succès aux États-Unis comme en Europe : il restera compétitif jusqu'au milieu des années 1930.

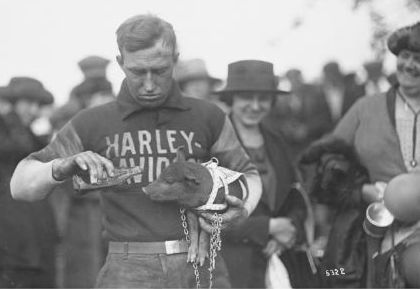
Le pilote Ray Weishaar avec le porcelet fétiche de Harley (fin des années 1920).

Malgré une interruption de sa présence en compétition en 1926, Harley accumule les victoires et records durant les années 1920, avec notamment un record de vitesse en endurance (1 452 miles en 24 h en 1920), des victoires au 100 miles National Road Race et au Dodge City 300 Race (1920/21), et au All US National Championship (1922). Les succès accumulés par Harley en compétition valent à son équipe d'être surnommée la « Wrecking Team ». Cette équipe est également à l'origine de l'utilisation du mot « HOG » dans la culture Harley : les pilotes avaient en effet pris pour mascotte un porcelet (en anglais : hog) qu'ils avaient l'habitude d'emmener avec eux lors des compétitions. Pilotes et motos Harley sont souvent, depuis cette époque, qualifiés de « Hogs »,.

### Années 1930 et 1940: victoires en série

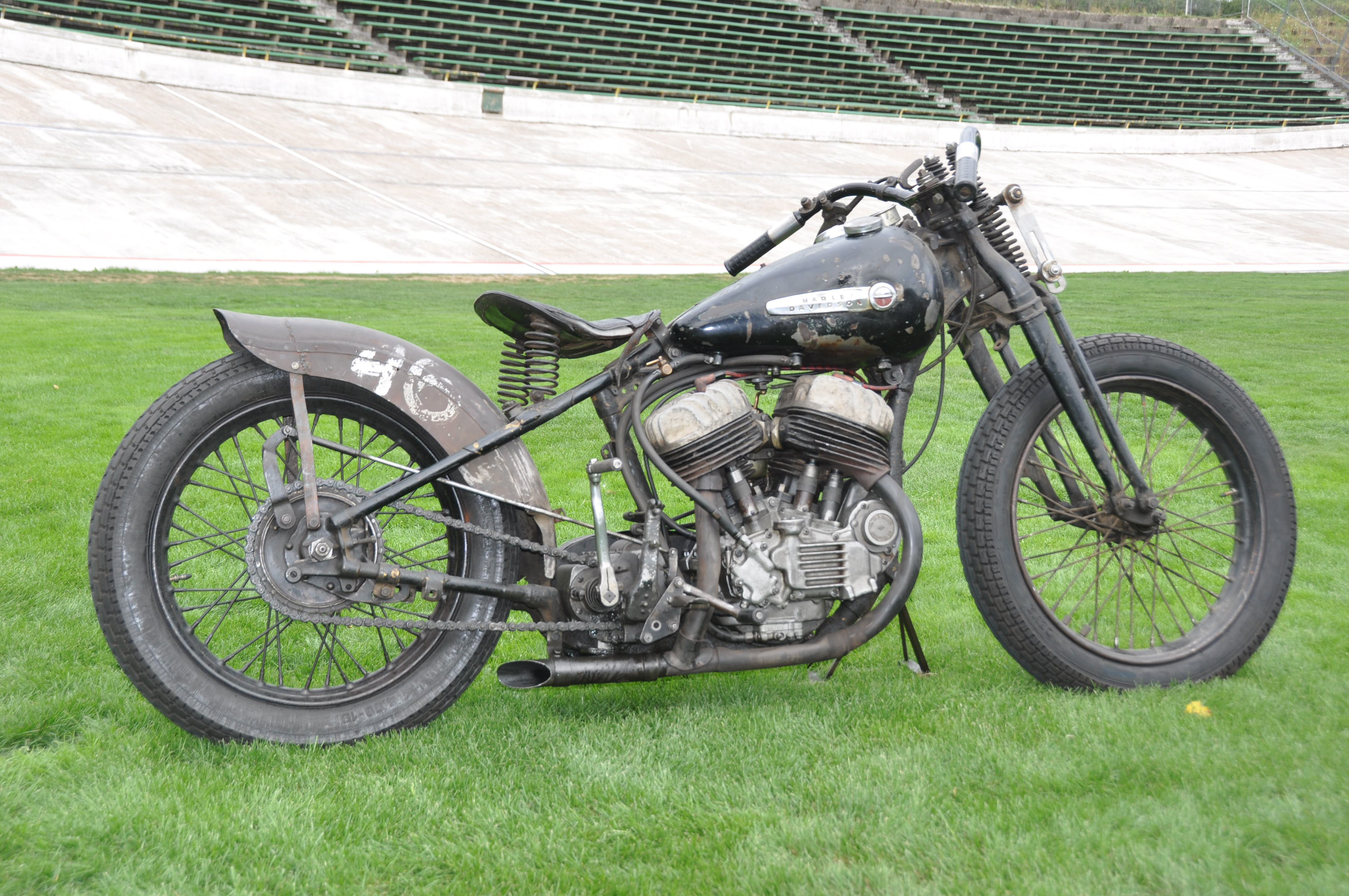
WR (années 1940).

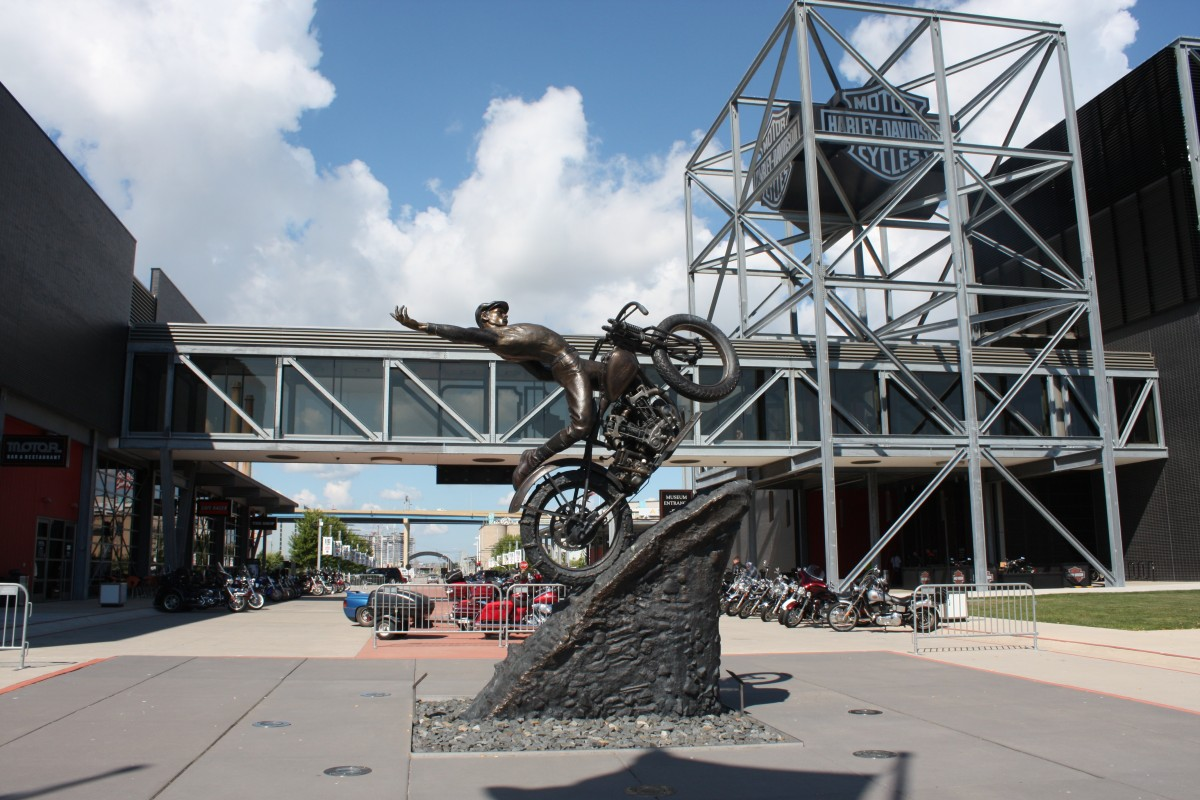
Statue en l'honneur de Joe Petrali devant le musée H-D de Milwaukee : « The Hill Climber ».

Ces deux décennies sont fastes pour Harley en compétition. Son pilote vedette, Joe Petrali, multiplie les succès, notamment avec huit championnats de dirt track et hill climbing en 1931, et dix courses de Classe A en 1935. En 1937, il établit un record de vitesse à Daytona (136 miles/h sur une Harley WL modifiée avec un moteur OHV de 61 ci) et gagne l'AMA National Championship. Harley est en outre victorieux trois années de suite à Daytona (1938-1940), et trois années de suite également au AMA Grand National Dirt Track (1947-1949), mettant fin à la domination de Indian.
À partir de 1940, Harley engage un nouveau modèle : le WR. Doté d'un V-twin IOE de 45 ci (742 cm3), le WR, initialement prévu pour le dirt-track, sera aussi décliné en version TT pour les courses sur route et poursuivra sa carrière en compétition jusqu'en 1951.

### Années 1950: première décennie «KR»

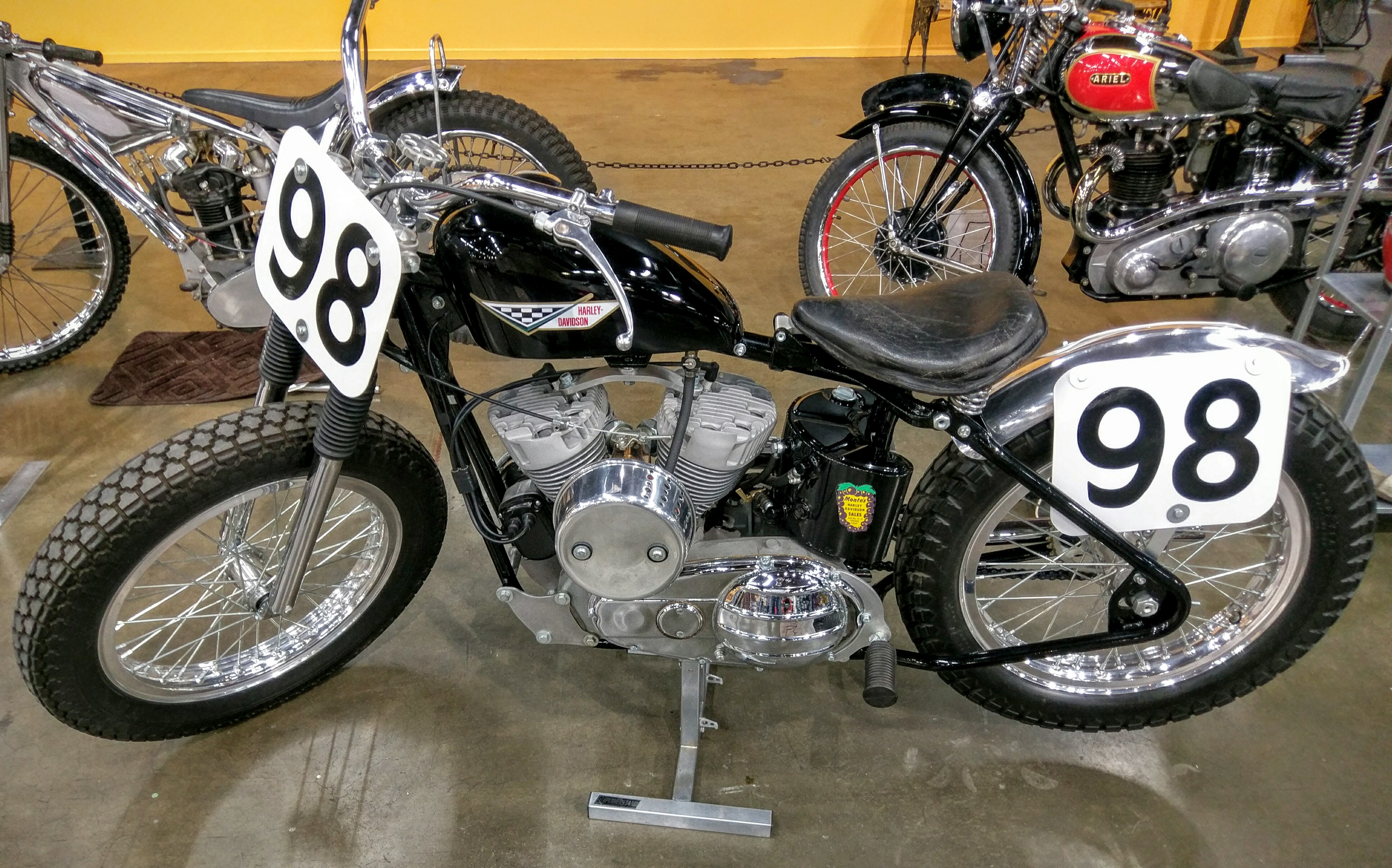
KR 750 (1957).

Engagée en compétition à partir de 1952, la KR 750 va être à l'origine d'une nouvelle série de victoires de Harley, notamment 18 victoires en 1950, huit victoires d'affilée au Grand National Dirt-Track (1954-1961) et sept victoires d'affilée à Daytona.
La KR, dotée d'un moteur V-twin IOE de 45,3 ci (745 cm3), sera utilisée en compétition jusqu'en 1969. Elle sera déclinée en plusieurs versions : KR (dirt-track), KHRM (tout-terrain), KRTT/KHRTT (courses sur route).

### Années 1960: apport d'Aermacchi et brillante fin de carrière pour la KR

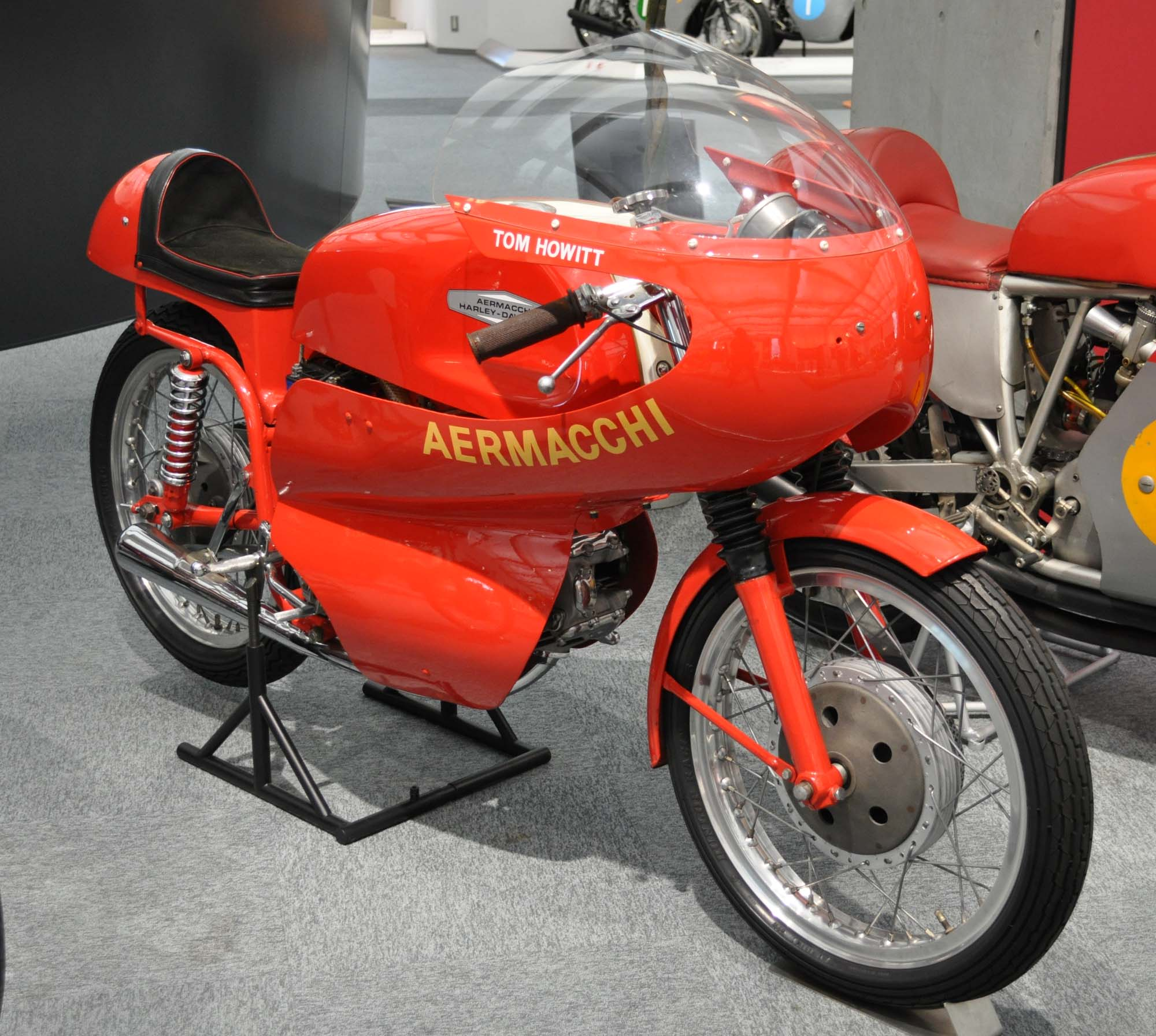
Aermacchi H-D CR (1963).

Le partenariat entre H-D et Aermacchi permet à la marque d'aligner à partir de 1961 des monocylindres à quatre temps de 250 cm3 et 350 cm3. Ces modèles, qui seront en compétition jusqu'en 1978, brillent durant les années 1960, notamment avec une 3e place en Grand Prix 350 cm3 de 1966. Un modèle 250 cm3 établit aussi plusieurs records de vitesse à Bonneville Salt Flats en 1965.
Jusqu'en 1969, la KR-750 continue sa carrière et accumule les titres nationaux AMA en Flat Track, ainsi que les victoires (en version KRTT) au Daytona 200. Mais la concurrence anglaise commence à menacer son hégémonie : 1969 est la dernière année où une Harley est victorieuse à Daytona.
La réglementation des courses aux États-Unis change en 1969 : la limitation à 500 cm3 de la cylindrée des motos à moteurs OVH, tels qu'utilisés par les concurrents étrangers de Harley, est levée. Cela signe la fin de la compétitivité de la KR et de son moteur à soupapes latérales.

### Années 1970: naissance de la XR-750

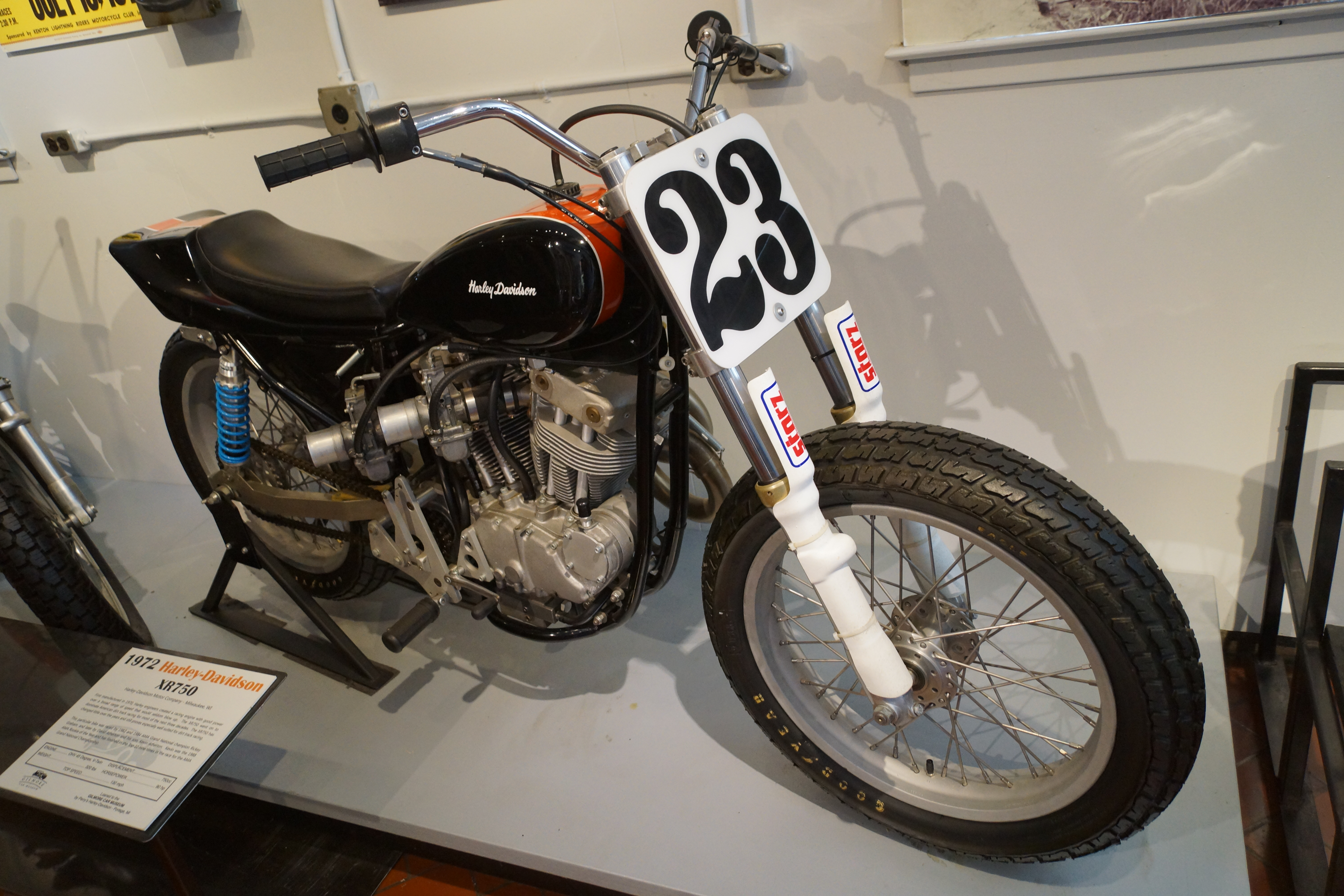
XR-750 (1972).

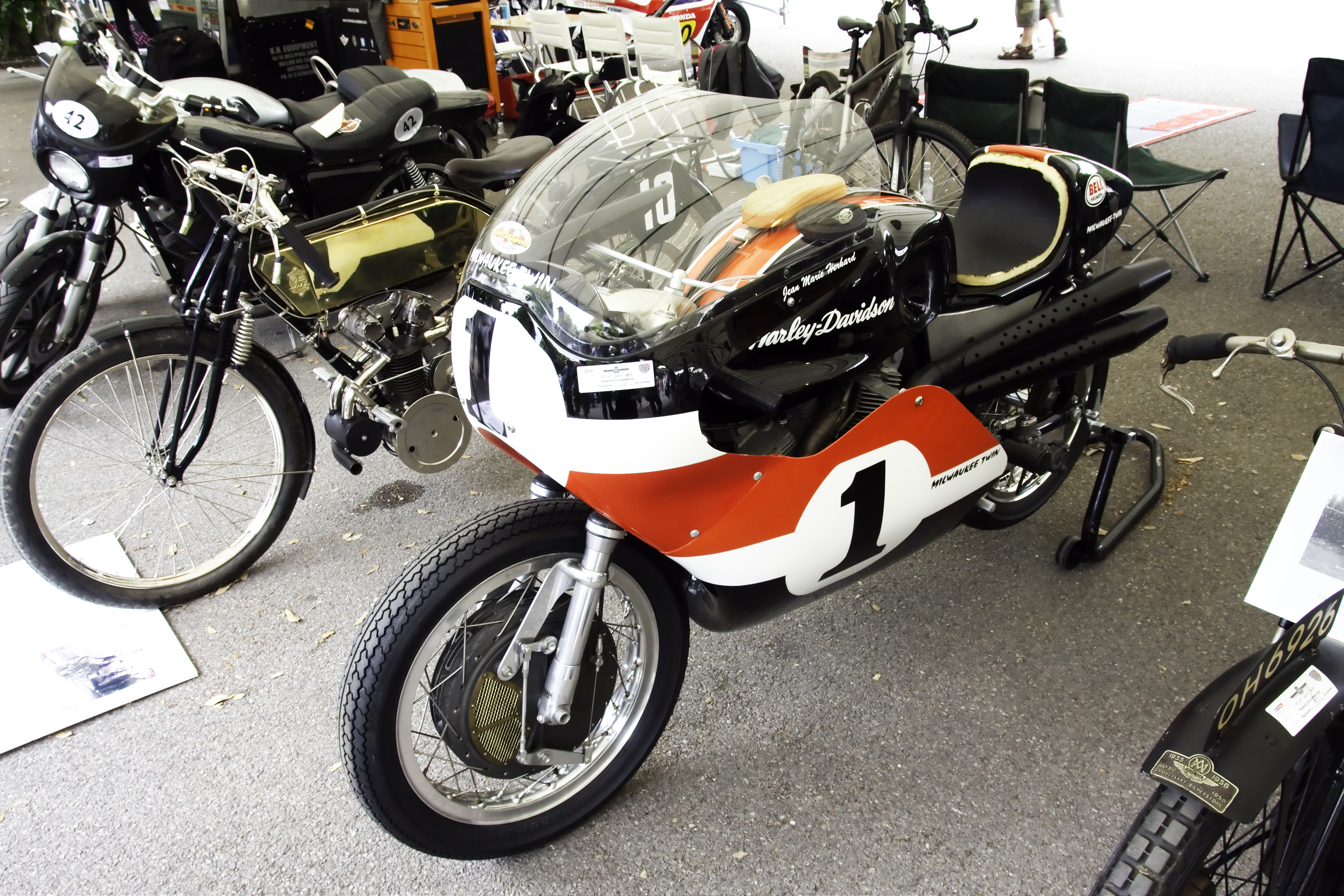
XRTT-750 pour course sur route (1973)

Harley lance dès 1970 un tout nouveau modèle : la XR-750. Dotée d'un moteur V-twin OHV de 750 cm3, dérivé du moteur de 883 cm3 équipant les Sportsters, elle est nettement plus performante que la KR. Après deux années de mise au point et de fiabilisation, la XR permettra à Harley d'être compétitif face à la concurrence, notamment en flat track, pendant trois décennies. Dès 1972, Harley reprend la position de no 1 en flat track face à la concurrence anglaise et japonaise, et remporte six fois le titre national AMA flat track. C'est aussi au guidon d'une XR-750 qu'Evel Knievel réalise, entre 1970 et 1977, ses nombreuses et célèbres cascades.

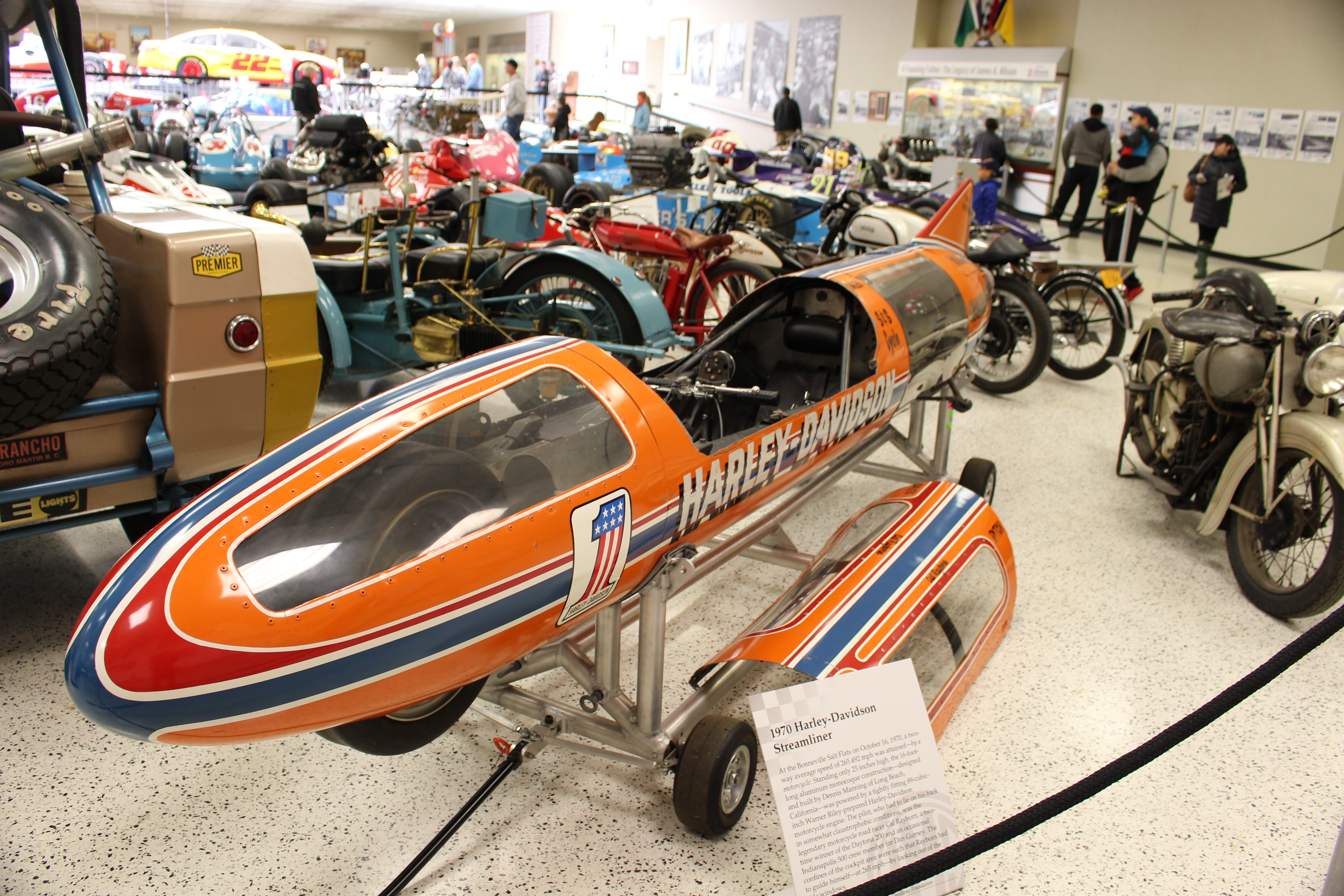
Streamliner à moteur Harley de 89 ci (1970).

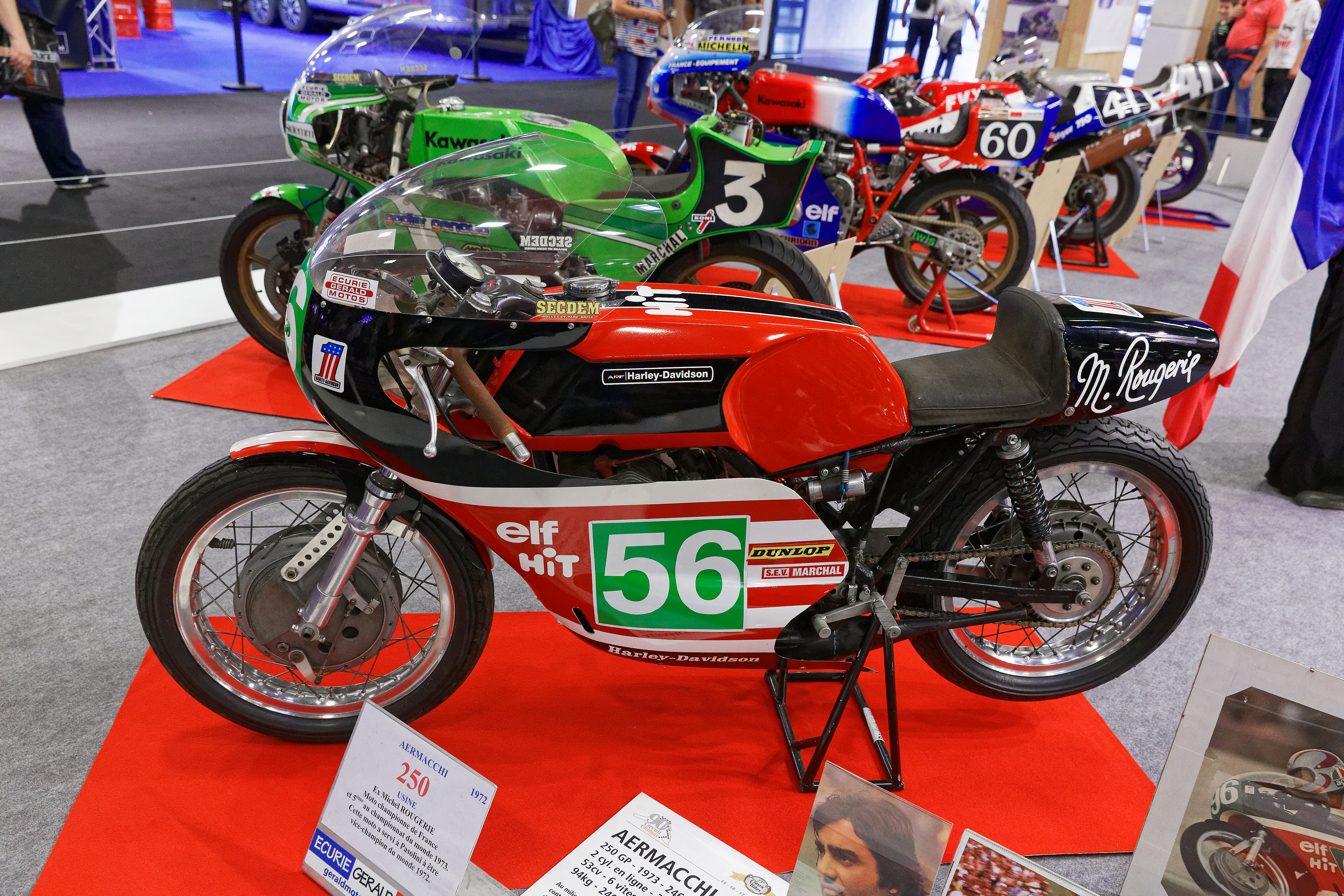
RR 250 (1972).

En octobre 1970, un Streamliner propulsé par un moteur Harley de 89 ci (1 458 cm3) établit un record de vitesse à Bonneville Salt Flats à 265,493 mph (427,268 km/h).
Les Aermacchi H-D continuent à apporter leur lot de succès en compétition. Un CR monocylindre quatre temps finit premier de sa catégorie au Tourist Trophy de l'île de Man en 1970. Et les nouveaux bicylindres deux temps RR 250 et RR 350 remportent de nombreuses victoires sur route et sur circuit, ainsi que le Championnat du monde 350 cm3 en 1976.

### Années 1980 et 1990: la XR dominatrice en Fast Track

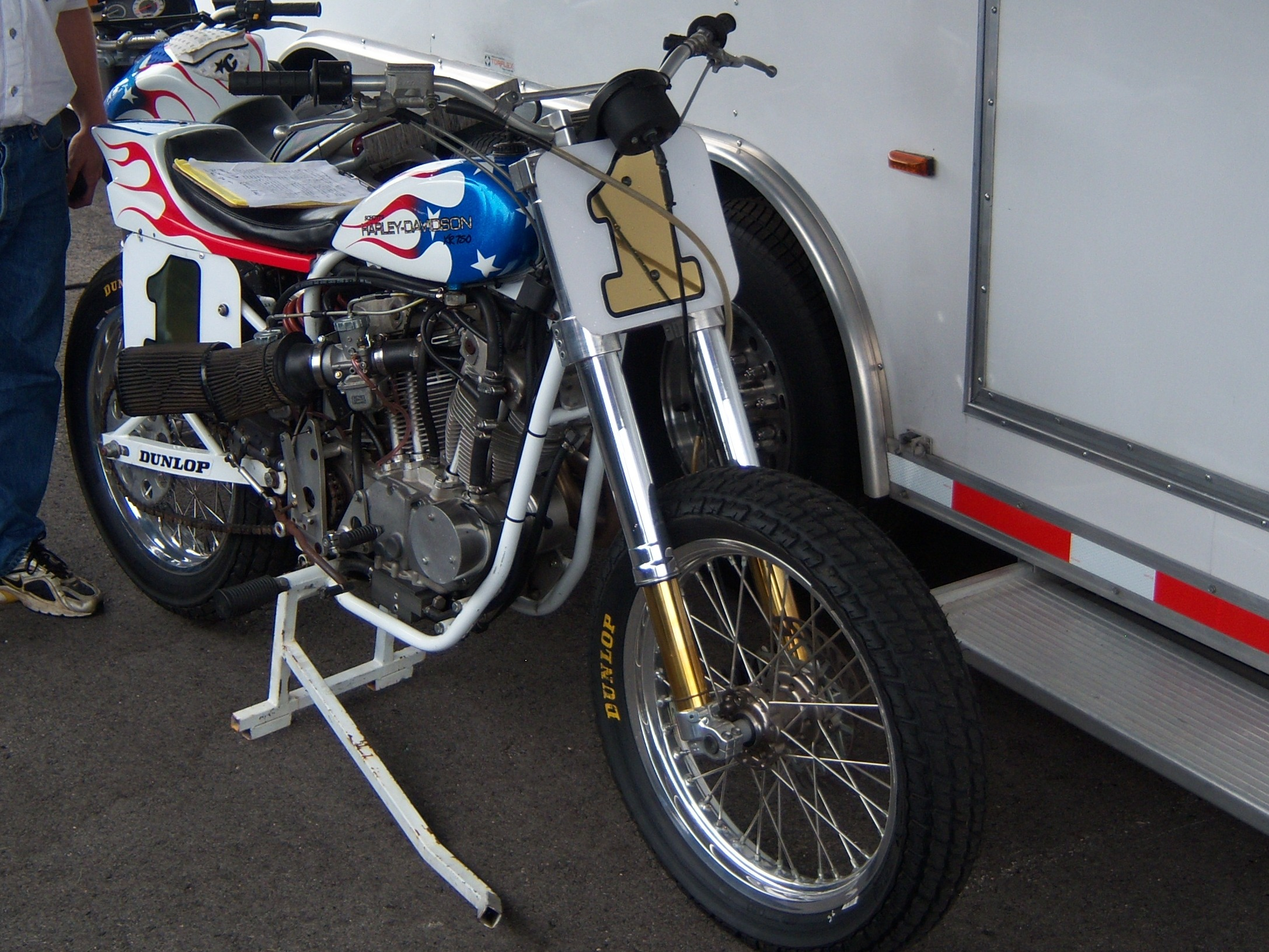
XR-750 stunt de Bubba Blackwell.

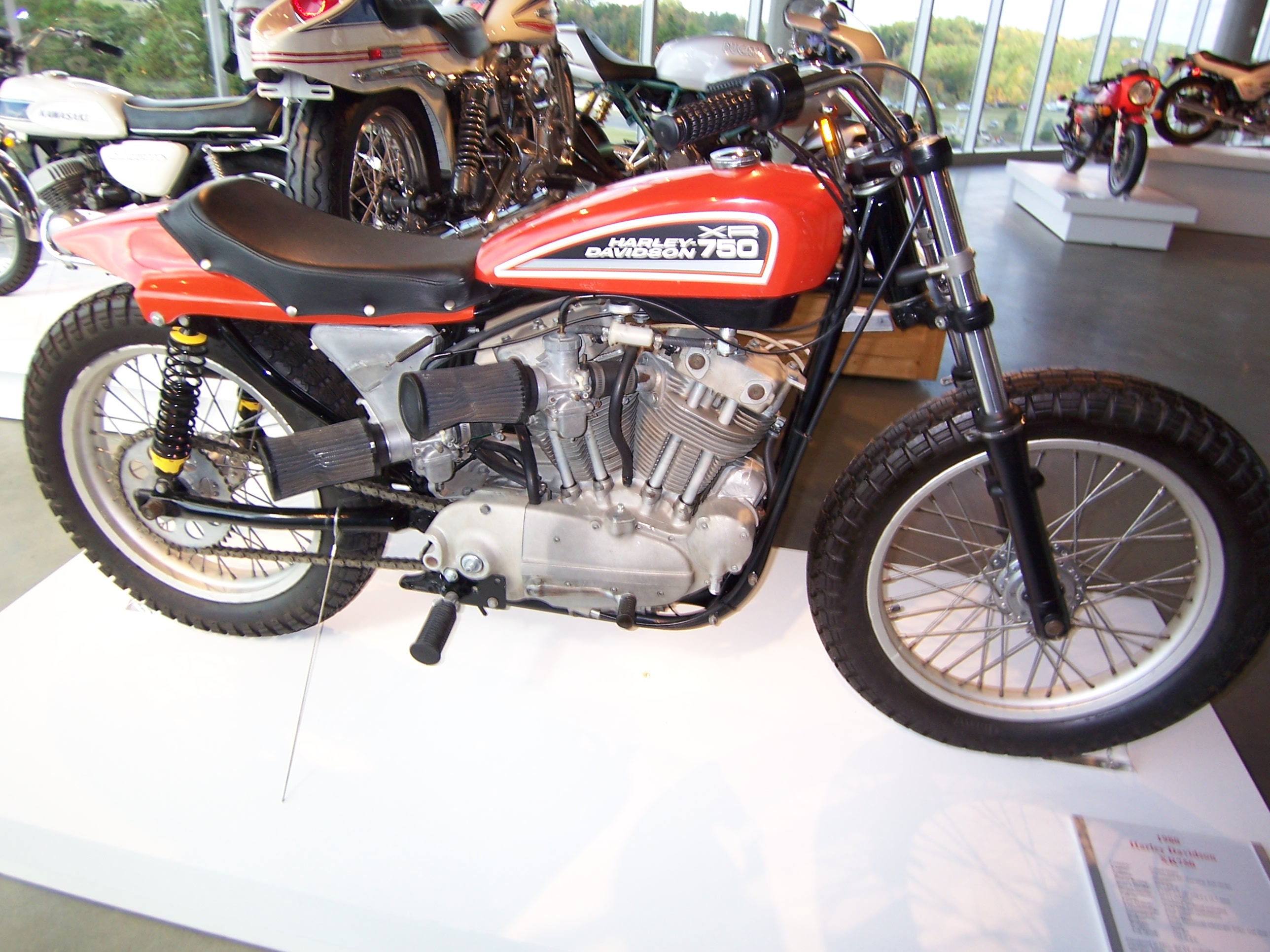
XR-750 (1980).

La XR-750 reste une référence en fast track. Elle prend les trois premières places au Grand National Championship de 1982, signe six victoires en dix ans à l'AMA Grand National Flat Track entre 1980 et 1989, puis encore huit sur dix possibles durant les années 1990, notamment grâce à Scott Parker qui remporte neuf fois l'AMA Grand National Flat Track entre 1988 et 1998.
Une XR modifiée avec un moteur dérivé de celui de la XR1000 et surnommée « Lucifer's Hammer » gagne trois fois de suite la Battle of the Twins (1984-1986), devançant notamment les Ducati et BMW. Et une XR-750 avec un bras oscillant arrière allongé remporte le championnat AMA de Hill Climbing de 1989.

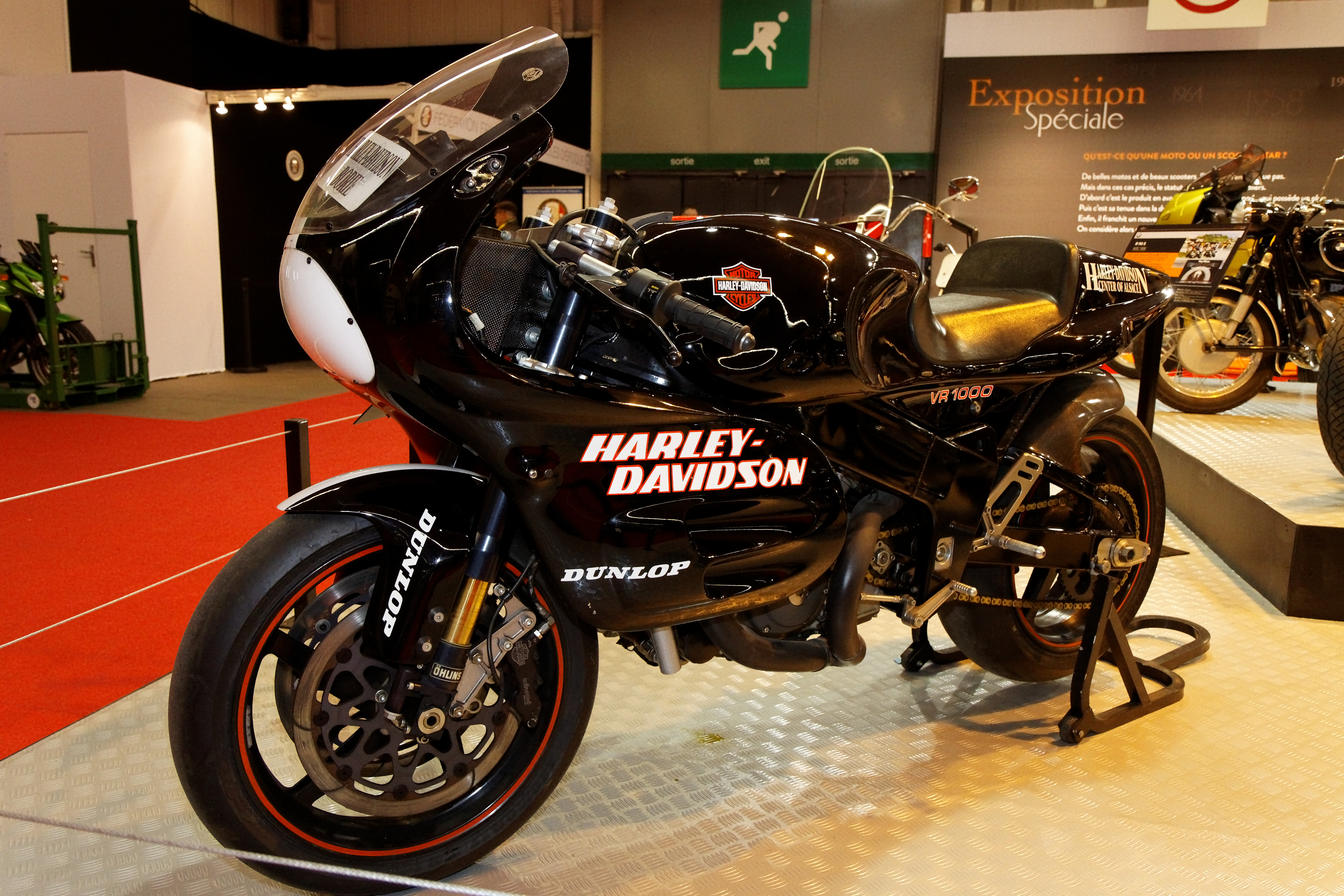
VR 1000.

En 1994, Harley revient aux courses sur circuit avec la VR1000. C'est une superbike qui obtient quelques places d'honneur entre 1994 et 2001. Son moteur V-twin à 60° supporté par un cadre périphérique en aluminium servira de base au VROD.
Bubba Blackwell commence en 1998 ses spectacles de cascades qu'il continuera jusqu'en 2015 au guidon de plusieurs modèles Harley notamment XR-750, Super Glide et XR 1200.

### Années 2000 à 2020: dernières années en compétition

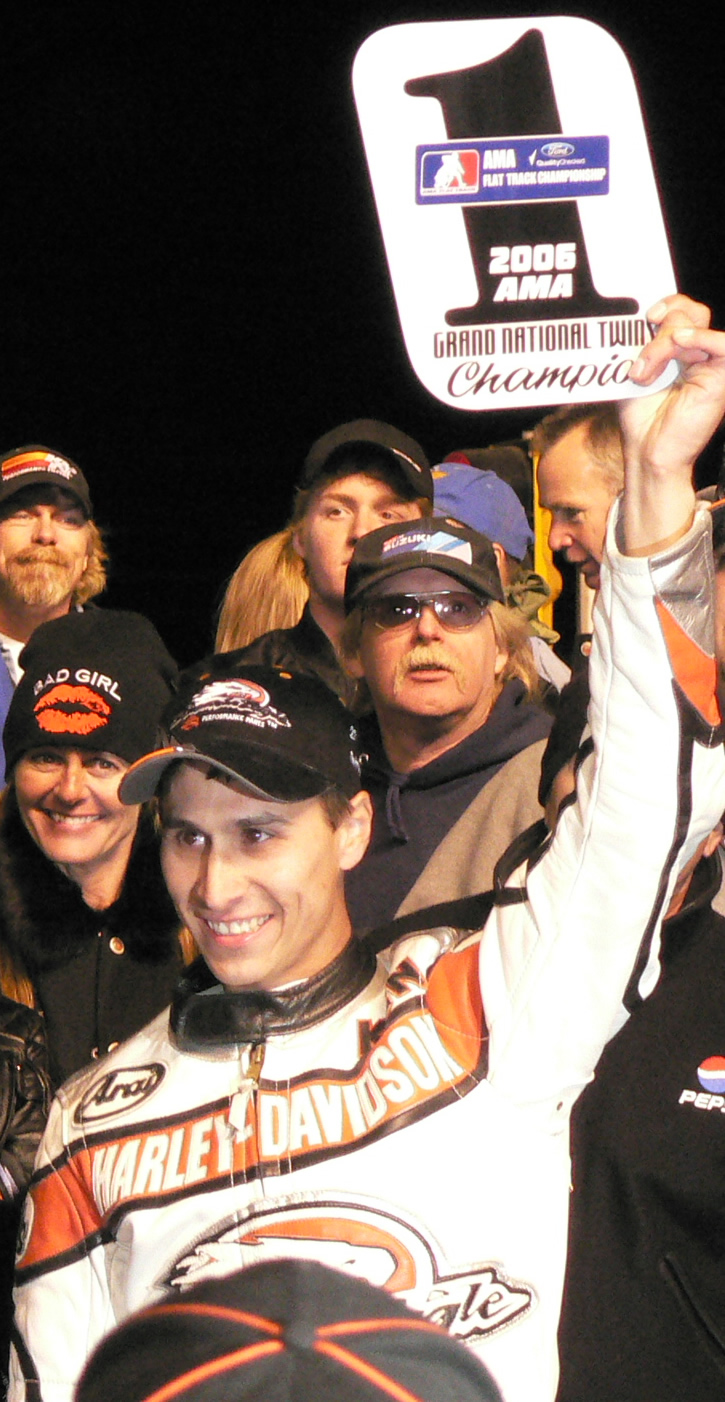
Harley remporte une nouvelle fois le titre national en Flat Track (2006)

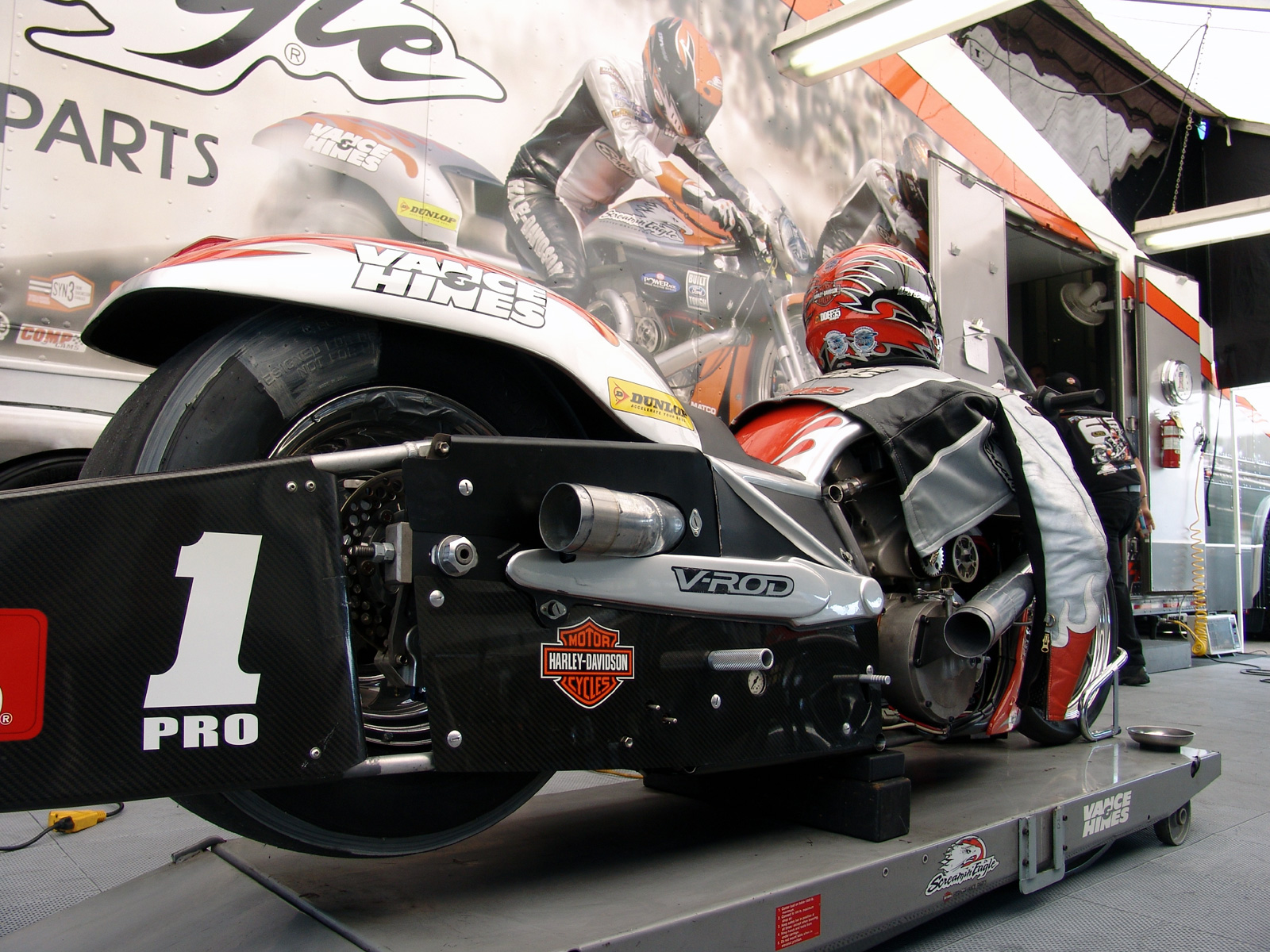
V-Rod dragster (2007)

Harley signe un accord de partenariat avec Vance & Hines qui durera jusqu'en 2020 et sera couronné de 116 victoires et 11 titres de champion en AFT (flat track) et NHRA (drag), dont la victoire d'une Street 750 modifiée en AFT Production Twin en 2020. En compétition NHRA, ce sont des VROD modifiées qui accumulent les victoires dans les années 2000 et 2010. La domination de Harley en flat track touche à sa fin : Indian remporte le Championnat AMA Flat Track cinq années de suite à partir de 2017. Fin 2020, H-D annonce la fin de sa participation à ces compétitions, ainsi qu'à celles concernant les dragsters. Après plus de cent ans de présence, il n'y a donc plus aucune Harley officielle en compétition.

## Police et clients institutionnels civils

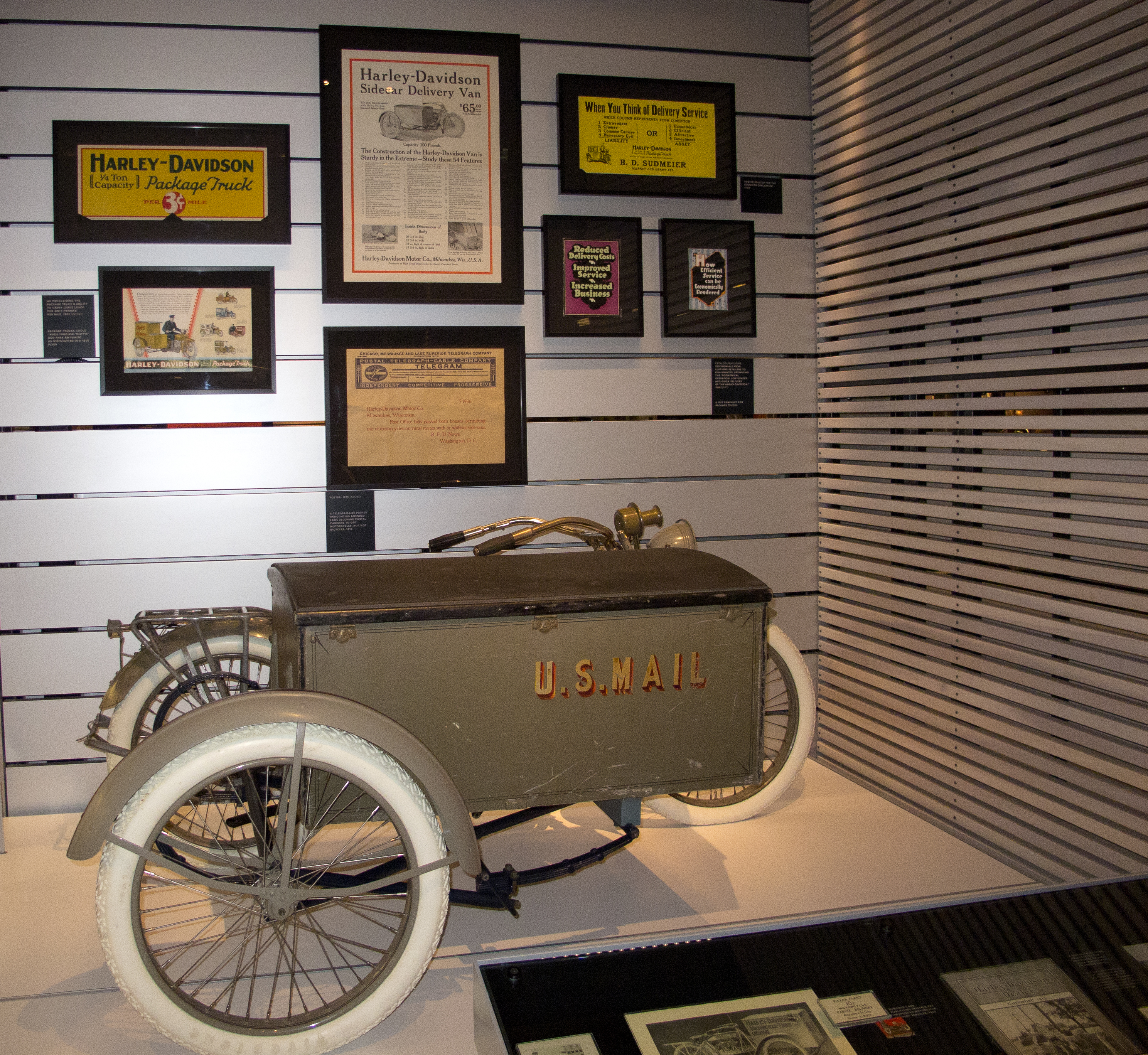
Side-car Harley pour l'US Mail (vers 1914).

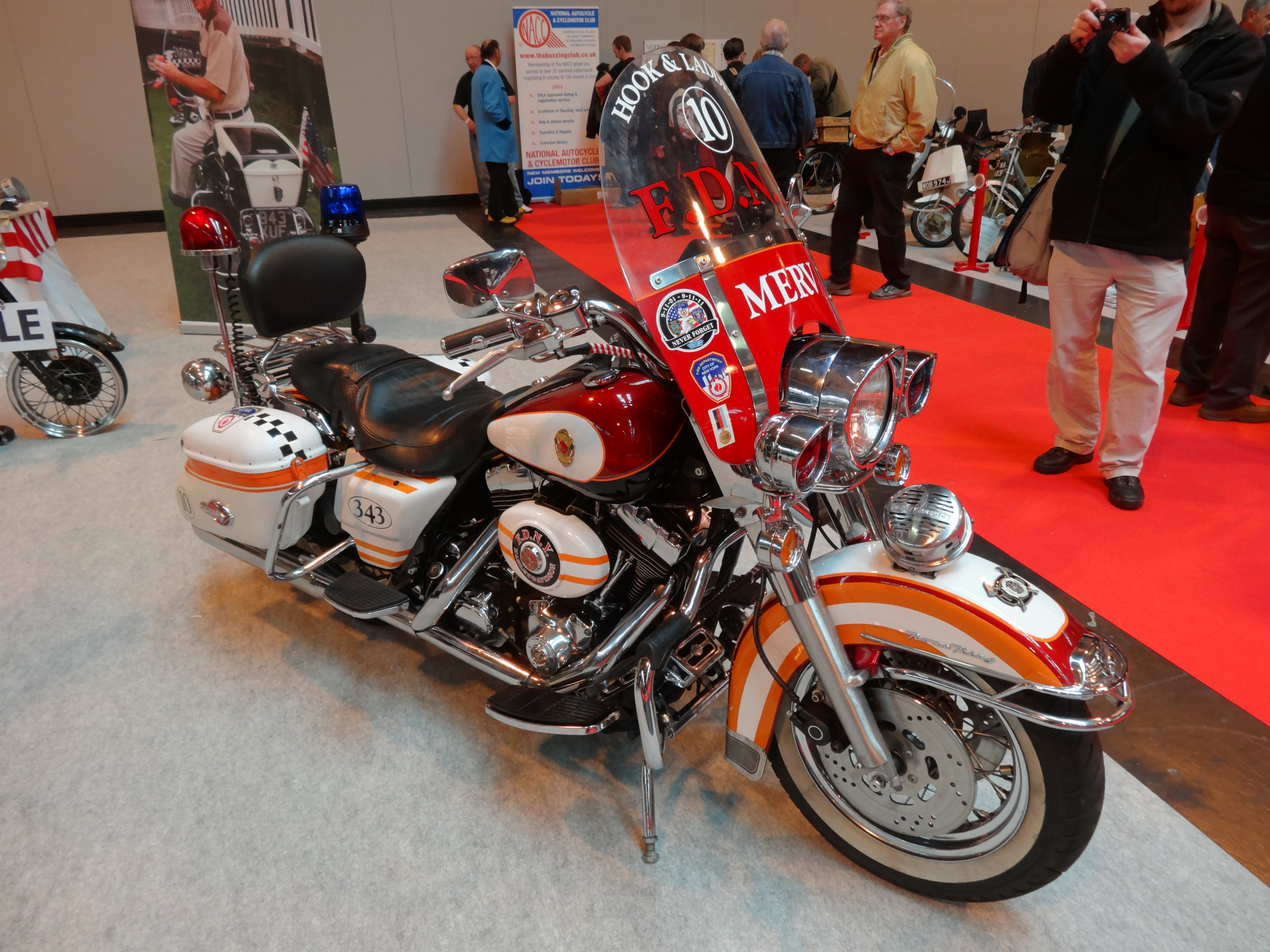
Road King des pompiers de New York.

Dès ses premières années d'activité, Harley s'intéresse au segment de marché des services publics. Les premiers succès sont acquis en 1907 auprès de la poste rurale. En 1914, cinq mille side-cars Harley distribuent le courrier pour l'US Mail. Harley équipe aussi des services de pompiers.
Mais c'est la police qui deviendra rapidement et durablement un très gros client pour Harley.

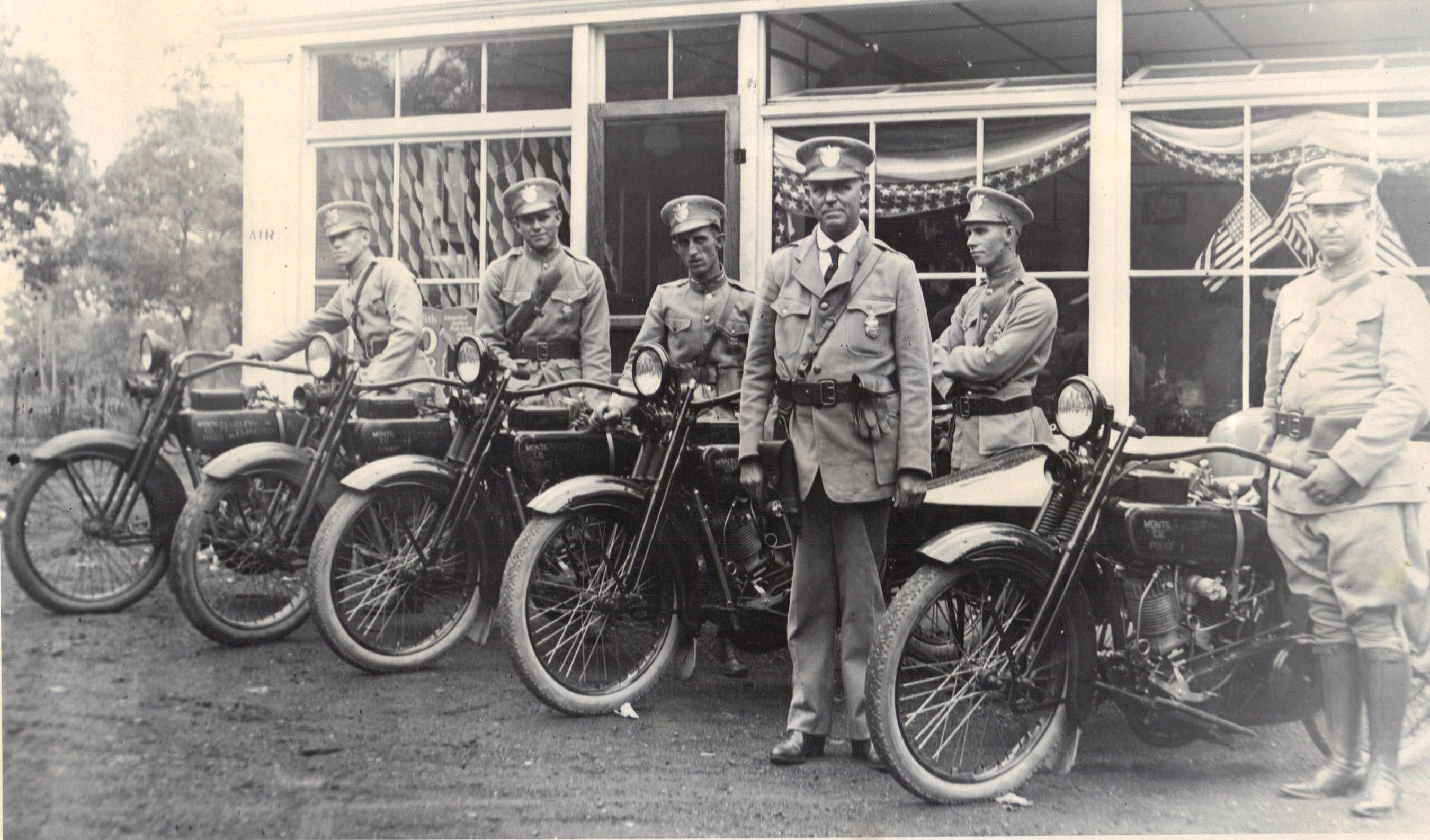
Police du comté de Montgomery (1922).

En 1908, la police montée de Détroit remplace ses chevaux par des motos Harley, devenant le premier service de police motorisé au monde. 
Harley crée un département spécialisé dans les ventes à la police en 1929. Dans les années 1930, Harley propose des équipements et packs spécifiques, notamment compteur de vitesse et système de radiocommunication, puis dans les années 1940 ouvre un service de formation des policiers et lance un magazine, le Mounted Officer, qui leur est dédié,.

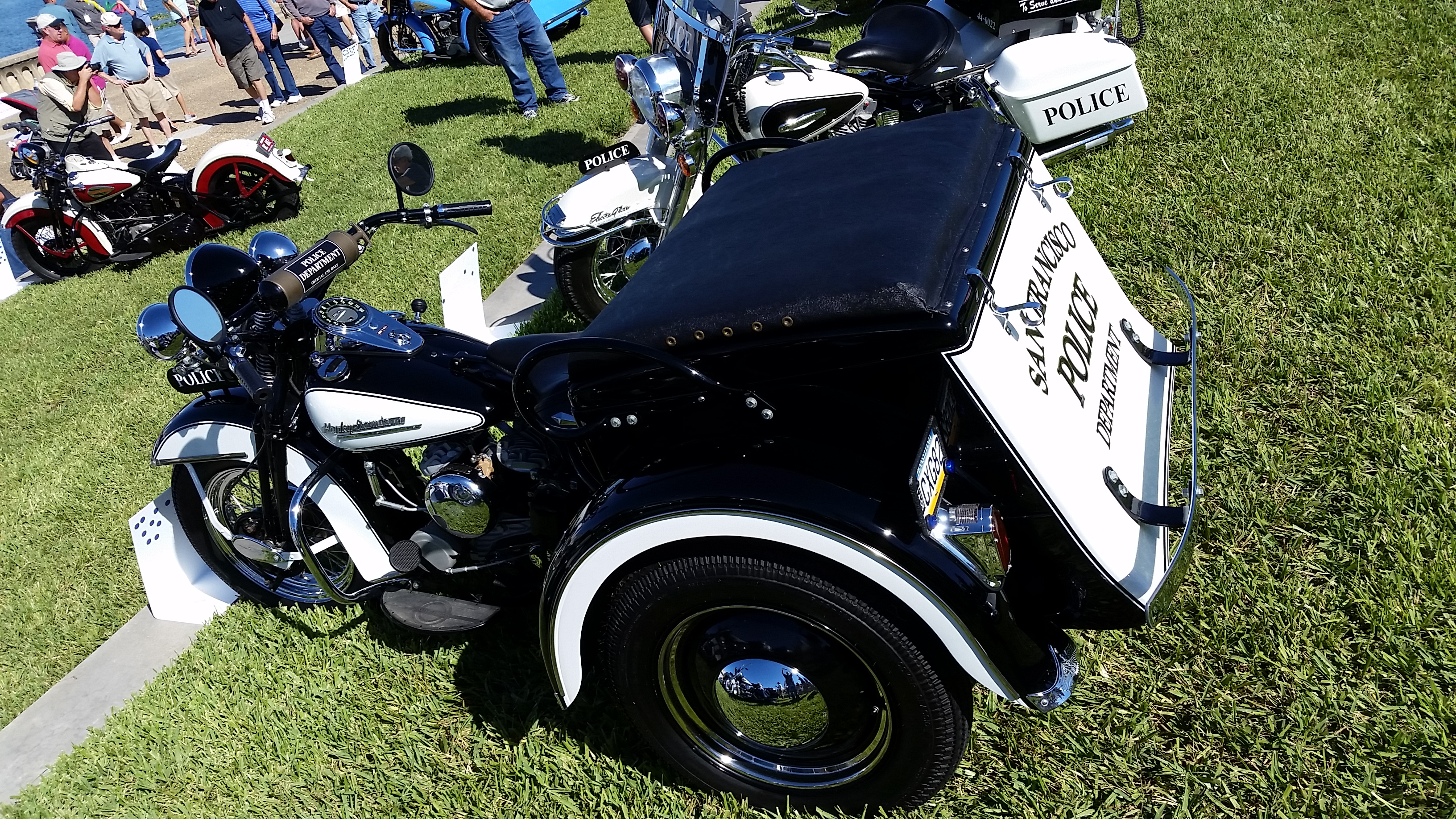
Servi-Car de la police de San Francisco (1953).

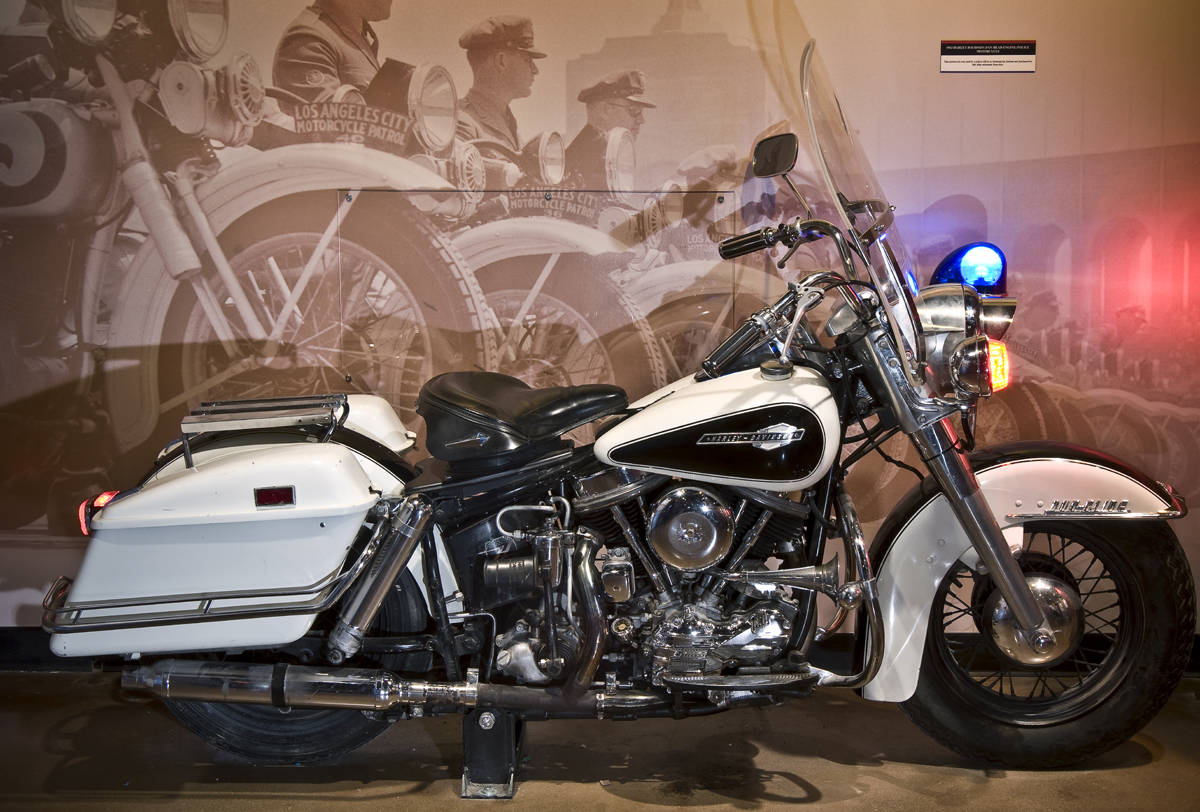
Duo Glide version Police (vers 1960).

Les services américains de police ont utilisé de nombreux modèles de la gamme, notamment le Servi-Car, qui sera en service de 1932 à 1971, les Knucklehead à partir de 1936, et les différents modèles Glide ensuite.

Durant les « années AMF », la baisse de qualité des produits Harley entraine une perte de marché au profit de concurrents japonais ou italiens. Ce n'est qu'à partir de 1984, avec l'arrivée du moteur V2 Evolution, que Harley renverse cette tendance grâce aux modèles FLHT-P (sur base Electra Glide) et FXRP Pursuit (sur base Low Rider),.

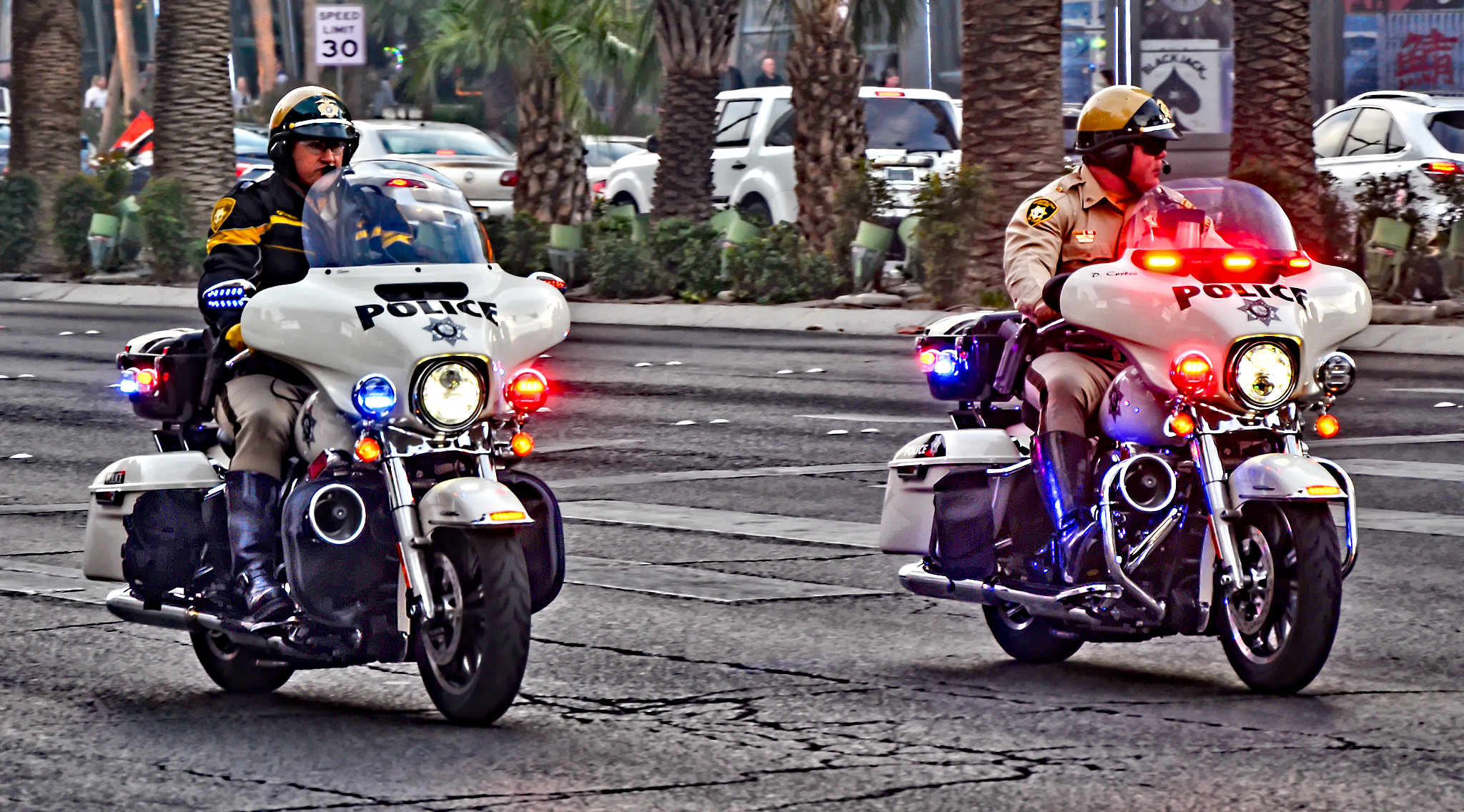
Policiers de Las Vegas sur leurs Harley avec feux additionnels et sirène (2015).

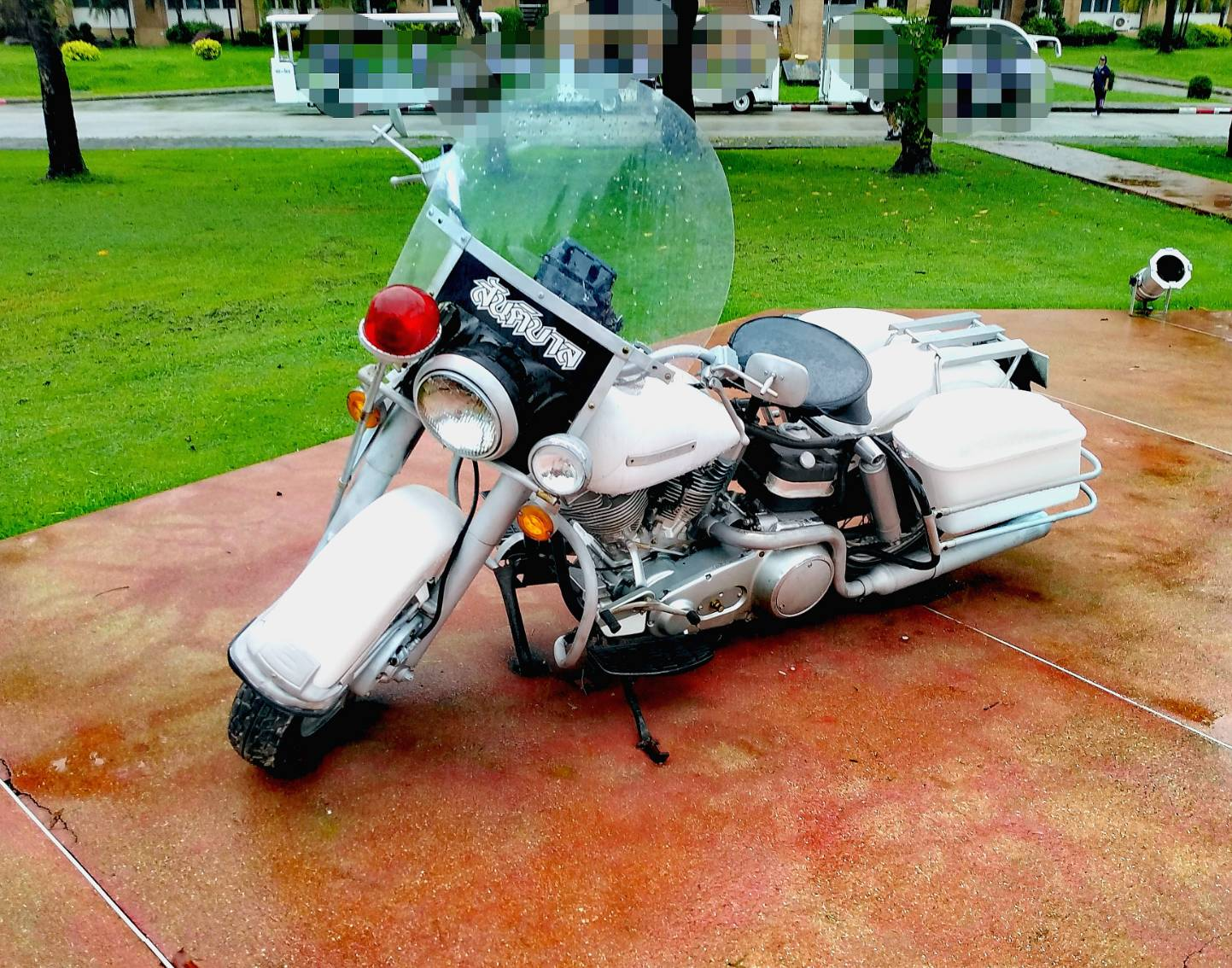
Harley Electra Glide de la police thaïlandaise (1972).

Aux États-Unis, les modèles de base de la période récente sont le plus souvent des Glide (Duo, Electra, ou Tour), équipés d'une selle solo, de bagages rigides, d'un porte-bagage supportant un top case, de feux clignotants supplémentaires (rouge et bleu ou incolores) à l'avant, d'une sirène et d'un système de communication. Le modèle « Police » est très communément blanc et noir, parfois entièrement noir ou bleu et blanc. Certains services de police américains sont équipés de side-cars et de trikes, eux aussi dérivés des modèles civils.
Harley est aussi fournisseur de longue date de nombreux services de police sur tous les continents. Les modèles de base et leurs adaptations varient selon les époques et les pays.
Au début des années 2000, Harley équipe plus de 3 400 services de police aux États-Unis, ainsi que leurs homologues dans 45 autres pays.

## Modèles: dénomination et signes caractéristiques

### Dénomination
Harley-Davidson a utilisé au cours des années plusieurs systèmes de dénomination de ses modèles.
De 1904 à 1915 : la désignation des motos est indexée sur leur année-modèle en prenant l'année 1904 comme année 0. Ainsi, 1904=0 puis 1905=1, 1906=2, et ainsi de suite jusqu'à 1915=11. Une lettre derrière l'indication de l'année modèle précise le modèle,. Par exemple, le modèle 9A est un monocylindre de 1913 avec transmission par courroie, quand le 9B est identique mais avec transmission par chaîne. Et la 11F est un bicylindre de 1915 avec boîte à trois rapports et feux électriques.
À partir de 1916, une moto est décrite par deux chiffres indiquant son année modèle. Des lettres précisent l'équipement de la variante concernée.

À partir des années 1930, la dénomination officielle des motos est composée d'une lettre (D, R, W ou K pour les bicylindres légers ; V, U, E ou F pour les big twins), pouvant être complétée d'une ou deux lettres. Ainsi une WLA est une moto dotée du moteur Flathead de 45 ci (WL) en version Armée (A) ; et une KHK est un model K (K) avec un moteur à soupapes latérales de 883 cm3 (H) en version performance (K). Une famille de motos utilisant un moteur en prend le nom d'usage (ex. : « Panhead » pour les motos utilisant un moteur Panhead), même si cette appellation n'est pas officialisée par Harley-Davidson.

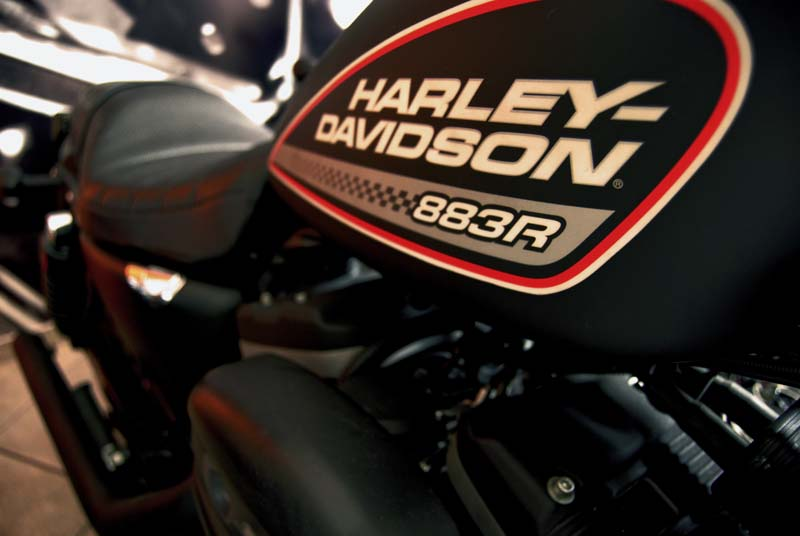
Sportster XL883R (détail).

Depuis l'Hydra Glide (1950) et le premier Sportster (1957), tous les modèles bicylindres de Harley ont une désignation commerciale et une désignation technique. Cette dualité est utilisée par Harley jusqu'à présent, avec notamment :
- Sportsters : leur nom commercial est « Sportster », éventuellement complété de suffixes mentionnant généralement leur cylindrée exprimée en cm3 (exemple : Sportster 883 ou Sportster 1200), puis d'une lettre précisant leur type, notamment : « N » pour Nightster, « C » pour Custom, « L » pour Low, « R » pour Roadster, « S » pour Sport. Leur dénomination technique commence par la lettre « X » (indiquant un moteur small twin), suivie de la lettre « L » (ou « R » pour les versions plus sportives), suivies des mêmes suffixes. Ainsi un XL1200N est un Sportster de 1 200 cm3 en finition Nightster, et un XL883R un Sportster de 883 cm3 en finition Roadster.

- Les modèles plus puissants, les Glide (Hydra/Duo/Electra/Tour/Sport/Street, etc.), les Road King, les Softails, etc. Leur désignation technique est constituée de lettres et, exceptionnellement, de chiffres. La première lettre est toujours « F » pour indiquer un moteur big twin. La lettre suivante précise la taille du châssis (« X » pour étroit, « L » pour large). Les lettres suivantes ont des significations différentes selon les gammes et les périodes. Cette méthode de dénomination peut amener à décrire un modèle avec de nombreuses lettres. Ainsi une FLH est une Electra Glide (FL) avec carénage (H), une FLHT une version de ce modèle montée sur un cadre de Tour Glide (T)[n 52], et une FLHTP ce même modèle en version Police (P)[n 53].

- V-Rod : ils sont tous dénommés par les quatre lettres « VRSC » suivies d'une ou deux lettres précisant leur version, la seule exception étant la VRXSE Destroyer de 2005, produite à seulement 600 exemplaires.

### Motorisation

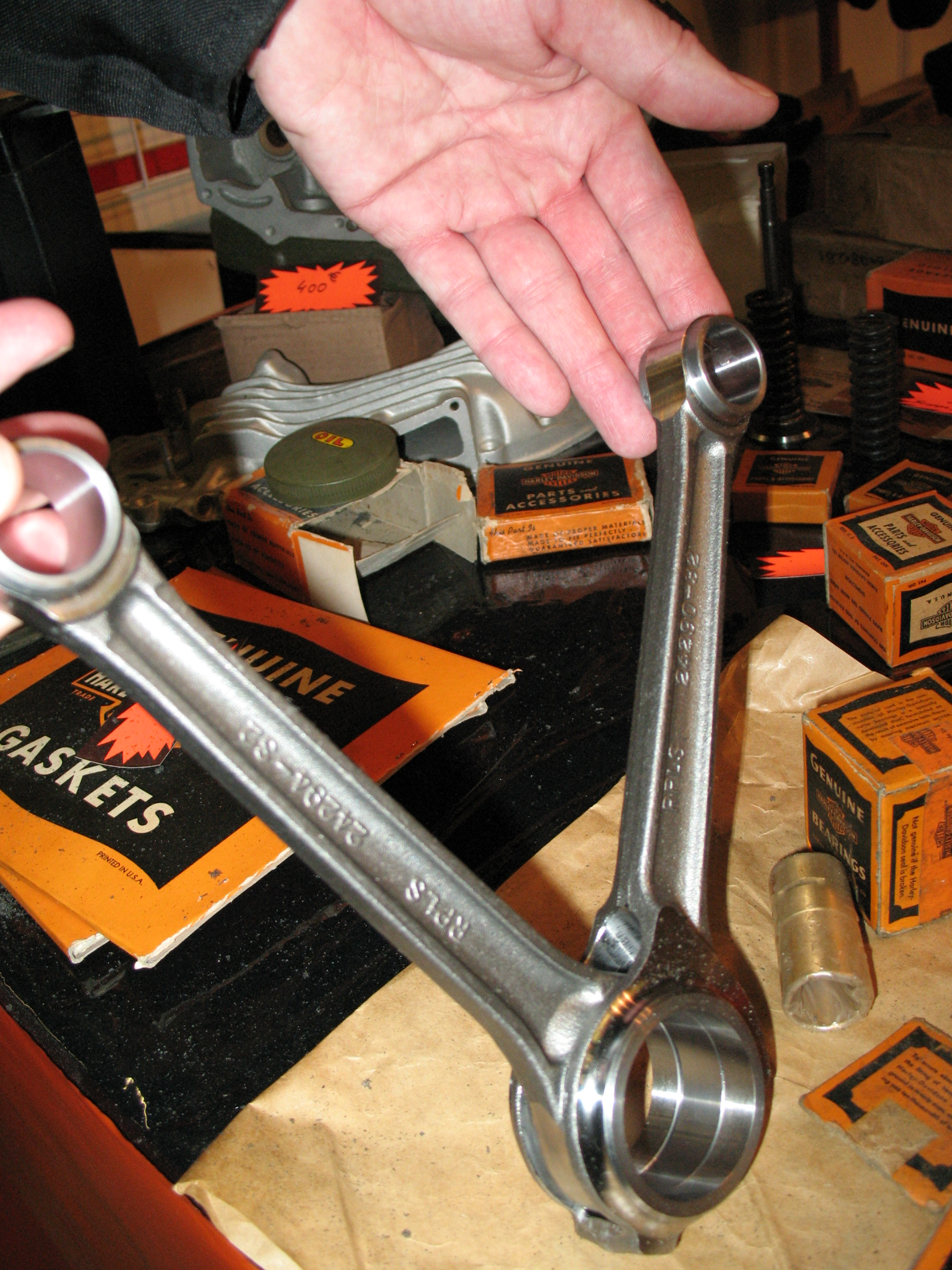
Les bielles entrecroisées.

Même si Harley a utilisé plusieurs modèles de moteurs, le moteur emblématique de la marque est à deux cylindres en V à 45°, quatre temps, avec des soupapes actionnées par poussoirs hydrauliques, tiges et culbuteurs. Il est protégé par plusieurs brevets et procure un son caractéristique.
Le vilebrequin a un seul maneton, et les deux pistons y sont reliés de façon particulière, une bielle étant à fourche, l'autre classique, ce qui permet aux cylindres d'être parfaitement alignés. 
L'angle de calage à 45° fait que les pistons n'opèrent pas à intervalles égaux : le premier cylindre brûle son mélange ; puis le mélange de l'autre cylindre s'enflamme à 315° dans le cycle ;  ensuite, il y a une rotation de 405° jusqu'à ce que le premier piston réintervienne. Cela donne un son spécial parfois comparé à celui des sabots d'un cheval sur des pavés,. Harley essaya, sans succès, de protéger ce son par un copyright.
La plupart des moteurs Harley-Davidson ont été surnommés par leurs utilisateurs (appellation officielle entre guillemets) :
Silent Grey Fellow - 1907, 45 ci (740 cm3) ;
F-Head - 1915, 45 ci (740 cm3), semi-culbuté ;
8 valves - 1916, 45 ci (740 cm3), quatre soupapes par cylindre, destiné à la compétition ;
Flathead - 1929-1974, 45 ci (740 cm3) ;

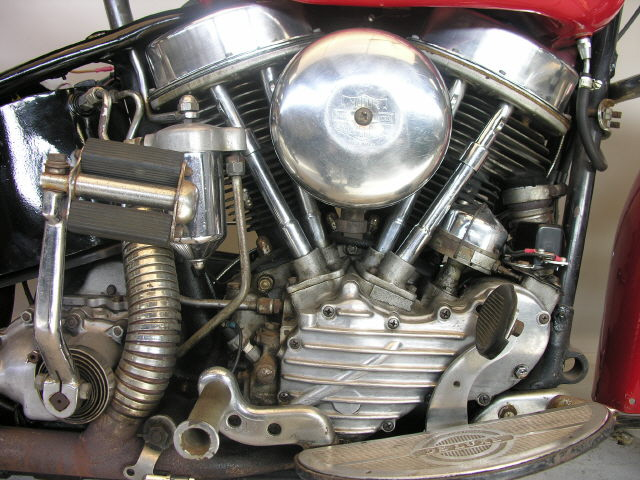
Panhead

Knucklehead - 1936-1947, 74 ci (1 200 cm3) ;
Panhead - 1948-1965, 74 ci (1 200 cm3) ;
Shovelhead - de 1966 à 1981, 74 ci (1 200 cm3), et de 1978 à 1985, 80 ci (1 340 cm3) ;
Evolution, 1984-2000, 80 ci (1 340 cm3), décliné en 883, 1100, puis 1 200 cm3 pour les Sportsters
Blockhead (Evolution) - 1985-1999, 80 ci (1 340 cm3), pour toute la gamme Harley, sauf les Sportsters. Considéré par les spécialistes Harley comme le meilleur moteur que la firme a produit ;

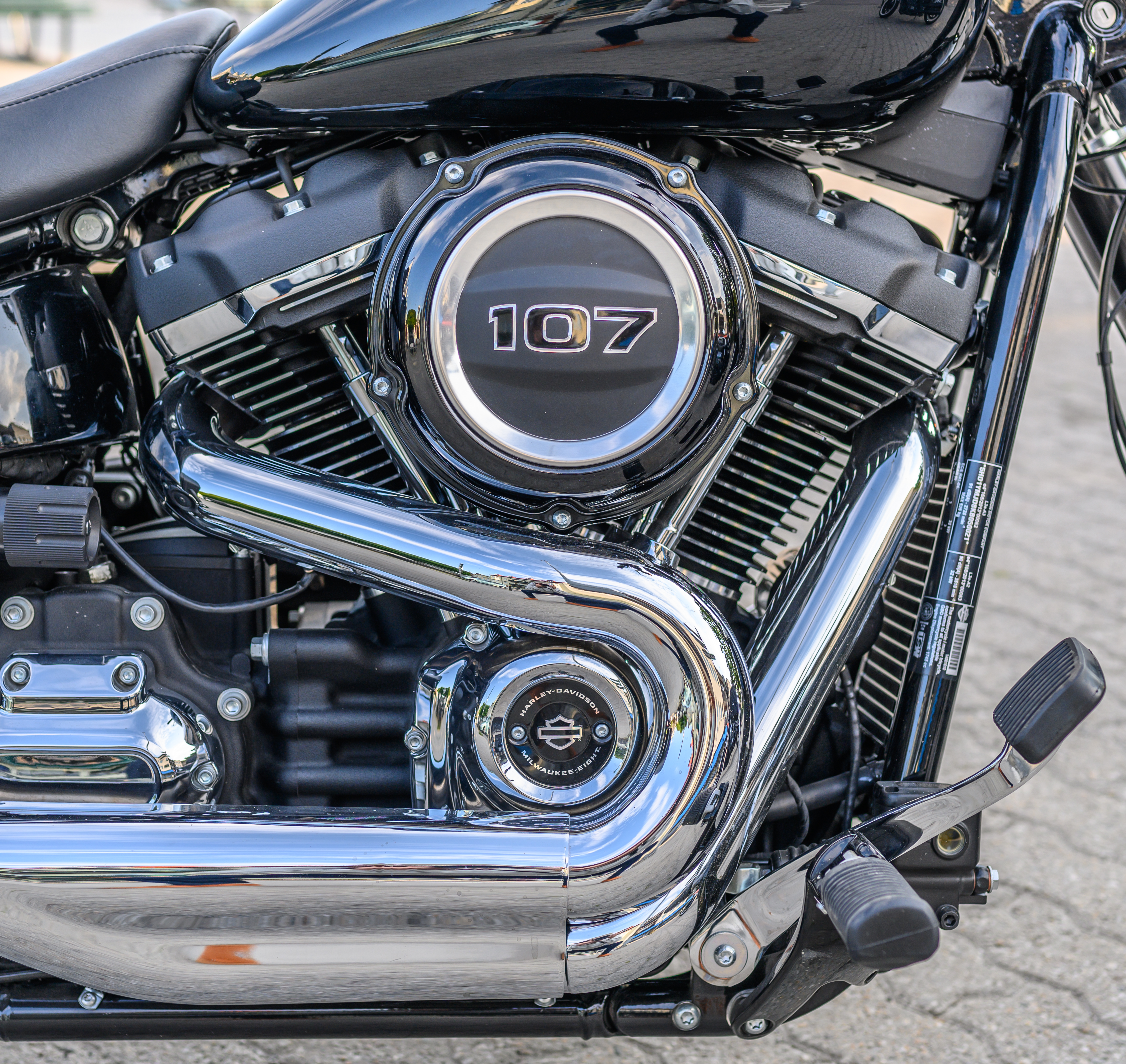
Milwaukee-Eight 107 ci.

Twin Cam 88 - 1999-2006, 88 ci (1 440 cm3) ; certains modèles personnalisés d'origine par la marque sont proposés avec un moteur de 103 ci (1 690 cm3) et commercialisés sous l'appellation « Screamin' Eagle » ;
Revolution VRSC - 2001-2016, V à 60°, 1 130 cm3 puis 1 250 cm3 de 115 ch. Premier moteur Harley refroidi par liquide. Développé en partenariat avec Porsche, exclusif jusqu'à ce jour aux modèles V-Rod ; 
Revolution X de 2014, moteur ouvert à 60° refroidi par liquide comme les V-Rod mais de 494 cm3 (utilisé en Chine) ou 749 cm3.
Twin Cam 96 (2007-2017), 96 ci (1 584 cm3), les modèles « Screamin' Eagle » de 103 ci (1 690 cm3) sont toujours disponibles ;
Milwaukee-Eight (M8) - depuis 2017, quatre soupapes par cylindre, simple arbre à cames, 107 ci (1 753 cm3) et 114 ci (1 868 cm3) pour les modèles CVO.
Les moteurs de Sportster ont évolué en parallèle :
Ironhead, 1967-1985, 900 puis 1 000 cm3 ;
Evolution, 1986-2003, 883, 1100 puis 1 200 cm3 ;
Evolution II, 2004-2006, 883 et 1 200 cm3, amélioré et monté sur silentblocs ;
Evolution II, 2007-2023, 883 et 1 200 cm3, avec l'introduction de l'injection.
Pour se conformer à l'évolution des normes de pollution (européennes et nord-américaines), l'injection électronique (sigle EFI en anglais) est introduite progressivement de 1995 jusqu'en 2007 sur toute la gamme. Ceci s'accompagne d'un accroissement de la cylindrée (de 1 340 à 1 584 cm3 sur les moteurs Twin Cam et de 1 130 à 1 250 cm3 pour les moteurs Revolution) et d'une fiabilité accrue des moteurs au détriment, pour certains amateurs, de leur caractère, considéré comme trop « adouci » en termes de réactivité et de sonorité.

### Boîte de vitesses
Les premiers modèles de Harley n'ont ni embrayage ni boîte de vitesses : il faut arrêter le moteur pour arrêter la moto.

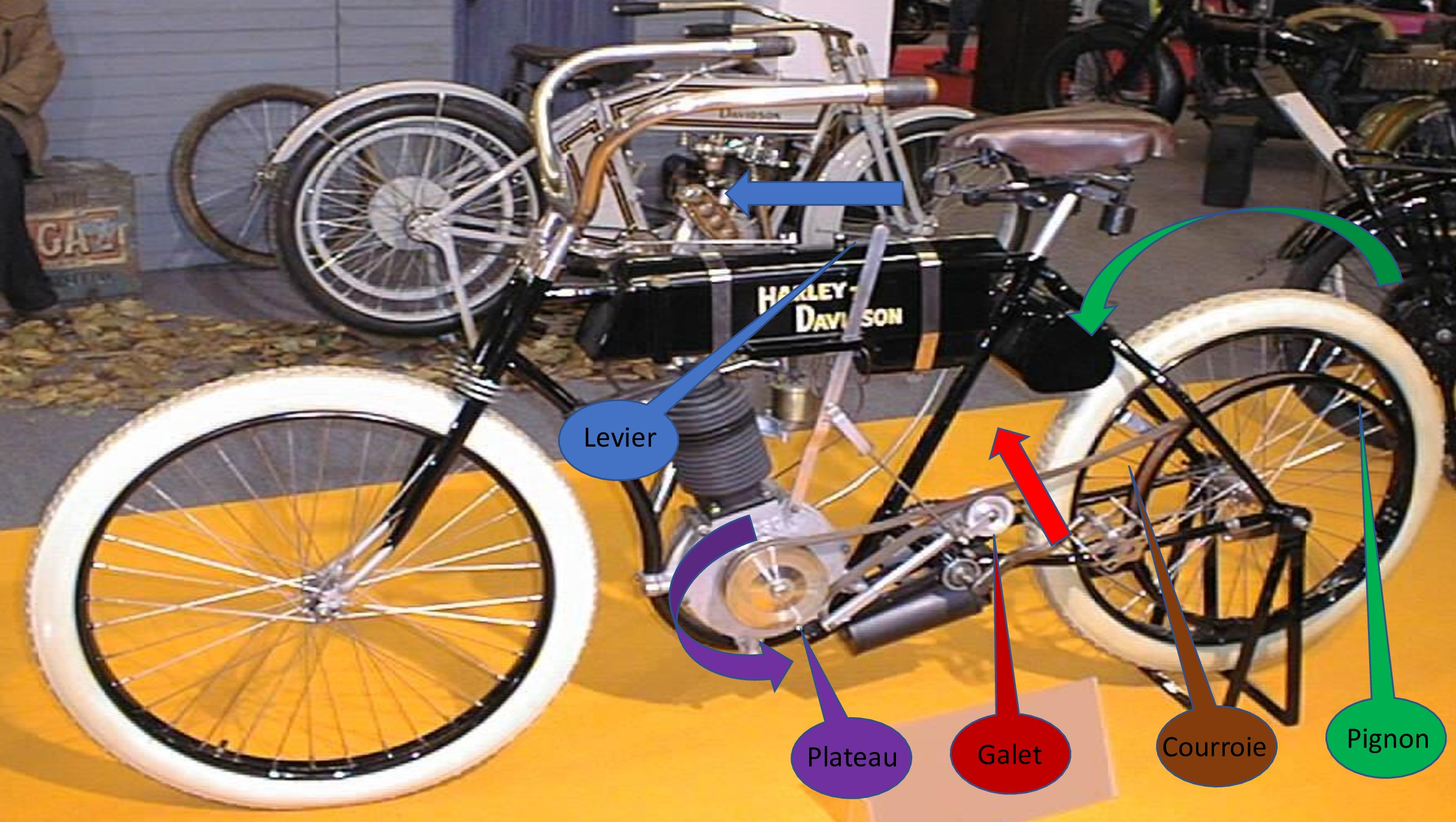
Premier embrayage Harley-Davidson (vers 1906). Lorsque le pilote pousse le levier vers l'avant (flèche bleue), le galet blanc monte (flèche rouge), tendant la courroie qui adhère sur le plateau et le pignon et transmet la rotation du plateau (flèche violette) au pignon et à la roue arrière (flèche verte).

En 1906, Harley innove en proposant un système actionné par un long levier situé à gauche du réservoir qui, en modifiant la tension de la courroie de transmission, en cuir à l'époque, permet de réguler la vitesse de la moto, et même d'annuler complètement la force d'entrainement, ce qui permet de laisser le moteur tourner même lorsque la moto est à l'arrêt.
En 1914, Harley introduit une boîte de vitesses à deux rapports sur le modèle 10, puis, en 1915,  une boîte à trois rapports utilisant des pignons qui est déployée sur toute la gamme.
En 1934, le Servi-Car reçoit une boîte à trois rapports vers l'avant et une pour la marche arrière, qui sera aussi proposée en option sur l'Electra Glide jusqu'en 1980.
Une boîte à quatre rapports apparait à partir de 1937 et une boîte à cinq rapports sur la Tour Glide en 1980. La gamme Harley est entièrement équipée de boîtes à cinq rapports en 1992.

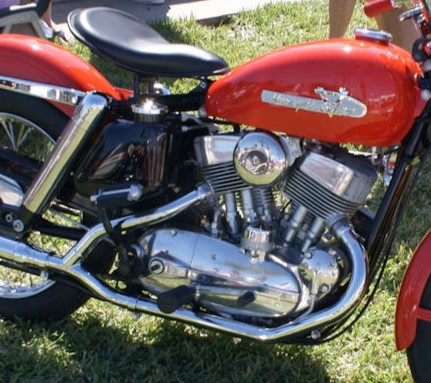
Harley KH (1955). Le kick et le sélecteur de vitesses au pied sont visibles en bas du côté droit de la moto.

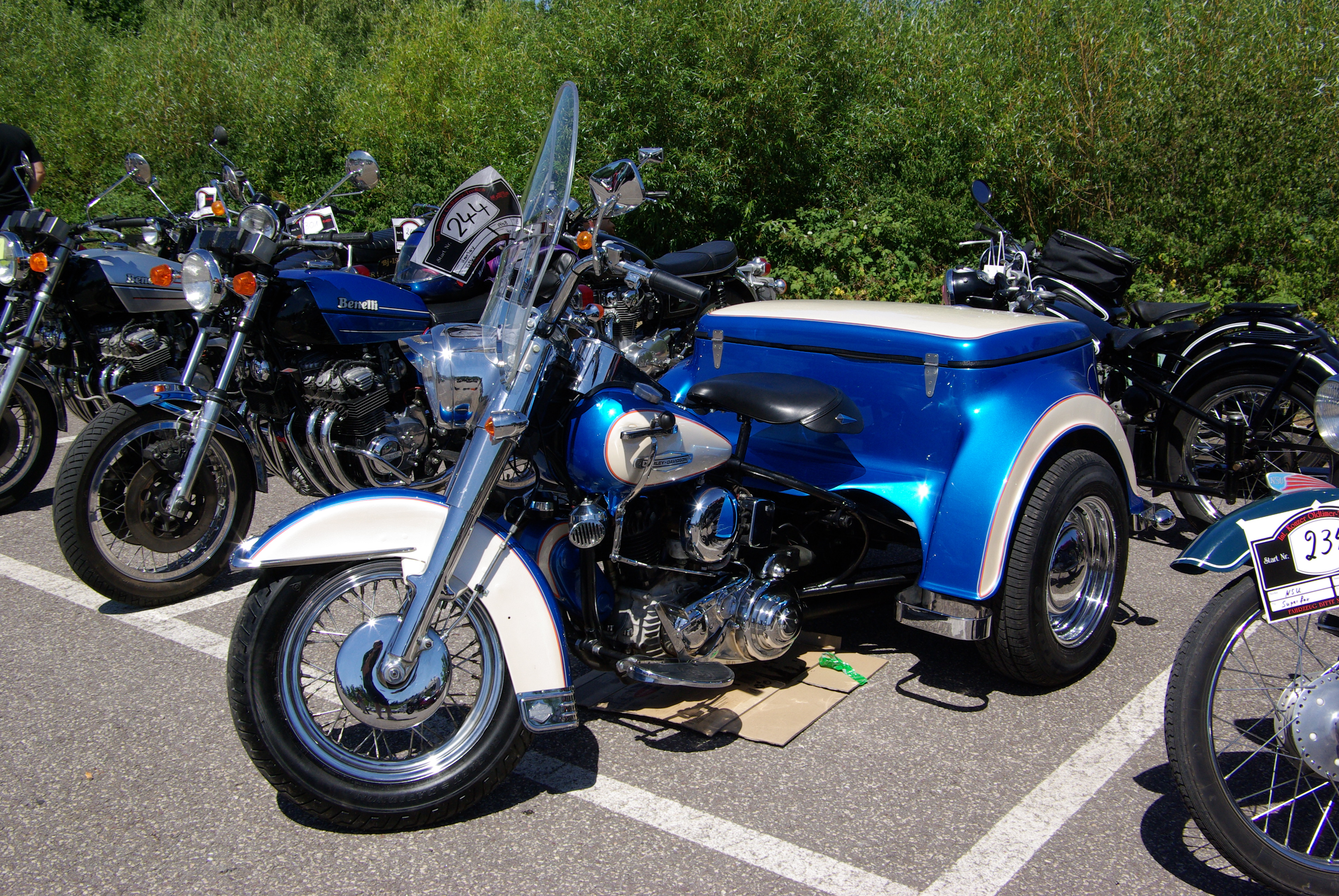
Un Servi-Car de 1968 encore équipé d'un changement de vitesses par levier visible sur la gauche du réservoir.

La Dyna Glide est la première à recevoir, en 1986, une boîte à six vitesses, généralisée en 2007 à tous les modèles, à l'exception des Sportster et V-Rod.
Le changement de vitesses se fait sur tous les modèles par un levier situé à gauche du réservoir jusqu'en 1952. Cette année-là sort le model K équipé en série d'un changement de vitesses au pied. La Duo Glide propose un tel changement au pied en option à partir de 1958. Le changement de vitesses à la main restera une option sur plusieurs modèles jusqu'en 1972.

### Transmission finale
Harley a doté ses motos de forte cylindrée, selon les époques et modèles, de quatre types de transmission finale :

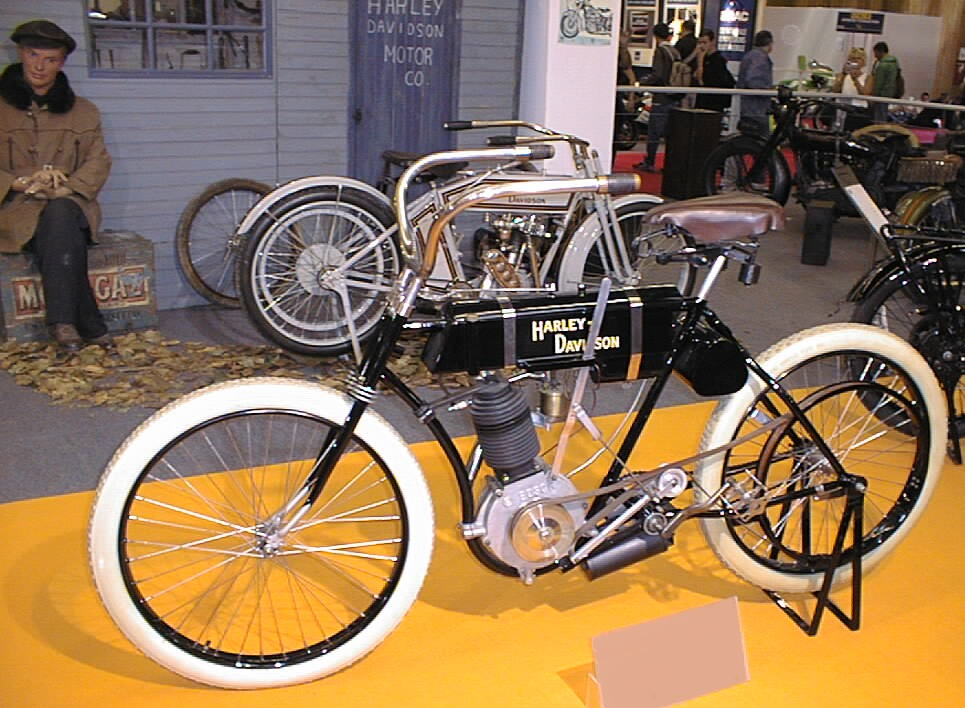
Harley Model 1 avec courroie de cuir (1905).

Courroie en cuir : c'est la toute première solution technique utilisée par Harley dès 1903. La courroie   entraine un énorme volant solidaire de la roue arrière.

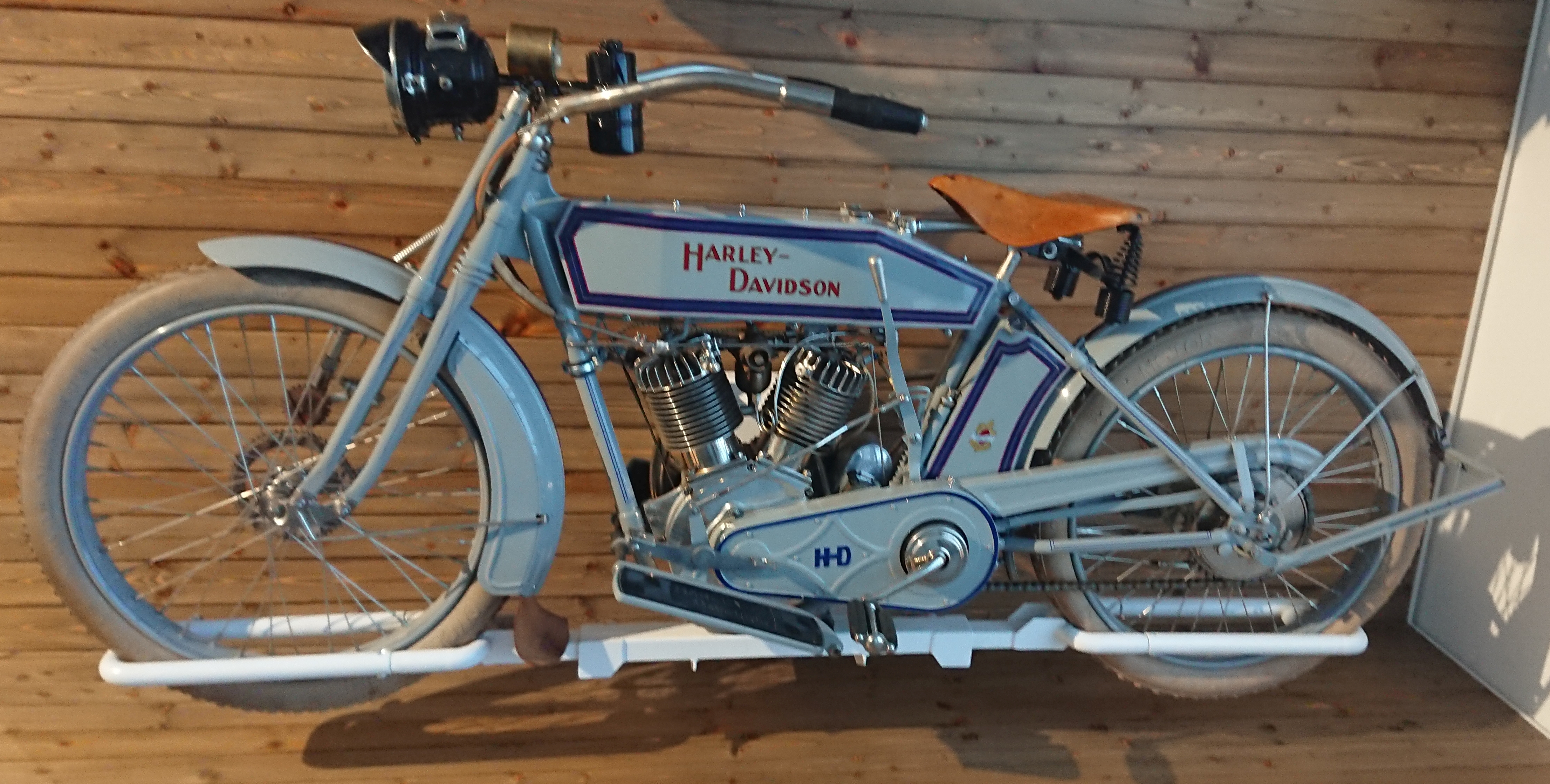
Harley Model 10E avec chaine (1914).

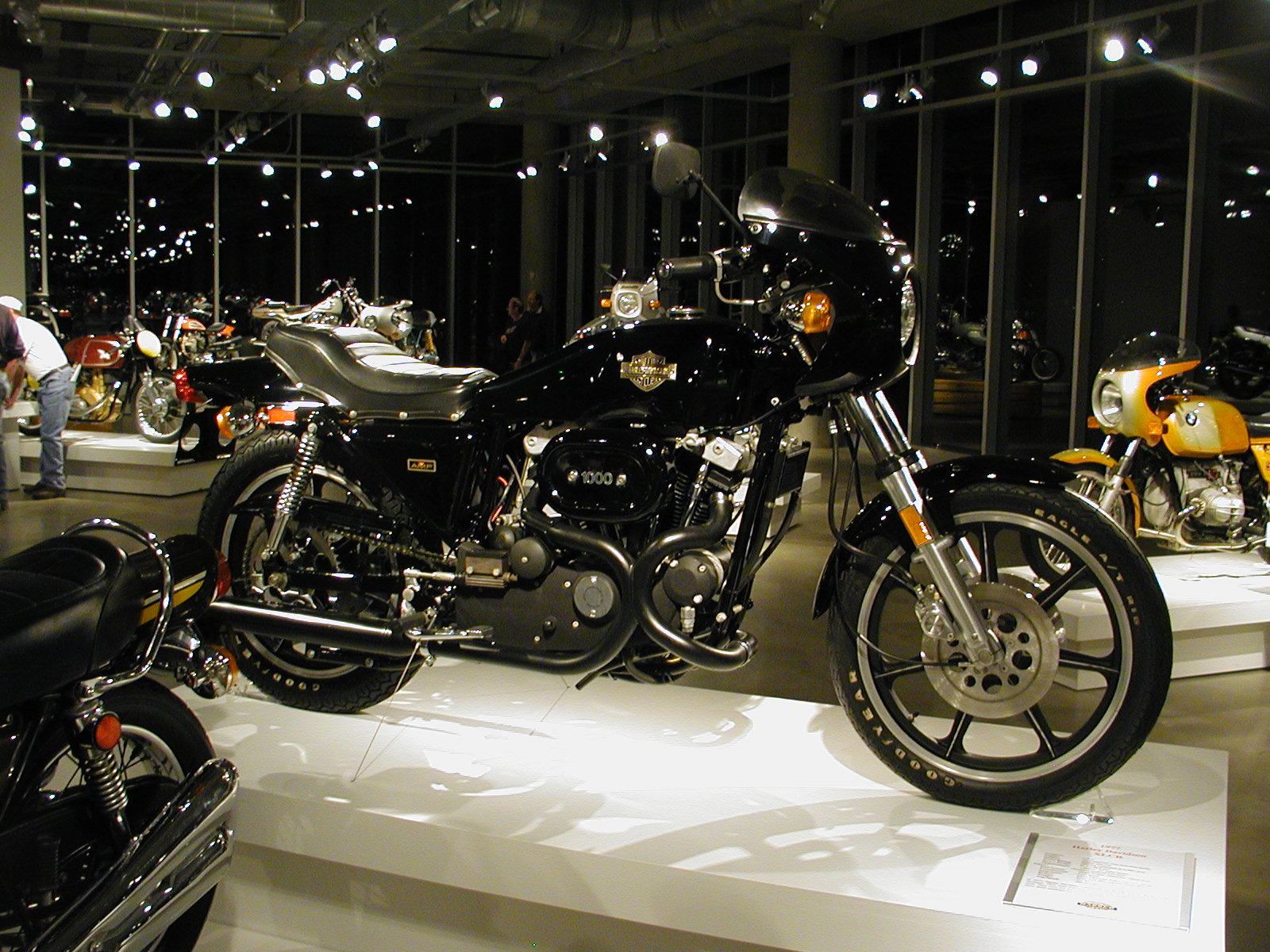
Harley XLCR à chaine (1977).

Chaîne à rouleaux métallique : elle est introduite en option à partir de 1912, puis généralisée de série sur toute la gamme. Elle disparait en 1989, pour réapparaitre en 2020 sur les modèles Pan America.
Arbre et cardan : Harley n'a utilisé cette solution que sur le modèle XA en 1942-43.

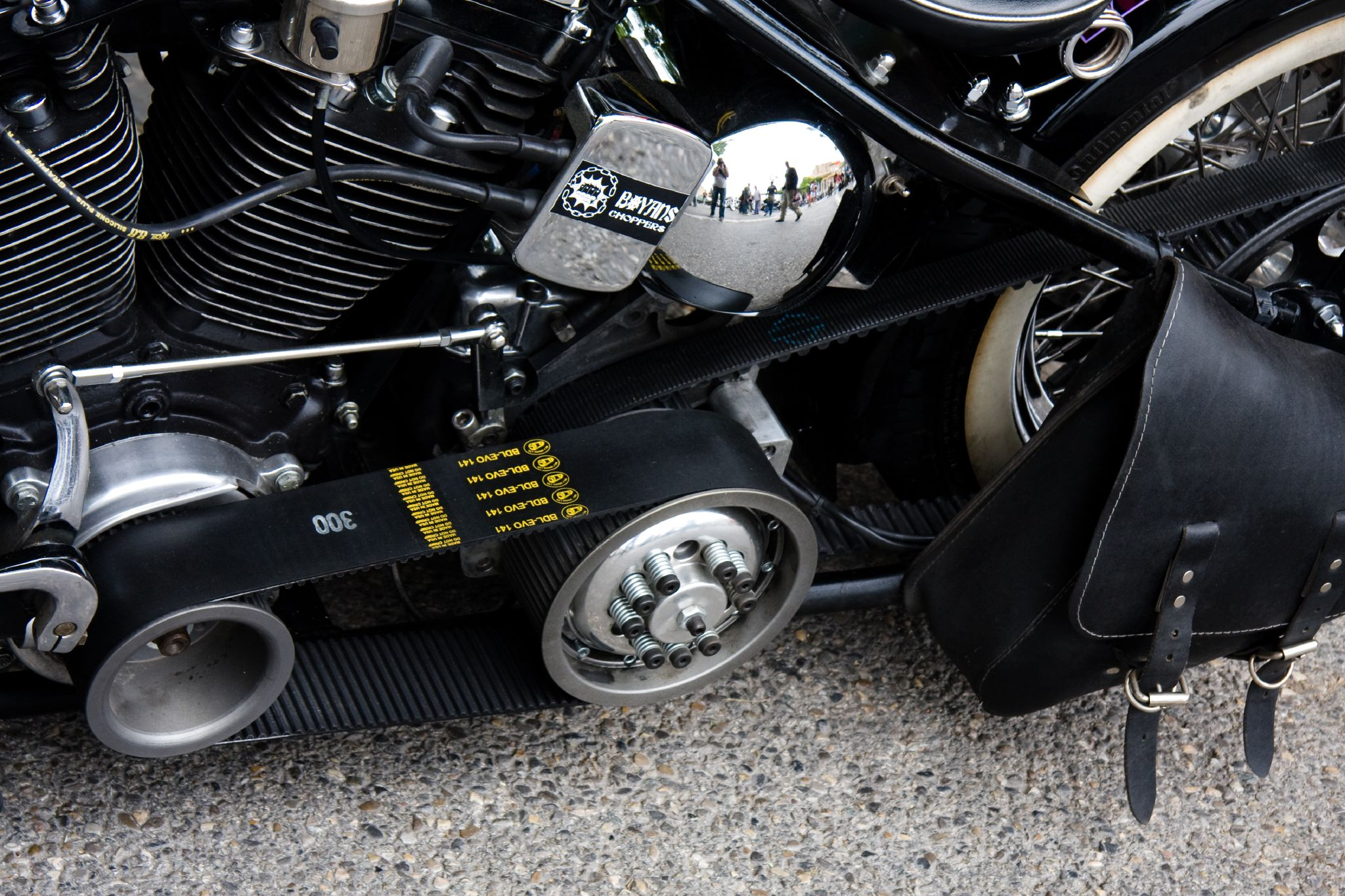
Transmission primaire et finale par courroie dentée sur Harley Softail.

Courroie dentée: cette innovation de Harley apparait en 1980 sur la Super Glide FXB, en 1984 sur la Tour Glide, puis est généralisée à l'ensemble de la gamme.  Depuis son apparition, la transmission finale par courroie dentée est un signe distinctif caractéristique des Harleys.

### Fourche Springer

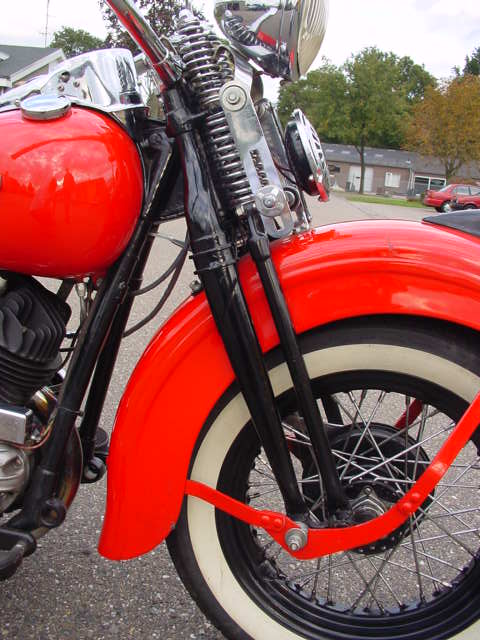
Fourche Springer sur Harley (1942).

Harley introduit la fourche Springer sur ses modèles de haut de gamme au début des années 1940. Harley abandonne ensuite progressivement cette technique à partir de 1949 au profit de fourches télescopiques.

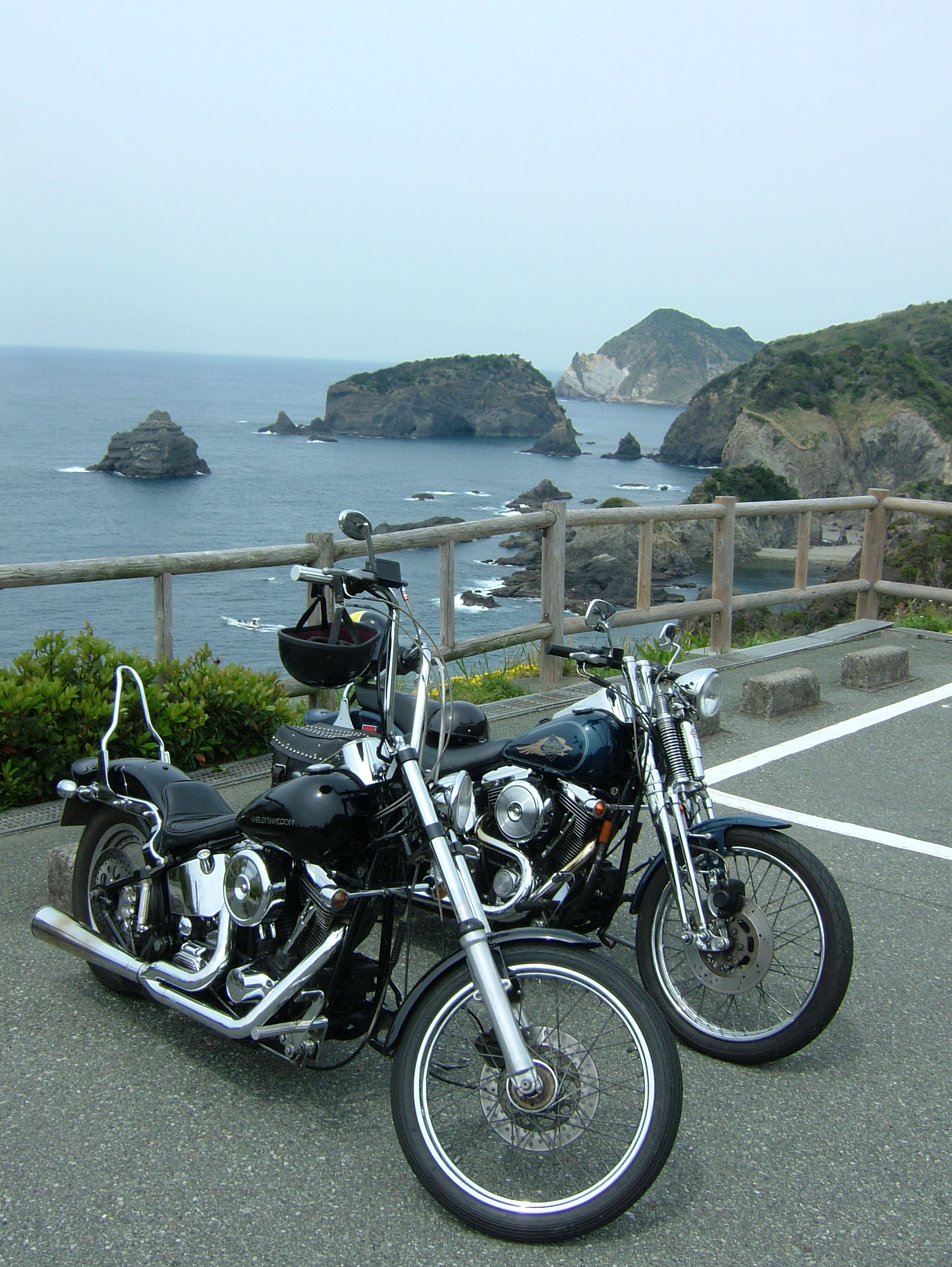
Harleys des années 2000 avec fourches Springer et télescopique.

En 1988, Harley propose la Springer Softail FXSTS équipée d'une version moderne de fourche Springer. Elle inaugure une famille de 27 modèles Springer produits les vingt années suivantes, dont le CVO Softail Springer FXSTSSE3 de 2009, année des dix ans de la création du programme CVO.
La fourche Springer est appréciée pour son allure « rétro », ainsi que pour sa capacité à être modifiée, et notamment allongée pour créer un chopper. Plusieurs accessoiristes proposent des répliques de telles fourches à des fins de réparation ou de transformation.

### Réservoir et instrumentation
Harley utilise deux formes distinctives de réservoirs :

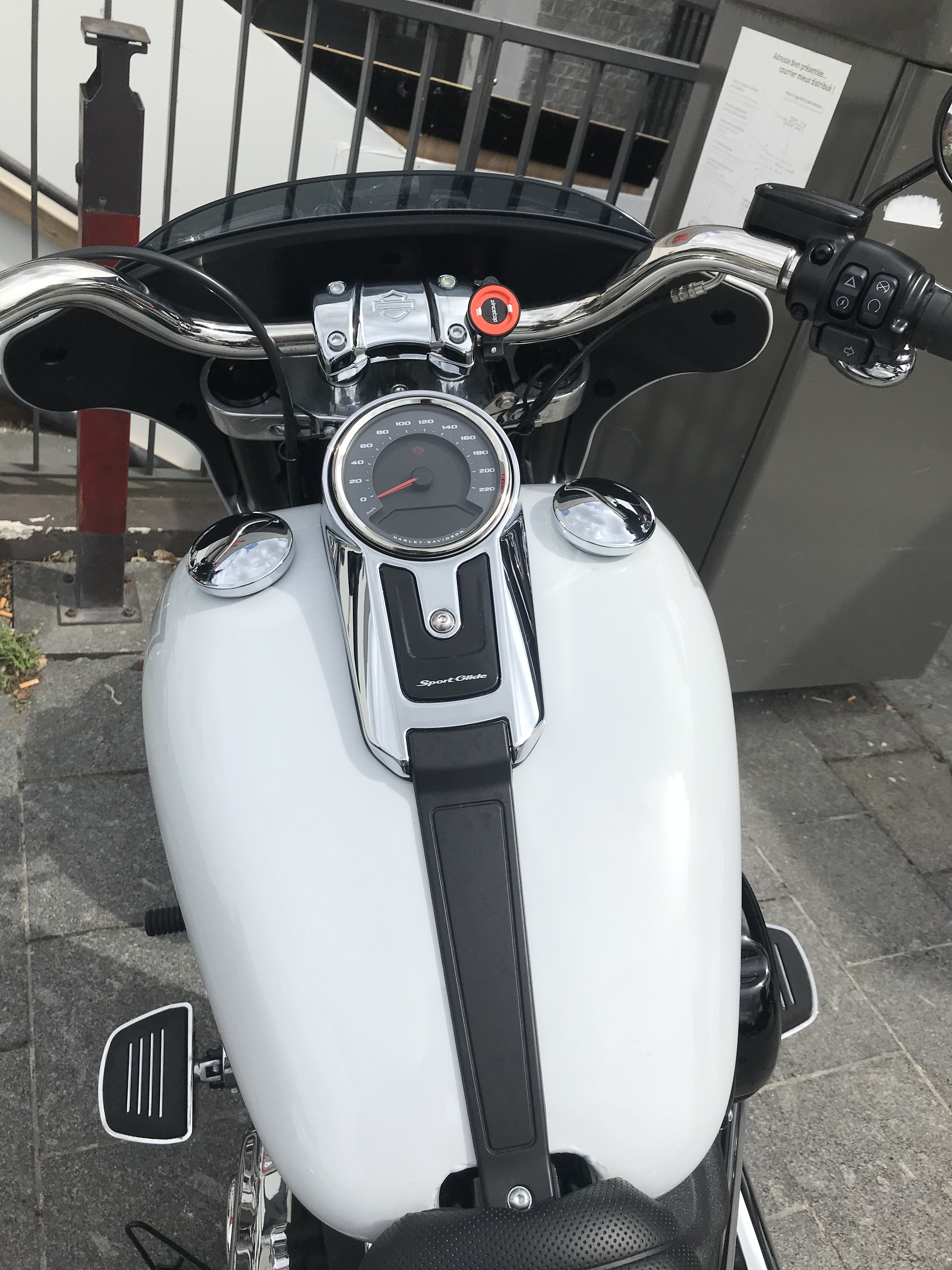
Sport Glide (2022) avec instrumentation sur le réservoir à deux orifices de remplissage.

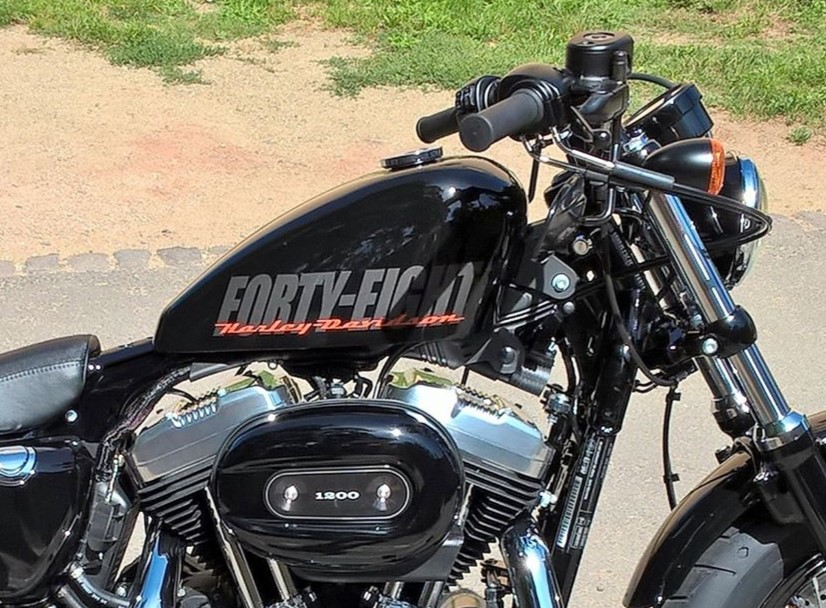
Réservoir en de 7,95 l sur un Sportster Forty-Eight (2015).

- le réservoir « goutte d'eau » (en anglais : tear drop) qui apparait au milieu des années 1920 et est décliné en plusieurs versions. L'une des versions de forte capacité, avec deux orifices de remplissage, est très caractéristique de Harley et prend le nom de « Fat Bob » ;
- le réservoir « peanut » pour les plus petits volumes, qui équipe notamment plusieurs modèles de Sportsters et de très nombreux modèles personnalisés en chopper.

Au milieu des années 1930, Harley décide par ailleurs d'implanter l'instrumentation de certains de ses modèles sur leur réservoir, et dépose plusieurs brevets protégeant cette solution qui, même si elle n'est plus exclusivement utilisée par Harley, reste un signe très caractéristique de la marque.

### Customisation
Même si presque toutes les marques de motos voient leurs clients modifier les modèles d'origine, ce phénomène prend une ampleur particulière avec Harley-Davidson. Les utilisateurs de Harley ont dès le début de la marque adapté à leurs besoins ou envies le modèle de base qu'ils avaient acquis. Le magazine The Enthusiast publie d'ailleurs à leur intention des conseils en la matière dès 1916. Cette tradition a perduré jusqu'à nos jours et Harley l'encourage, notamment avec les multiples produits contenus dans son catalogue, le référencement de très nombreux accessoiristes et transformateurs dans le monde entier, et par l'organisation régulière de concours de customisation entre ses concessionnaires. Les différents musées présentant des Harley-Davidson, y compris le musée officiel de Milwaukee, y exposent très souvent des modèles personnalisés aux côtés de modèles d'origine.

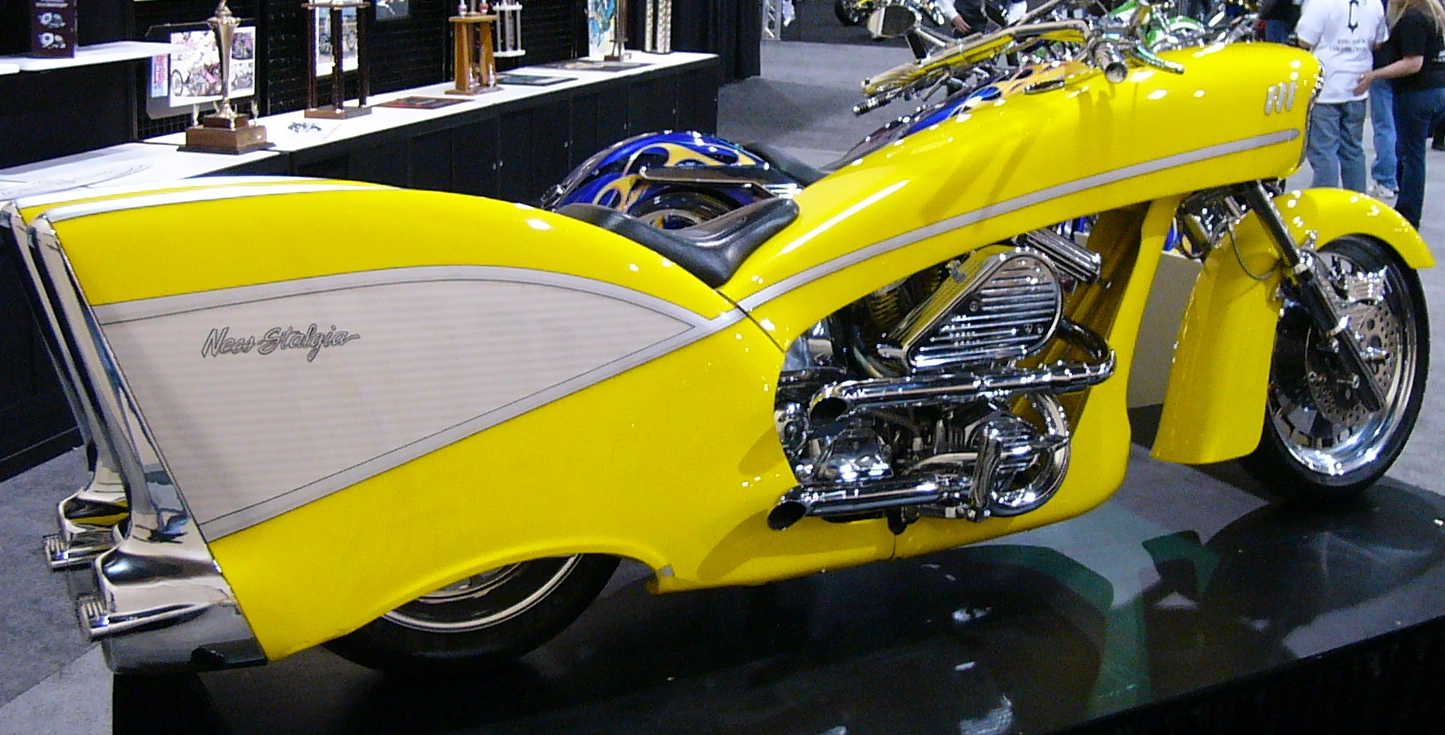
Ness-Stalgia sur base d'un moteur Harley EVO de 80 ci (1995).

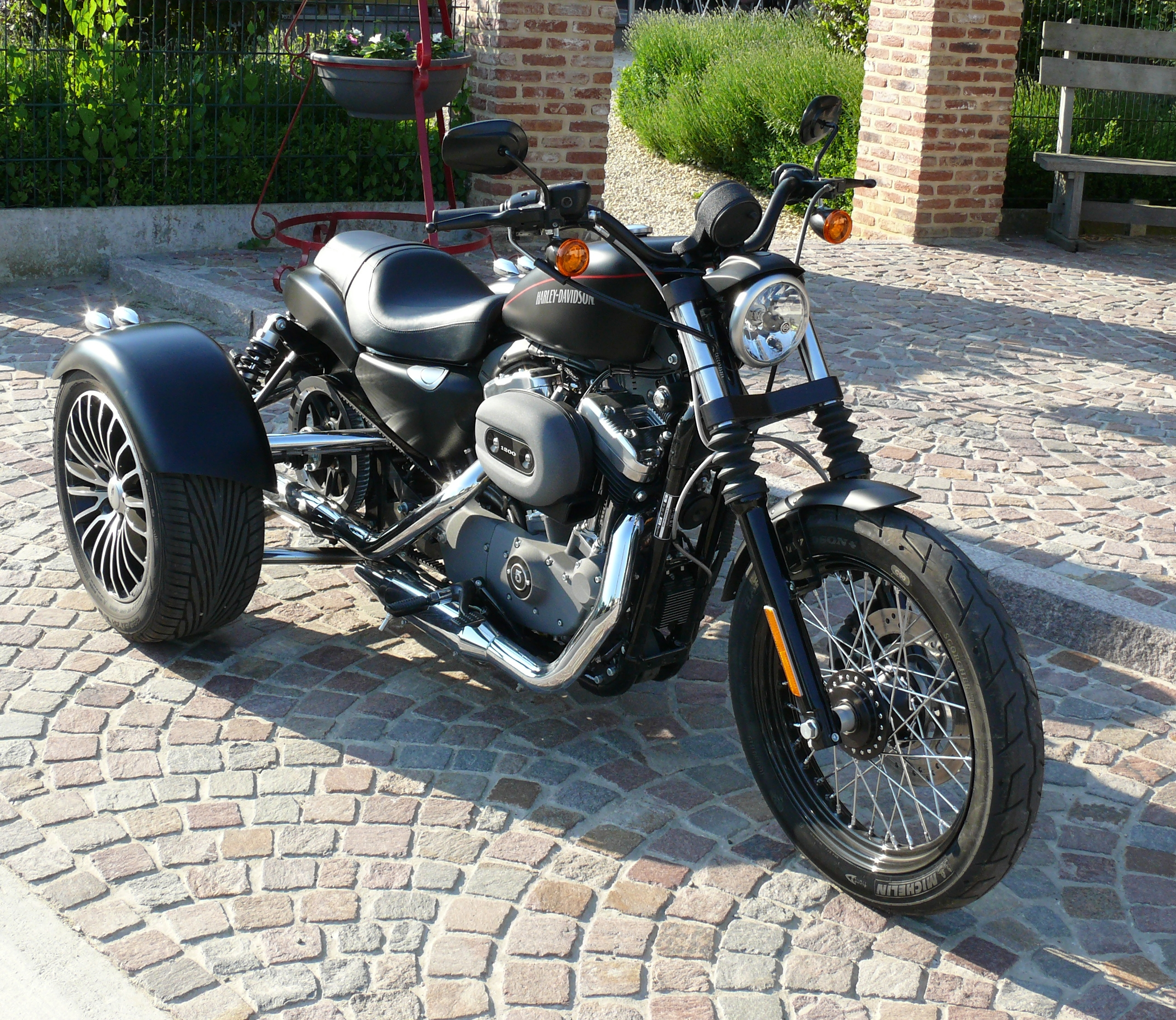
Trike sur base de Sportster XL 1200.

La customisation d'une Harley peut aller de quelques détails esthétiques (peinture, pièces chromées, couleur de la selle, taille du guidon, etc.) à des transformations beaucoup plus radicales, telles les très longues fourches caractérisant les choppers ou les systèmes de turbo ajoutés au moteur de série. De nombreux fournisseurs de pièces et accessoires, ainsi que des préparateurs professionnels proposent de customiser des Harleys,. Certains, comme Arlen Ness, ont acquis une notoriété qui fait figurer plusieurs de leurs réalisations dans les musées consacrés à la marque. D'autres se spécialisent dans la création de modèles très sportifs ou de trikes.
La galerie ci-dessous présente quelques exemples de différents types de customisation.

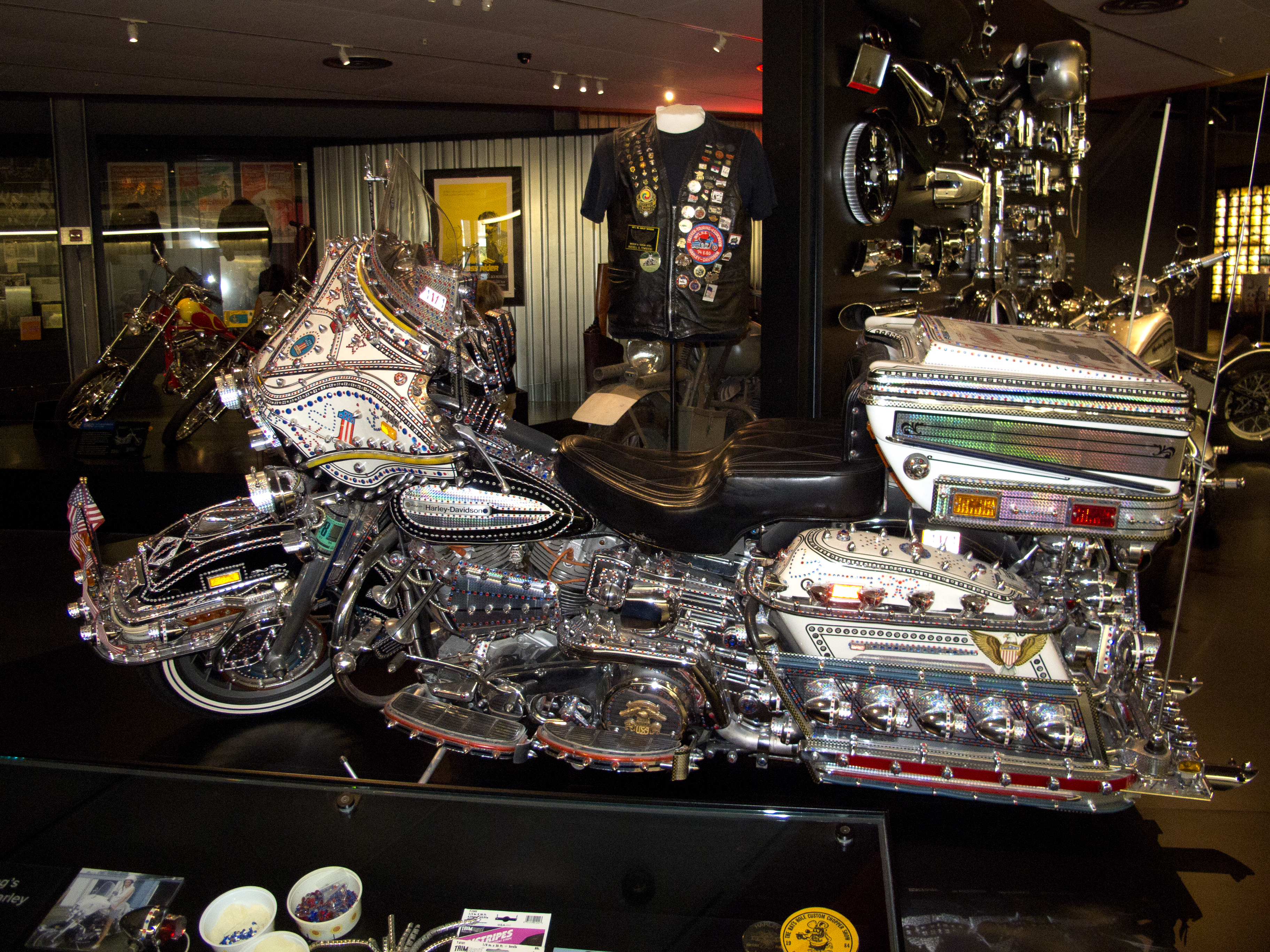
Une Harley toute en chrome et miroirs.
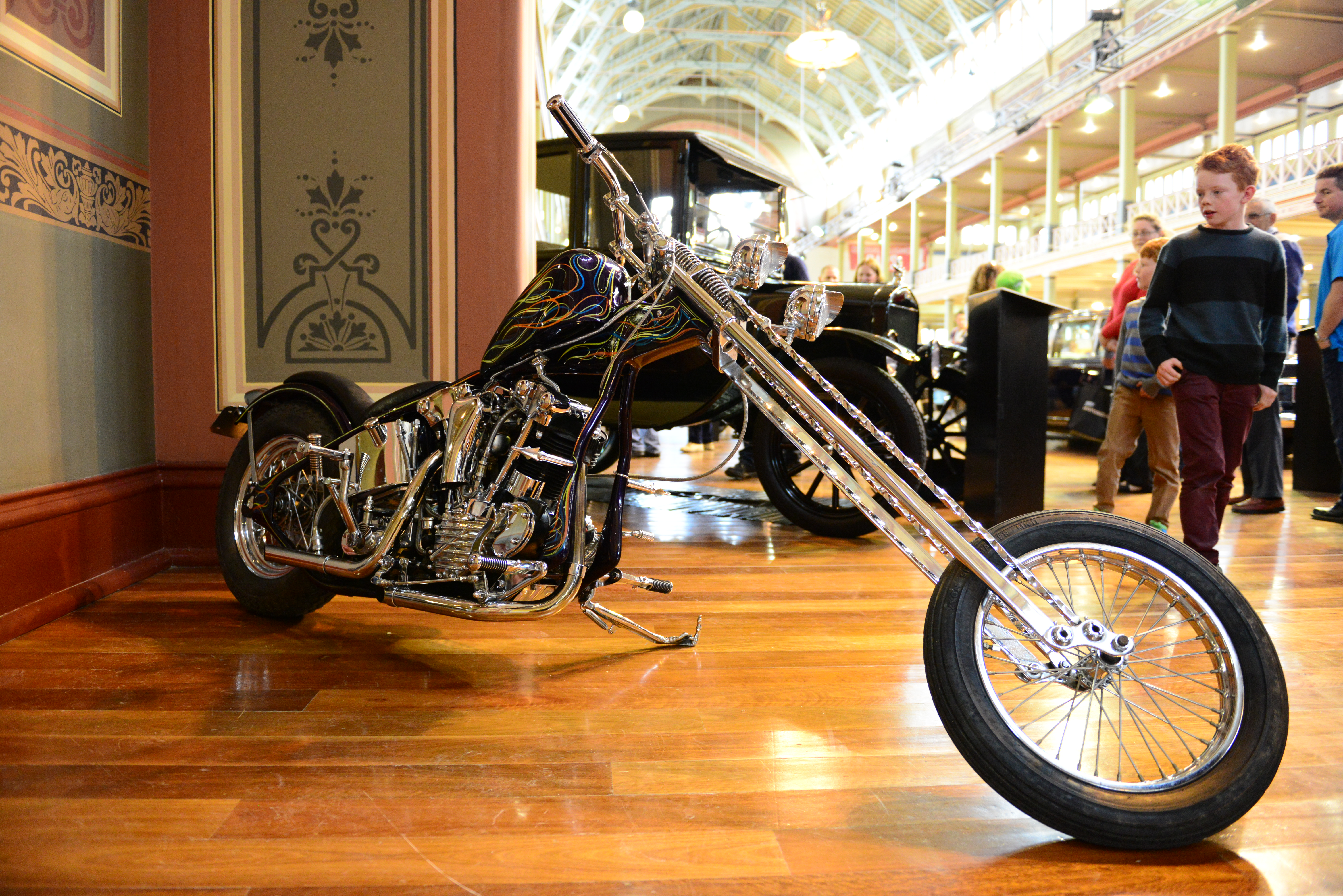
Chopper à fourche Springer rallongée sur base Knucklehead de 1941.
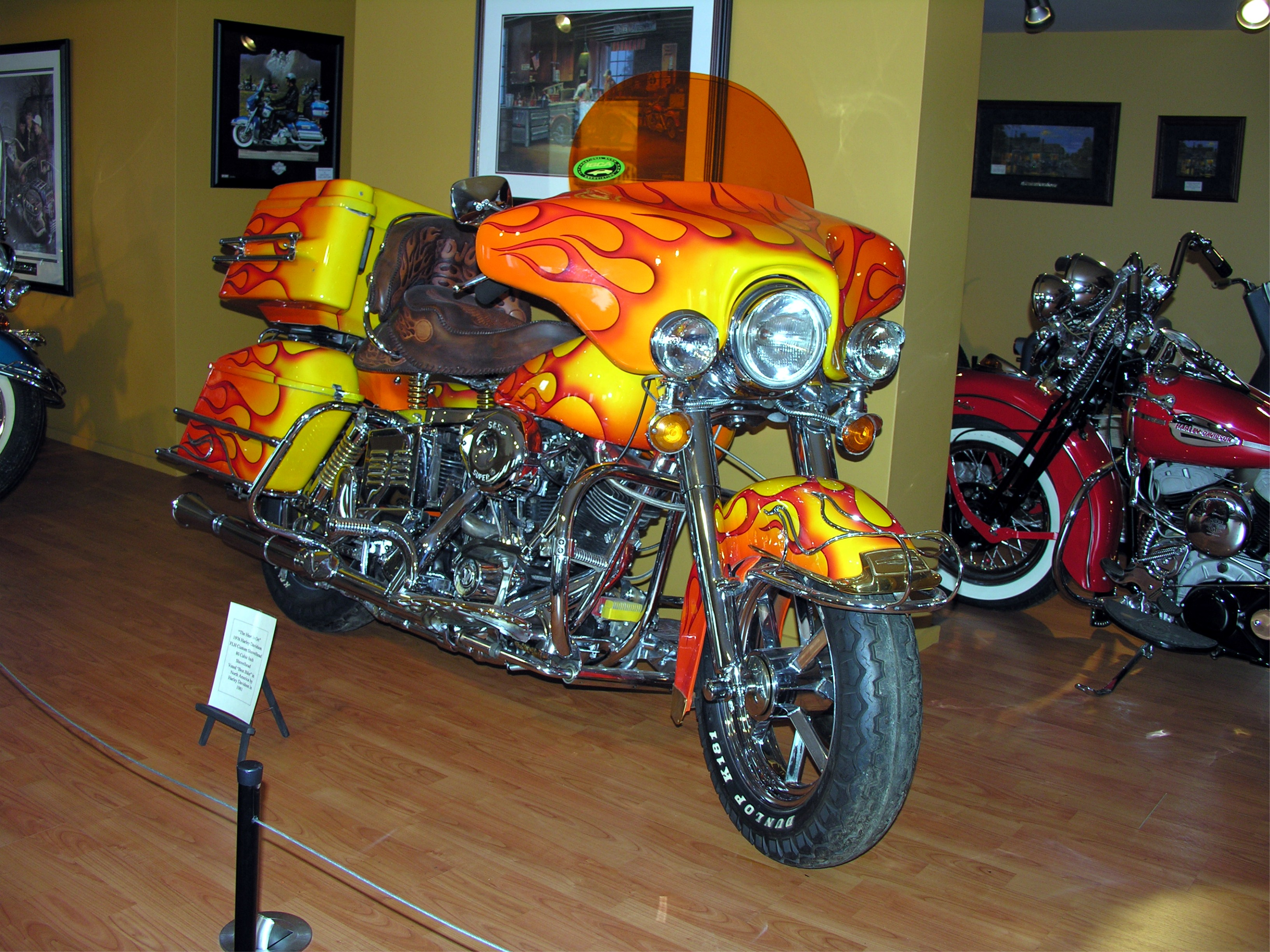
Electra Glide de 1976 avec peinture et selle personnalisées.
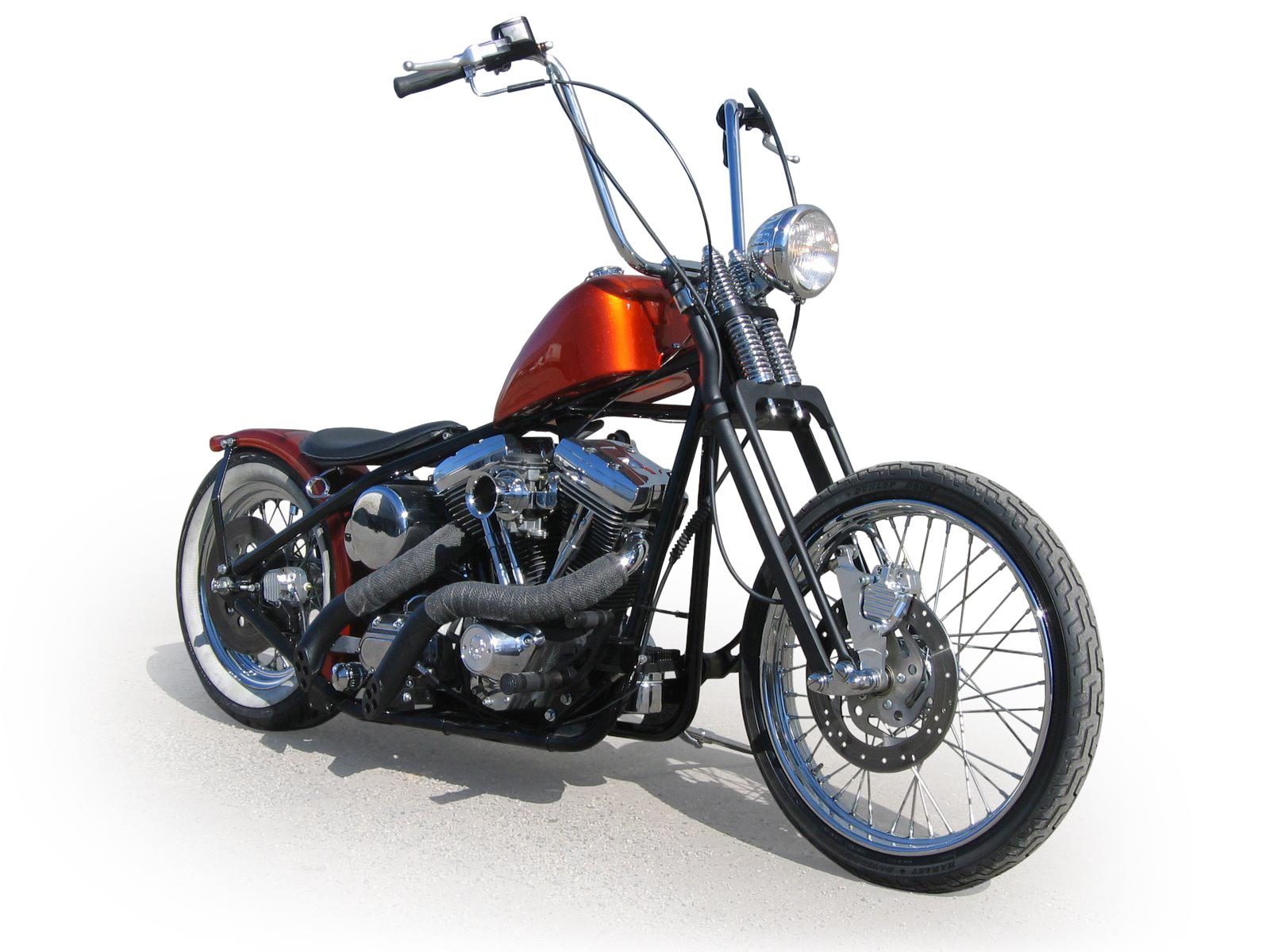
Harley façon bobber avec guidon ape hanger.
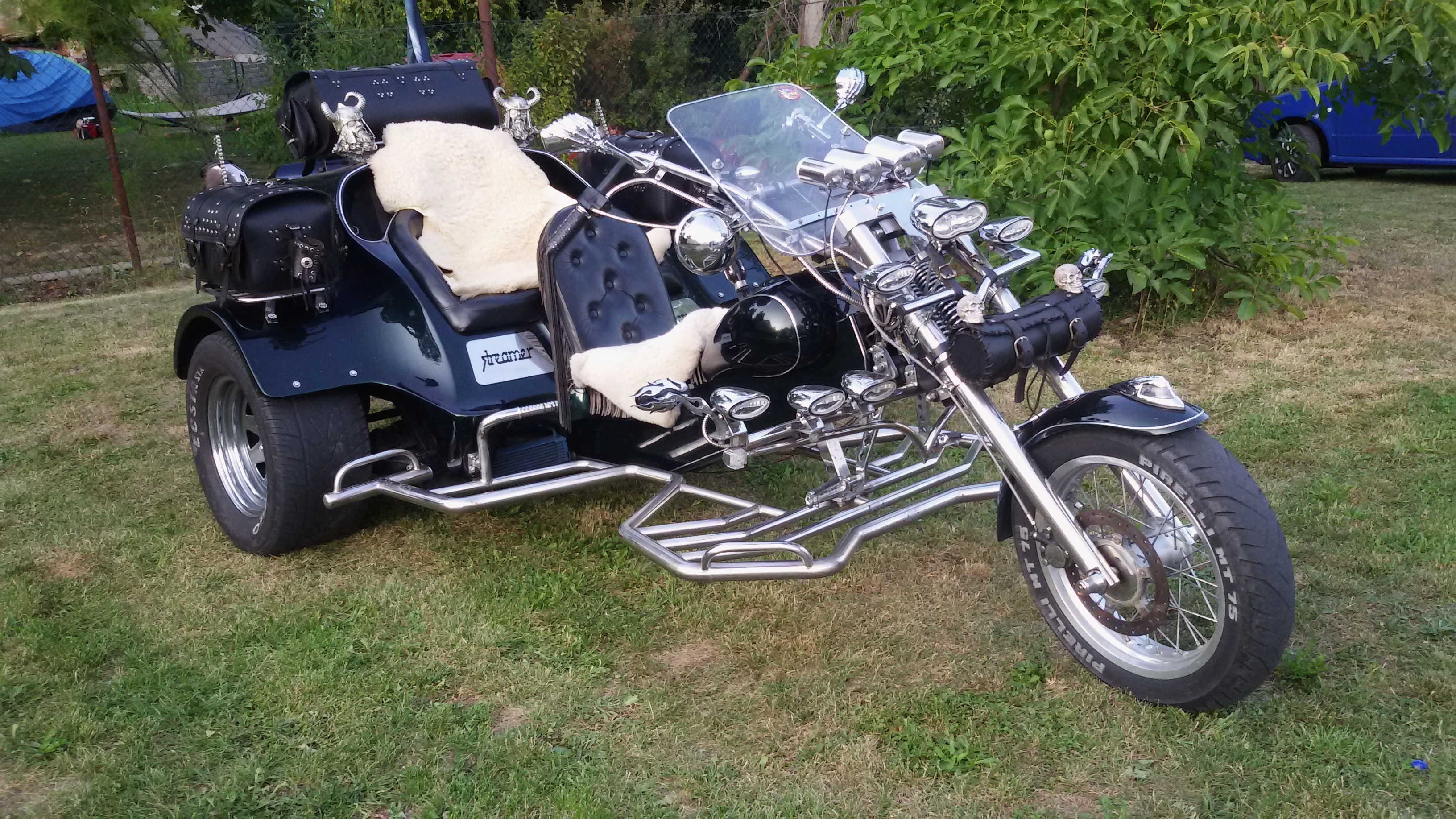
Trike modifié en chopper avec décoration façon « Hells Angels ».

## Politique commerciale et marketing

### Publicité et slogans: liberté et Harley #1

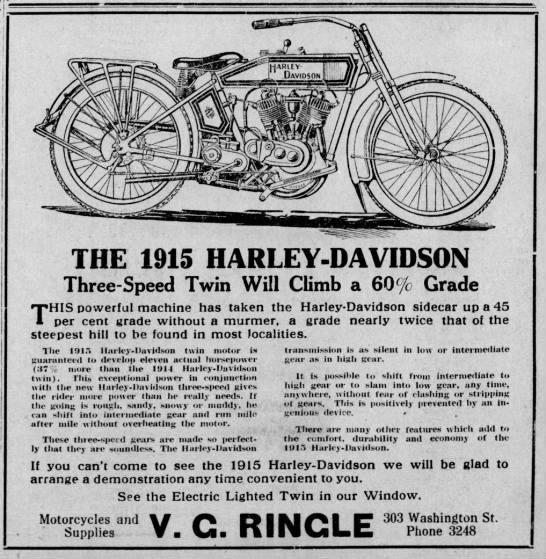
Publicité sur les side-cars et la montée des côtes (1915)

Harley utilise  publicité et slogans depuis les années 1900, que ce soit directement ou à travers ses concessionnaires. Les premières publicités mettent l'accent sur la valeur pratique des motos Harley: elles sont solides et confortables, consomment peu, et permettent de monter des côtes sans pédaler.

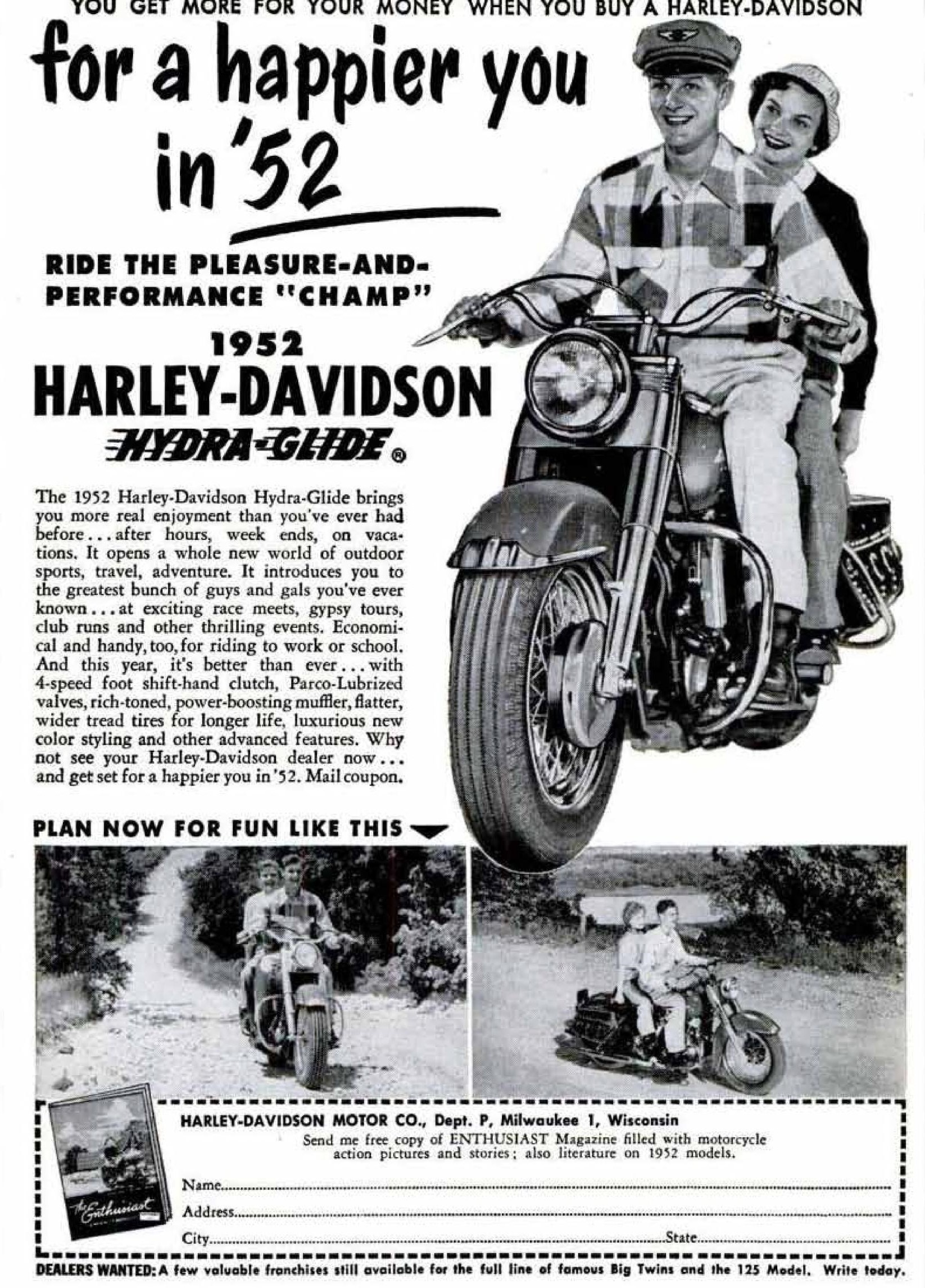
Publicité pour l' Hydra Glide (1952)

Dans les années 1920, 1930 et 1940, avec l'élargissement de sa gamme, Harley diversifie ses arguments de vente, depuis l'économie pour les side-cars, en passant par l'aspect pratique pour les Servi Cars jusqu'aux résultats en compétition pour illustrer la performance des produits.
À partir des années 1950, Harley évolue vers un positionnement mêlant confort, plaisir et performance.

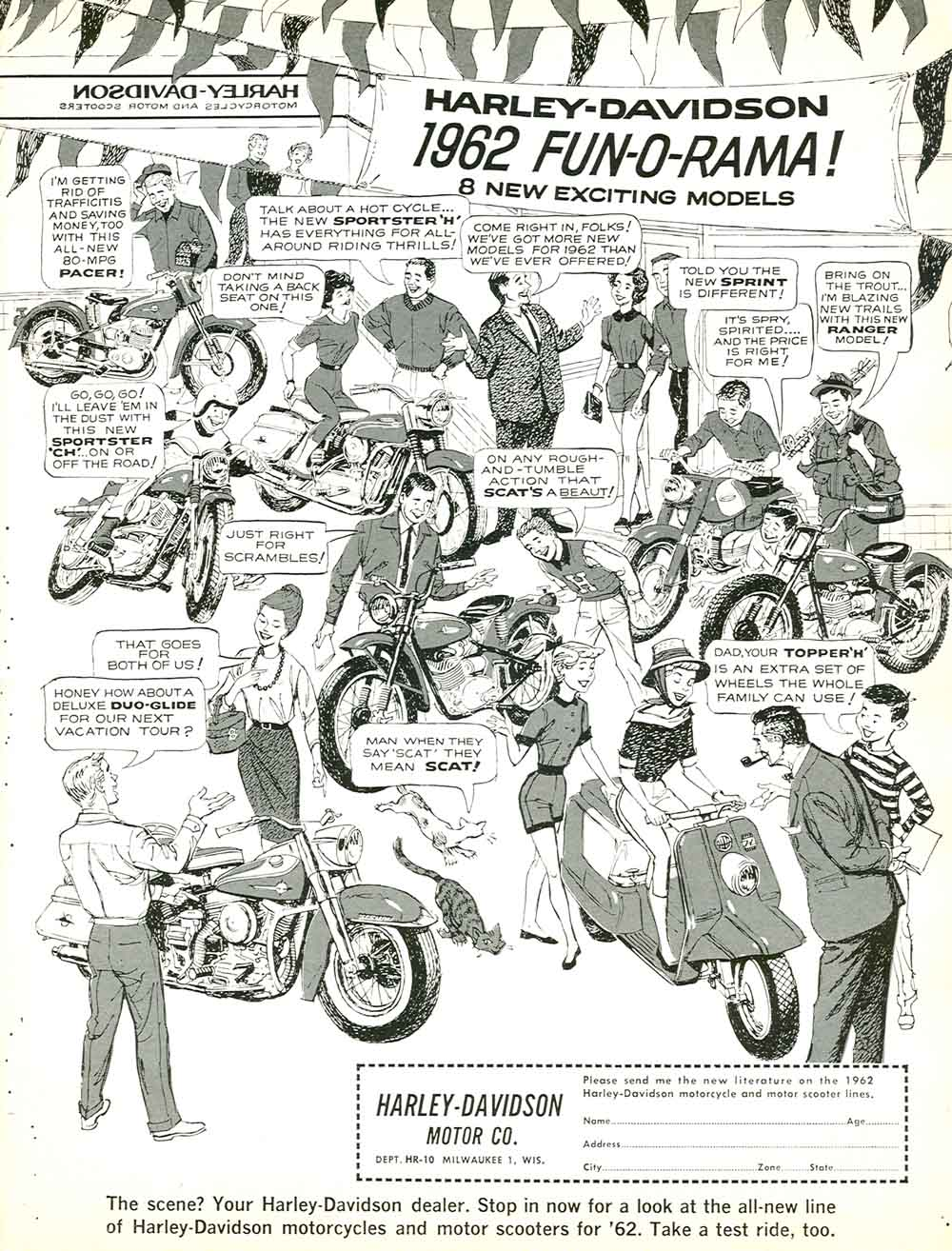
Publicité Fun-O-Rama (1962).

Dans les années 1960, Harley a une gamme étendue de modèles, que la publicité de la marque présente comme une seule famille autour du thème de l'amusement (le "Fun" en anglais), et visant les jeunes avec le slogan "Young America".

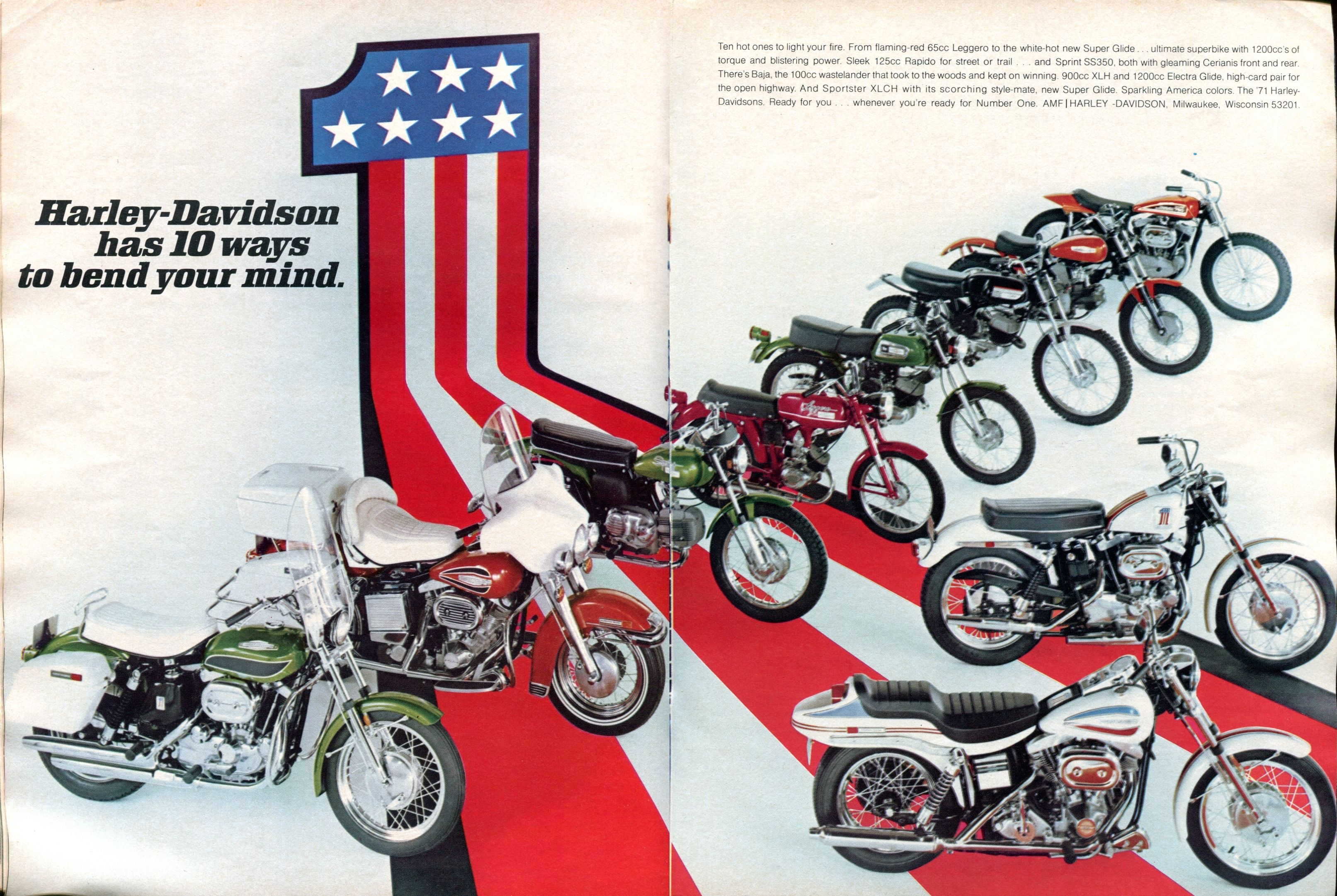
Harley #1 (1970).

Au début des années 1970 apparait un nouveau logo « Harley #1 », inspiré des très nombreuses victoires de Harley en Flat Track, et  la publicité met l'accent sur les concepts de liberté de d'origine américaine : « The Great American Freedom Machines »,.

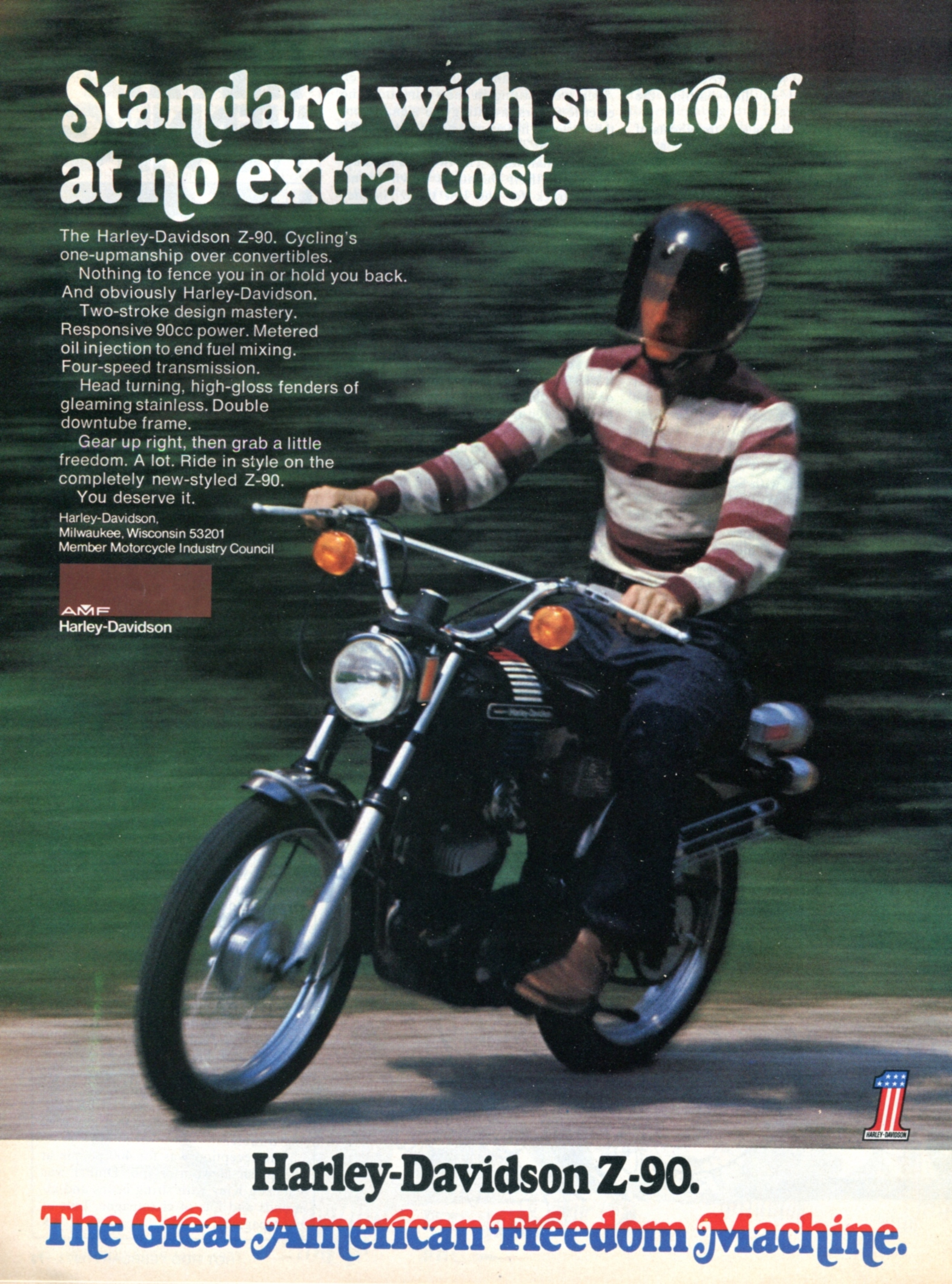
The Great American Freedom Machine (1973).

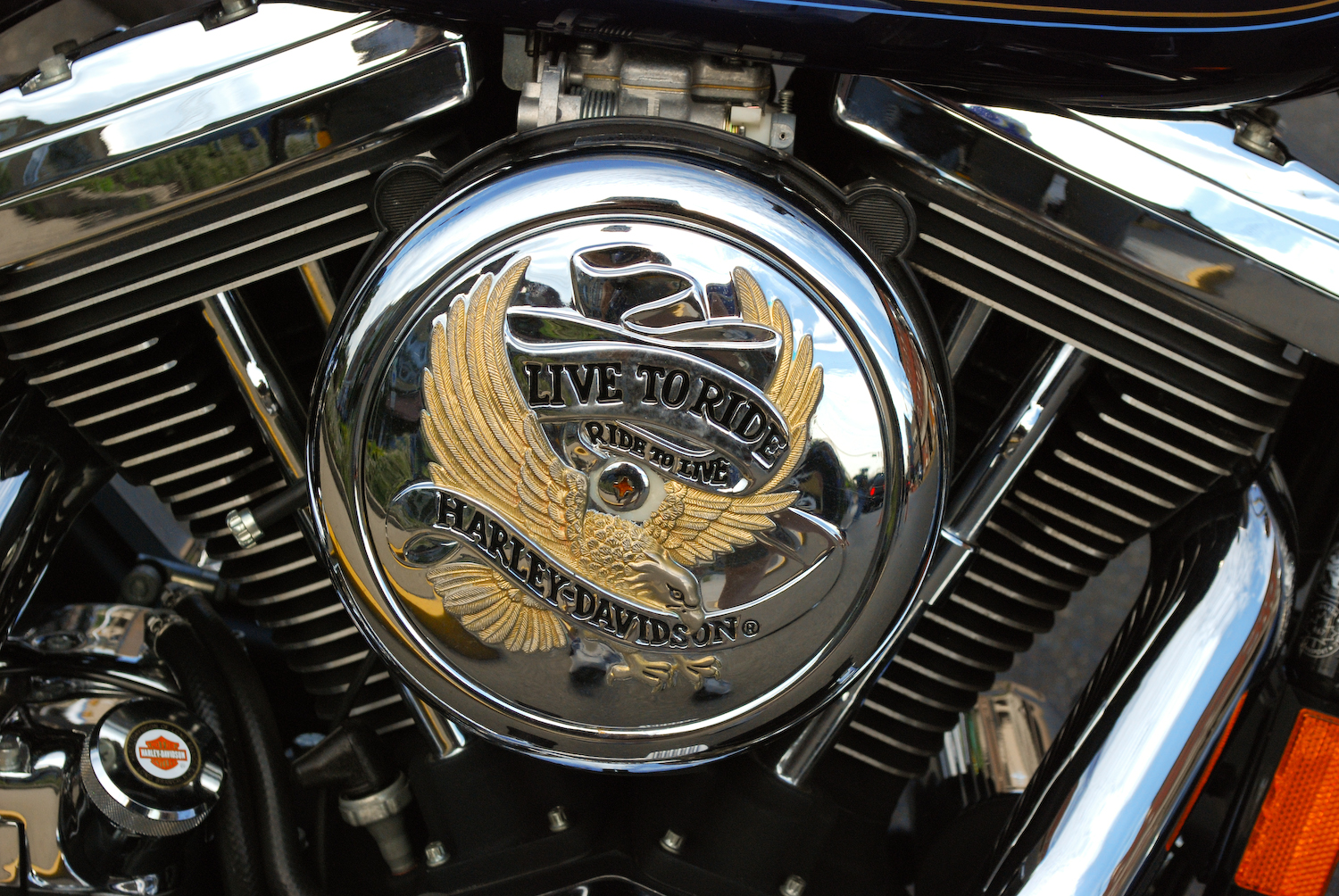
Accessoire Live to Ride, Ride to Live.

Harley déclinera au fil des ans ce positionnement centré sur la liberté et le leadership avec plusieurs slogans, notamment : Live to Ride, Ride to Live (qui est utilisé dans une ligne d'accessoires), The legend rolls on (insistant sur le caractère iconique de la marque), Free by birth, rebel by choice et sa variante American by birth, rebel by choice, ou encore, dans les années 2010, All for freedom, freedom for all.

### Anniversaires, rassemblements et séries limitées

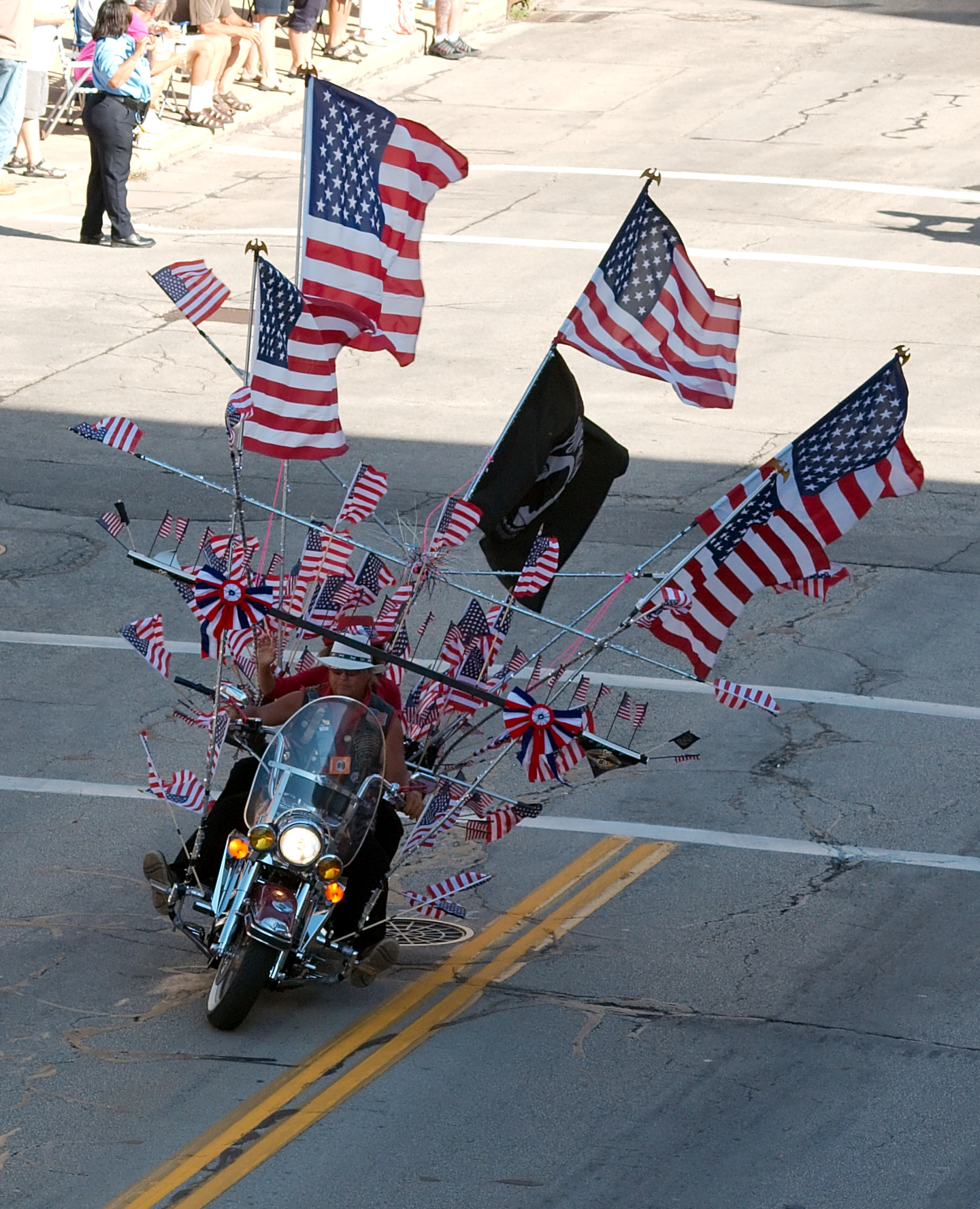
Parade à Milwaukee (2008).

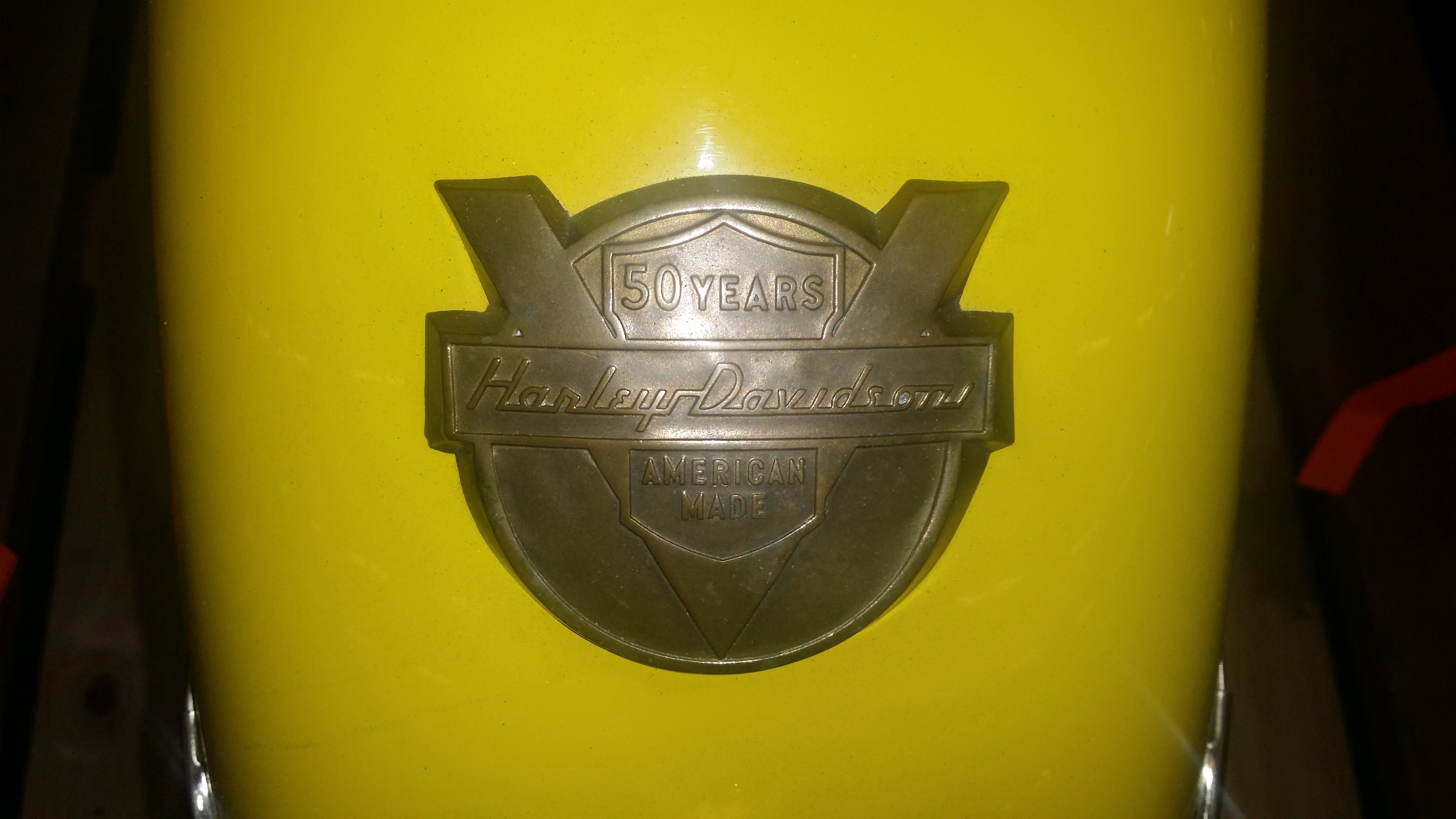
Pare-boue avant de KH, détail (1953).

Les années anniversaires de la création de Harley sont l'occasion d'offres commerciales importantes, de rassemblements et de séries limitées,

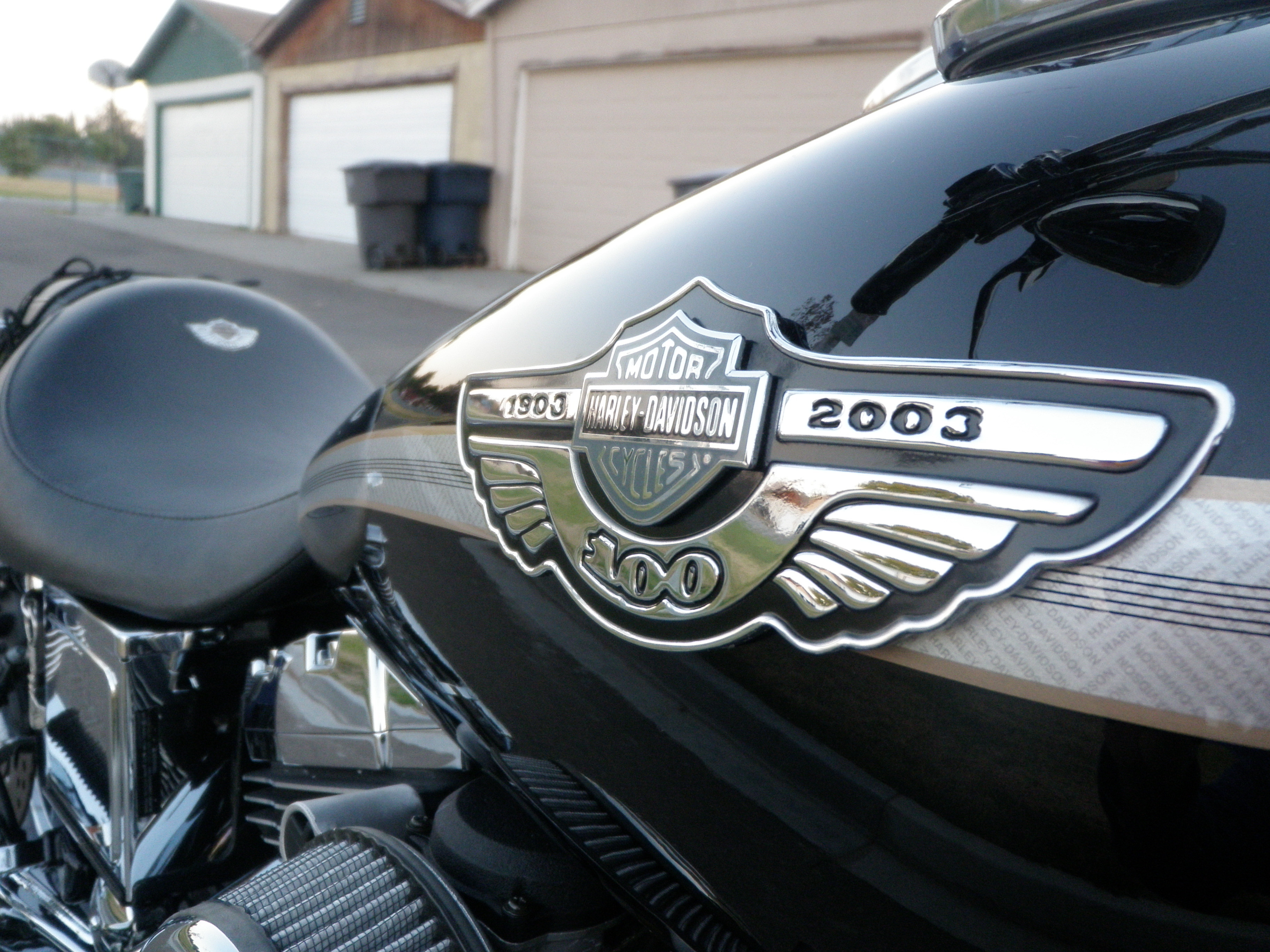
Low Rider, détail (2003).

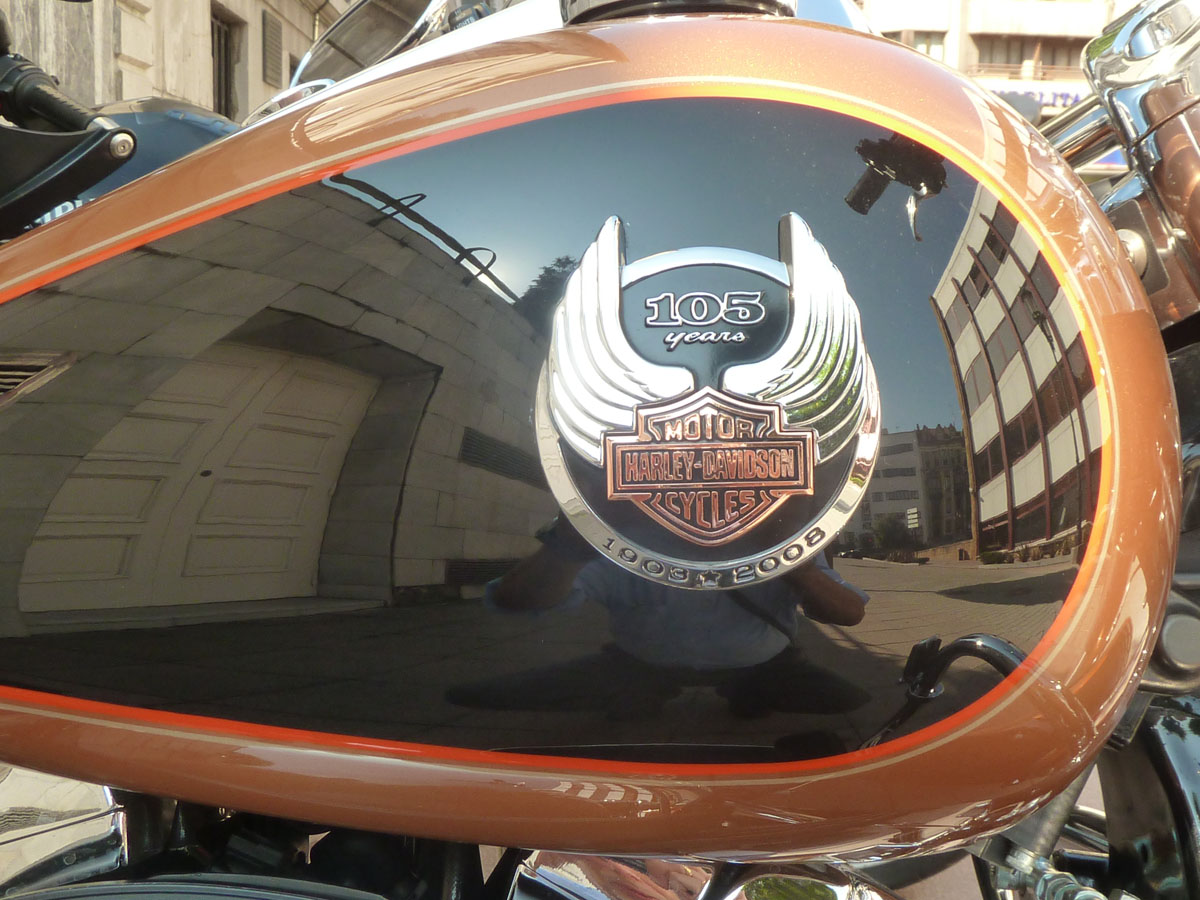
Road King, détail (2008).

Le centième anniversaire de la marque, en 2003, fut notamment l'occasion d'événements dans le monde entier. Harley propose cette année-là des modèles en édition spéciale ornés d'un logo « 1903-2003 » et organise un énorme rassemblement à Milwaukee qui attire plus de 200 000 participants. Une tournée mondiale, The open road tour, parcourt les villes d'Atlanta, Baltimore, Los Angeles, Toronto, Dallas, Sydney, Tokyo, Barcelone et Hambourg. Till Lindemann et Richard Z. Kruspe, du groupe allemand Rammstein, interprètent le titre Shtil (renommé Schtiel, afin d'être prononcé correctement en allemand) du groupe russe Aria et publient lun très rare single à l'occasion du Harley Party à Moscou.
Harley et les passionnés de la marque sont très présents également dans de nombreux grands rassemblements annuels.

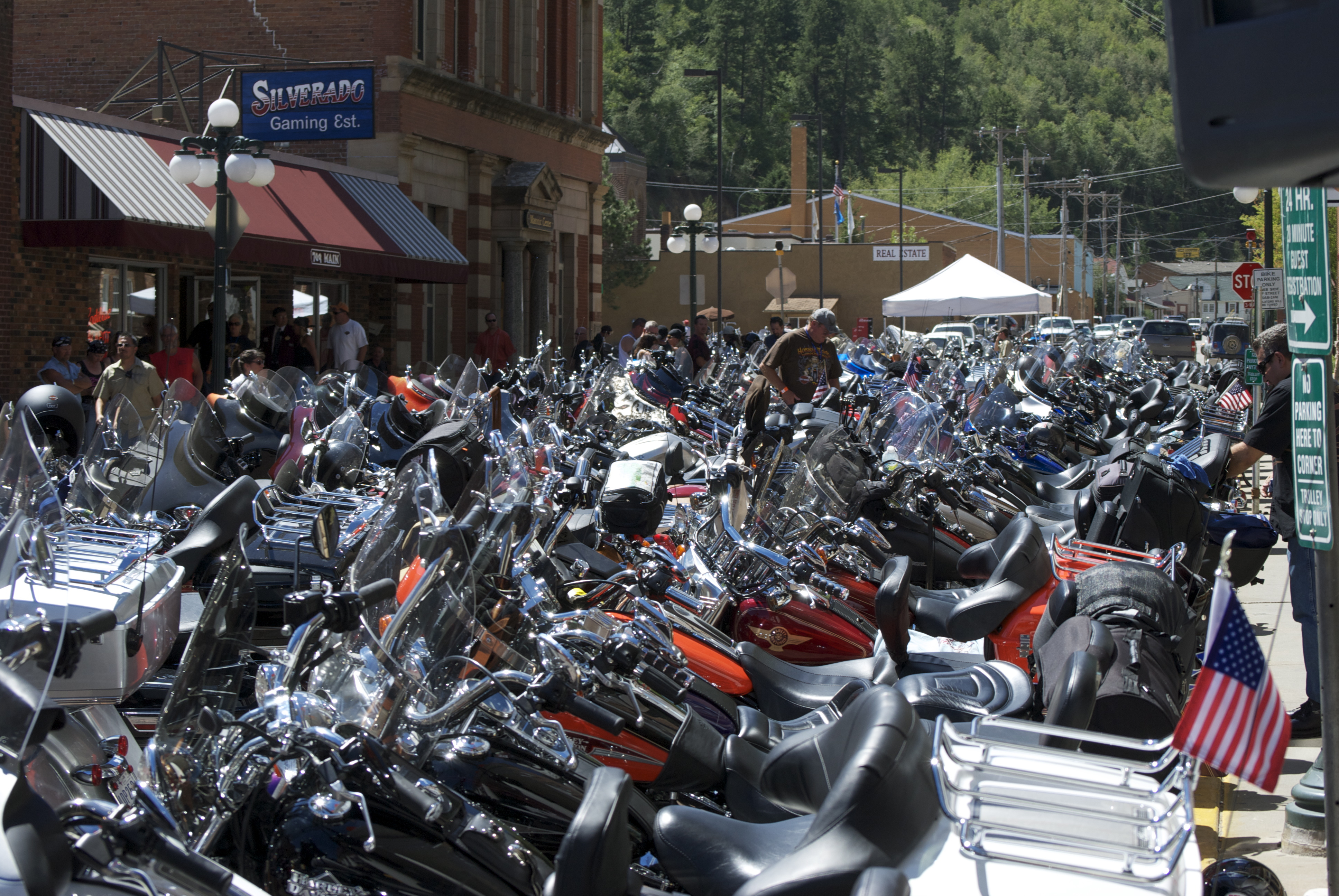
Rassemblement à Sturgis (2010).

Ainsi, aux États-Unis, deux célèbres réunions de motards réunissent chaque année des centaines de milliers de participants :
- le Sturgis Motorcycle Rally (en), qui se tient au mois d'août à Sturgis, dans le Dakota du Sud, depuis 1938. Il rassemble aujourd'hui plus d'un demi-million de participants ;
- la Daytona Beach Bike Week, qui se tient à Daytona Beach, en Floride, de fin février à début mars. Elle dure dix jours et rassemble, elle aussi, environ 500 000 personnes chaque année.

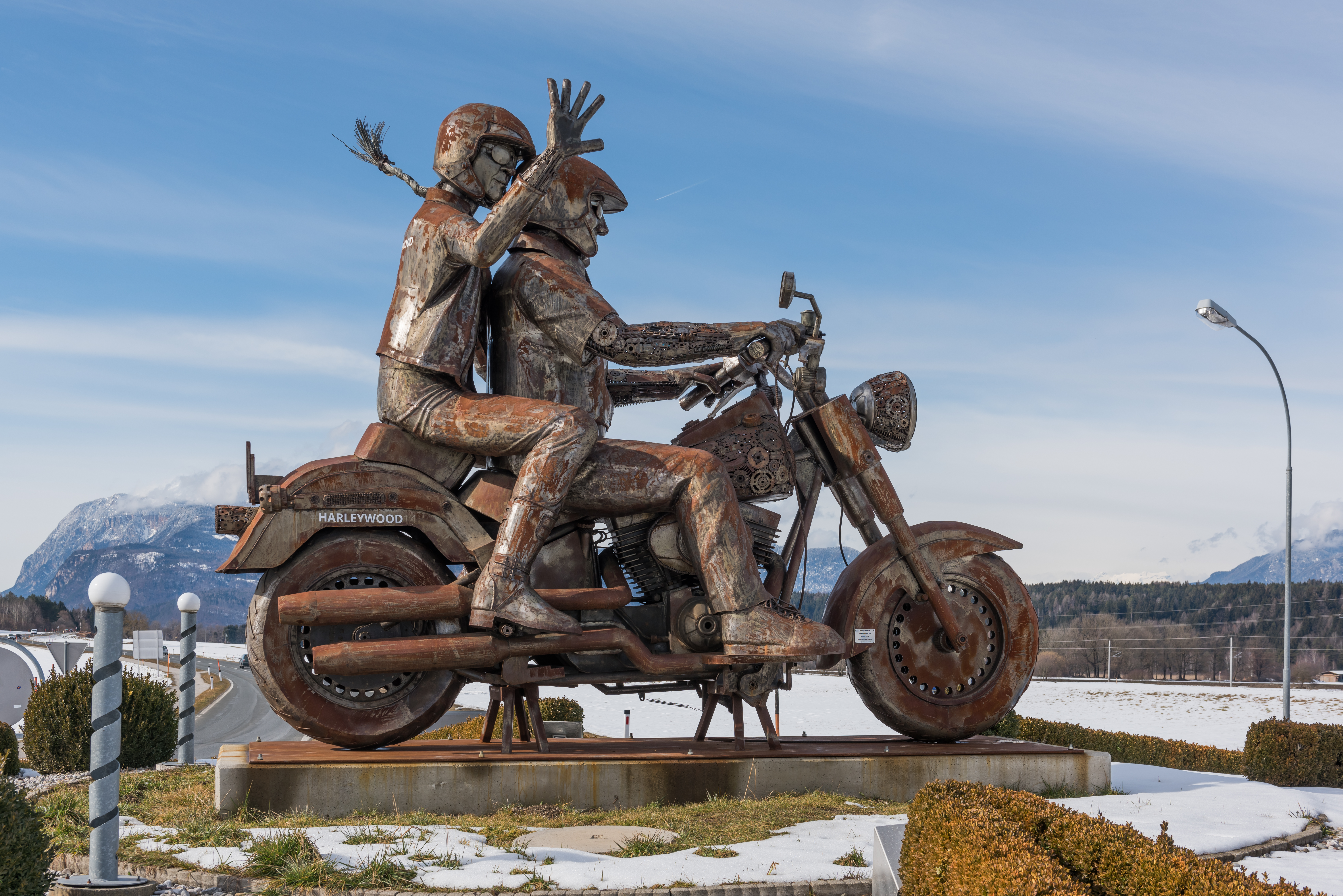
Statue d'un couple de motards sur Harley Fat Bob à Faak am See (Autriche).

En Europe et en France, plusieurs événements ont lieu tout au long de l'année, comme :
- l'European Bike Week (en) à Faaker See en Autriche, réunissant en septembre près de 200 000 participants ;
- le Free Wheels en France (août) à Cunlhat (Puy-de-Dôme) de 1989 à 2001, réunissant près de 150 000 personnes, puis à Courpière (Puy-de-Dôme) depuis 2010 ;
- l'Harley-Davidson Euro Festival à Port Grimaud (Var) en mai, réunissant 15 000 motards ;
- le Ride To Live d'Évreux (Eure) en septembre, réunissant 8 000 machines ;
- l'Opale Harley Days à Hardelot-Plage (Pas-de-Calais) réunissant plus de 5 000 machines[100].

### Concessionnaires

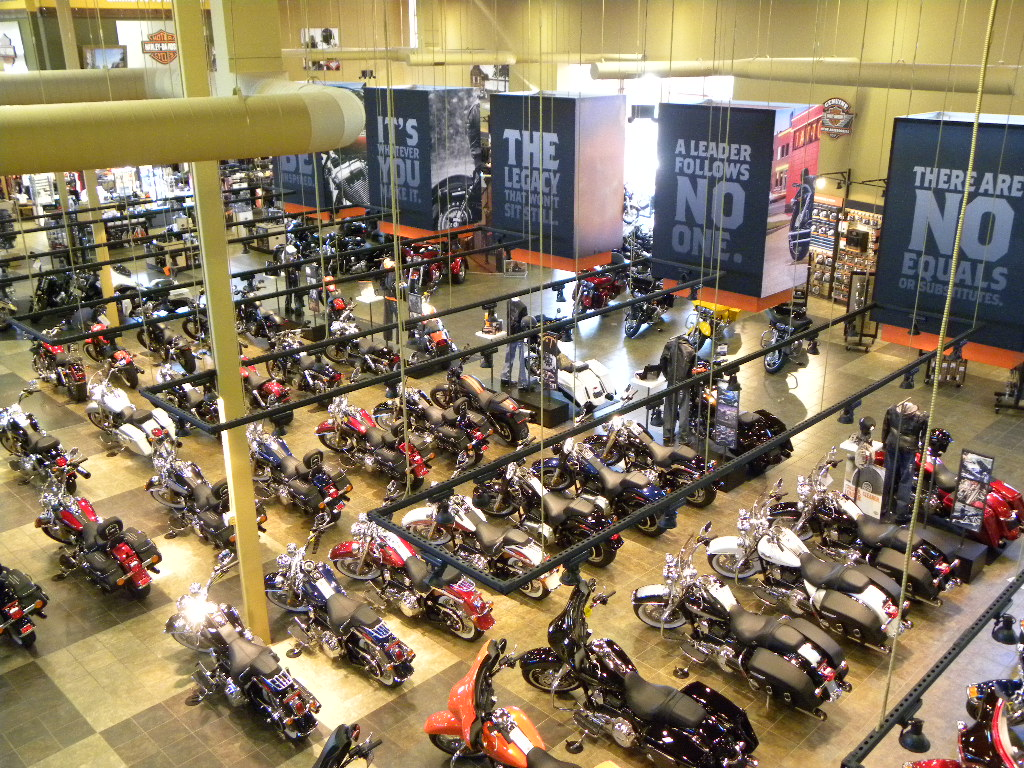
Une concession aux États-Unis.

Harley-Davidson commercialise ses motos à travers un réseau de concessionnaires, appelés « dealers » en anglais. Au début des années 1900, Arthur Davidson est responsable de ce réseau qui atteint 200 membres en 1912, puis 2000, répartis dans 67 pays, en 1920. En 2021, 1 500 concessionnaires sont répartis dans une centaine de pays : 700 sont aux États-Unis ou Canada et réalisant en 2021 près de 70 % des ventes, 400 en Europe (16 % des ventes) et 300 en Asie Pacifique (13 % des ventes). Ces concessionnaires  commercialisent motos, accessoires et produits dérivés. Ils proposent également différents services (essais, location, club HOG, évènements, etc.).

### HOG et autres clubs

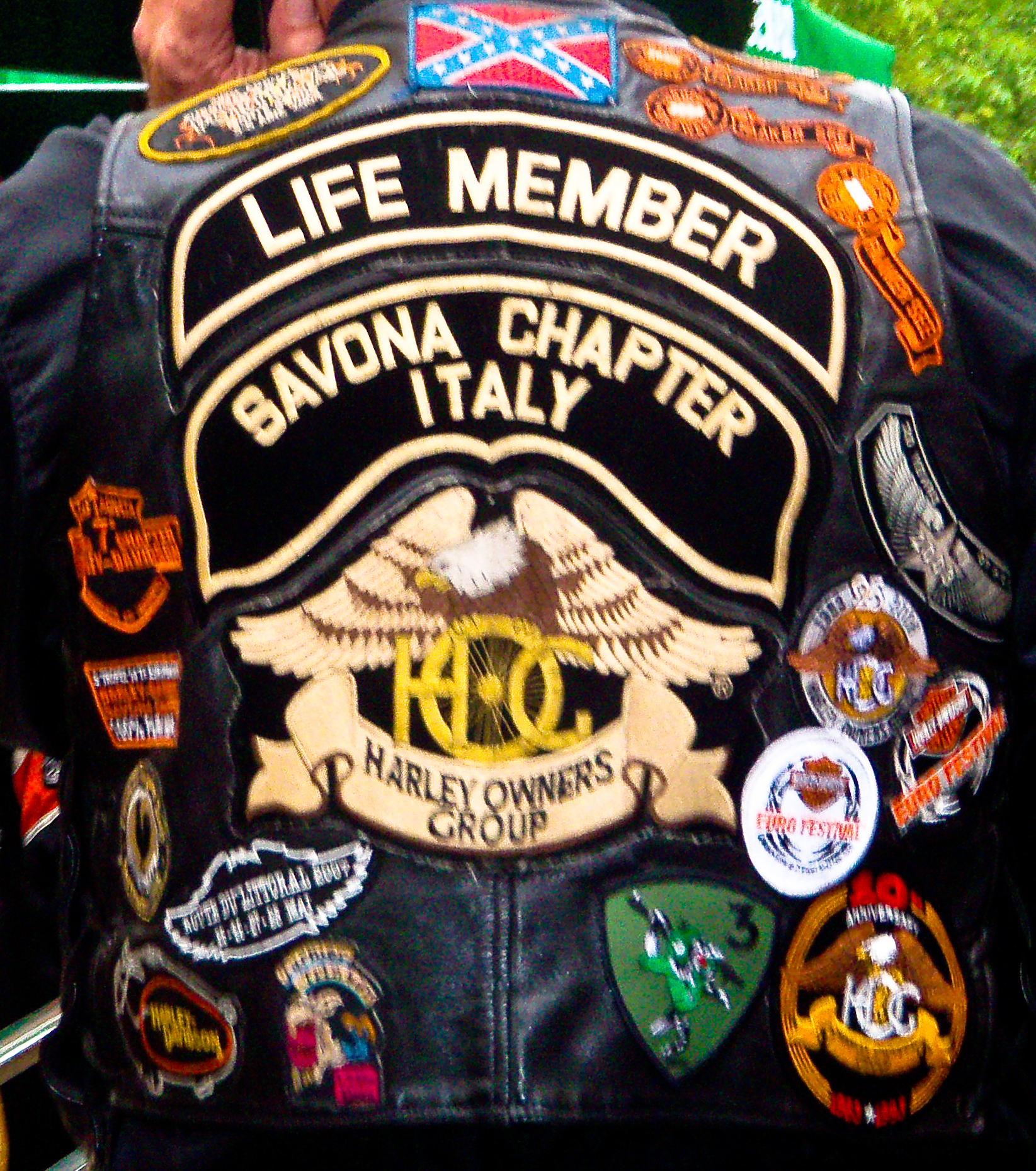
Veste d'un membre du HOG de Savone (Italie).

Après la Seconde Guerre mondiale, de nombreux anciens combattants, de retour aux États-Unis, cherchent une activité aventureuse, symbole de liberté et propice à l'esprit de camaraderie qu'ils ont connue au combat. Le pilotage de motos correspond à cet esprit, ce qui relance les ventes. De nombreux clubs de « bikers » sont alors créés, en dehors du contrôle de la vénérable AMA (American Motorcyclist Association). Un incident a lieu entre clubs rivaux à Hollister en juillet 1947 : largement exploité par la presse, il sera à l'origine de la mauvaise image des « bikers », qui rejaillit sur Harley, seul fournisseur américain. Harley doit depuis lors gérer une composition de clientèle allant de la Police à des bikers parfois violents. Honda en profitera pour centrer pendant des années sa publicité sur le thème : « Les gens sympathiques roulent en Honda ».
En 1983, Harley décide de créer des clubs homologués et fédérés sous une organisation unique, le « Harley Owners Group » (HOG). Cette initiative a pour but de renforcer la loyauté des clients à la marque, mais aussi d'essayer d'encadrer et canaliser les bikers dont l'image de Harley souffre. Le HOG est devenu le plus important club motard au monde avec à ce jour plus d'un million de membres. Ces clubs locaux, appelés « chapitres » (en anglais : chapters) sont directement rattachés aux concessions.

### The Enthusiast Magazine

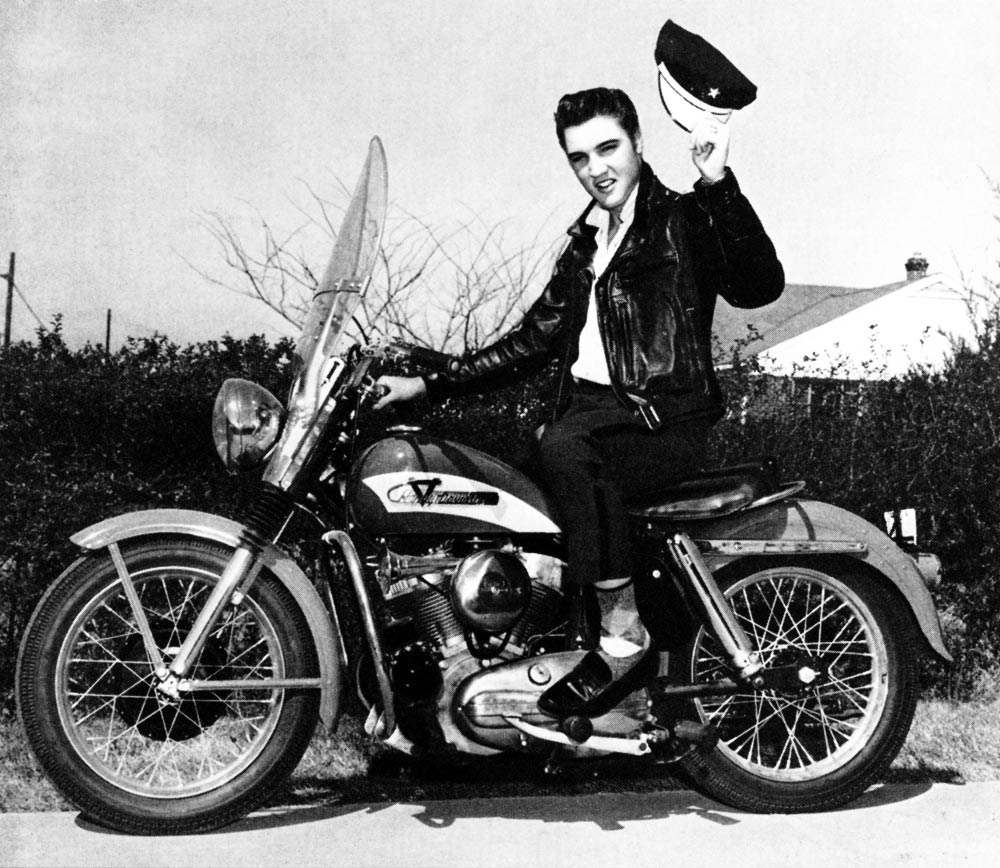
Elvis Presley sur sa Harley KH fait la couverture de en en mai 1956.

Dès 1916, Harley-Davidson lance un magazine à destination de ses clients existants ou potentiels : The Enthusiast Magazine. Publié initialement de façon irrégulière (« Now and then » en anglais) il contient des informations sur les nouveaux modèles (notamment les side-cars) et autres produits de la marque, les résultats obtenus en compétition ou les records établis, et de nombreux articles sur l’usage que font de leur Harley les clients: voyages au long cours, traction de bateau, véhicule de livraison, déplacements professionnels ou personnels. Pendant la Première Guerre mondiale, une grande partie des articles est évidemment consacrée aux versions, usages et pilotes militaires. La revue comprend aussi des conseils d’entretien, de personnalisation et d’amélioration des motos. Le magazine sera publié sans interruption jusqu’en 2008, puis relancé en 2020. Il est depuis le magazine officiel destiné principalement aux membres des clubs HOG.

### Catalogue

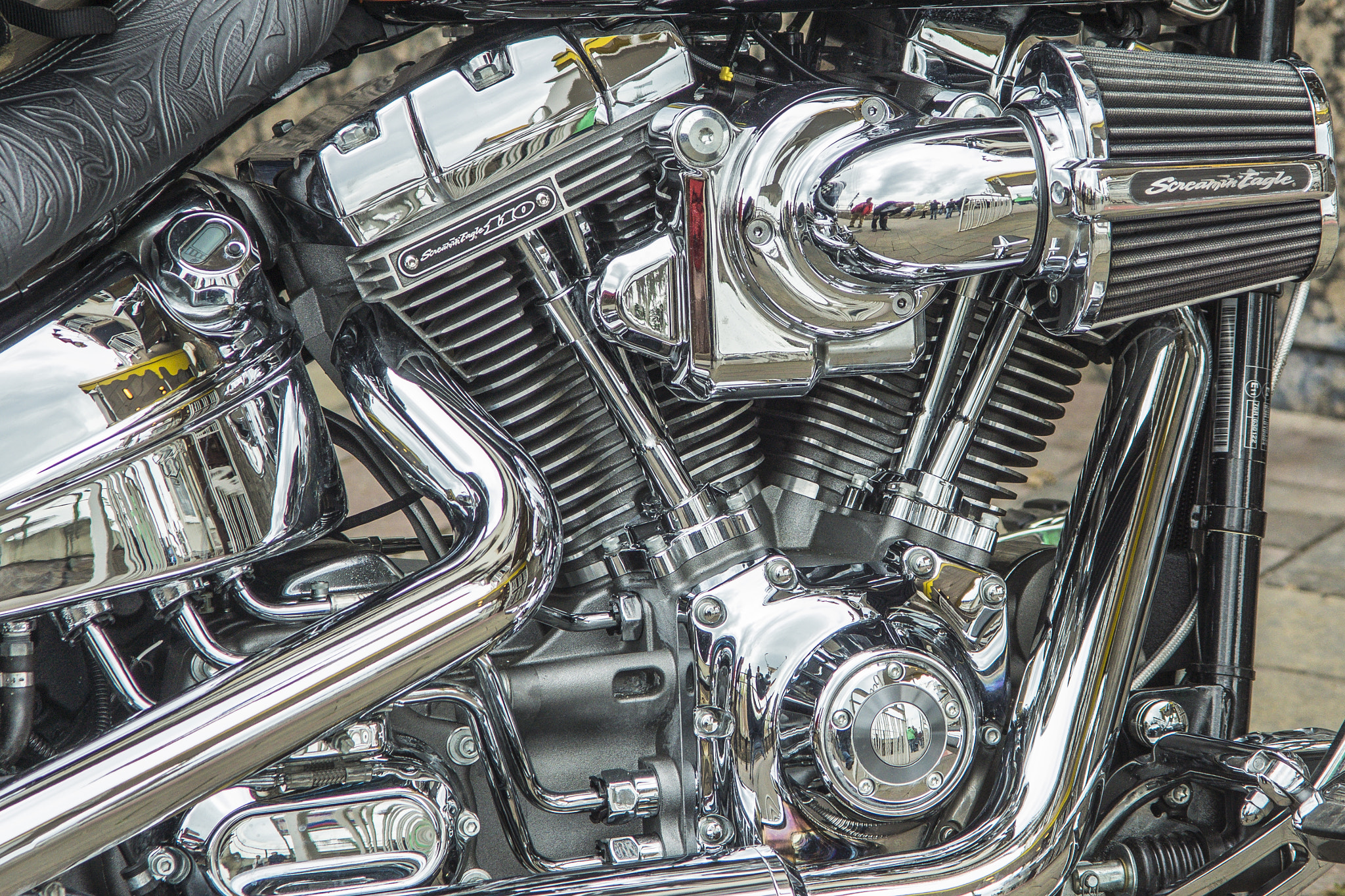
Harley équipée d'accessoires Screaming Eagle.

Le catalogue de pièces détachées et accessoires Harley-Davidson est un ouvrage de référence pour les clients de la marque. Créé en 1909, il est aujourd'hui disponible en ligne, et comporte plus de 800 pages décrivant l'ensemble des objets proposés par Harley-Davidson, notamment ceux permettant à chaque client de personnaliser ou « customiser » sa moto.
Le catalogue et les revendeurs spécialisés fournissent également des conseils pour orienter les choix du client en fonction du modèle de moto concerné, et du résultat (esthétique ou technique) recherché.

### Vêtements et objets divers

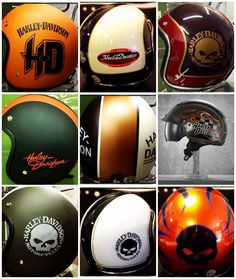
Casques siglés « Harley-Davidson ».

Harley-Davidson sélectionne depuis longtemps des fabricants habilités à produire toutes sortes d'objets et de vêtements comportant le célèbre logo Bar and Shield et autres signes distinctifs d'appartenance à cette communauté. Ainsi, par exemple, la première veste en cuir a-t-elle été introduite au catalogue dès 1947. Ces articles en vente chez les concessionnaires ou distribués en ligne sur des sites spécialisés et accrédités. Harley conclut également des accords de licence permettant à des compagnies actives dans d'autres secteurs d'utiliser le sigle de la marque, soit pour des séries spéciales célébrant une date ou un évènement, soit de façon plus permanente,. Le sigle Harley se trouve ainsi sur une variété d'objets : vêtements, accessoires de mode et de décoration, jouets, maquettes, jeux vidéos, etc. Les ventes d'accessoires et produits dérivés ont représenté 20 % des ventes totales de l'entreprise en 2014.

### Musée

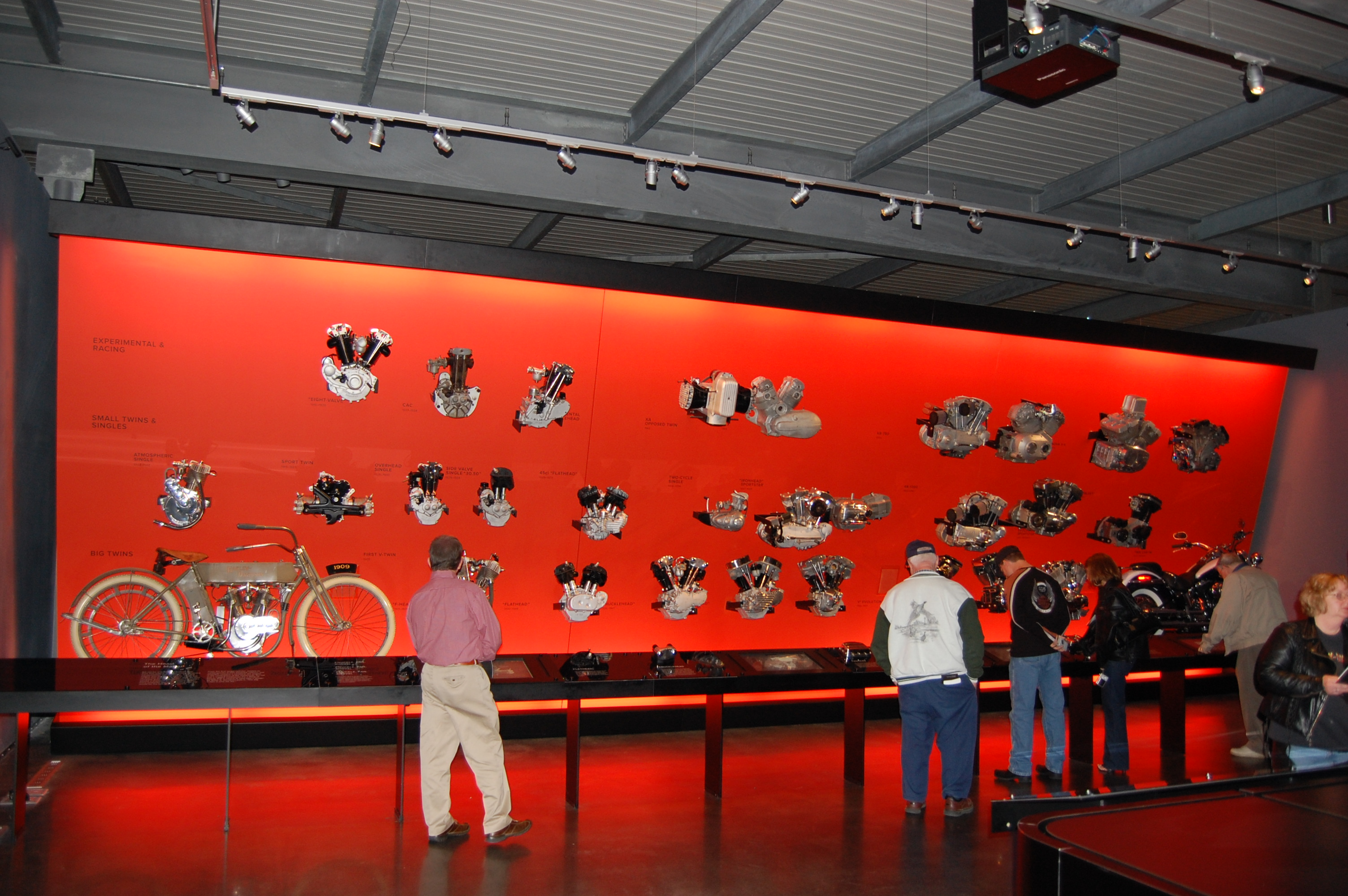
Musée Harley-Davidson de Milwaukee : le mur des moteurs.

Installé depuis 2008 à Milwaukee sur un terrain de 80 000 m2, le musée Harley-Davidson présente plus de 450 motos représentatives de la production de la marque de 1903 à nos jours. Le musée contient notamment une Harley-Davidson Serial Number One, des motos ayant appartenu à des personnages célèbres, comme Elvis Presley, un mur d'exposition dédié à l'évolution des moteurs de la marque, et un autre aux réservoirs,.

## Dans la culture populaire

### Dans la bande dessinée
- Litteul Kévin (dix volumes) et Mammouth & Piston (trois volumes) de Coyote.
- La moto modifiée par le SHIELD de Captain America, univers Marvel.
- Je veux une Harley, Frank Margerin, Fluide glacial, t. 1 ; Dargaud (tomes suivants).
- Dans Joe Bar Team, Jérémie Lapurée pilote une Sportster 883.

### Au cinéma

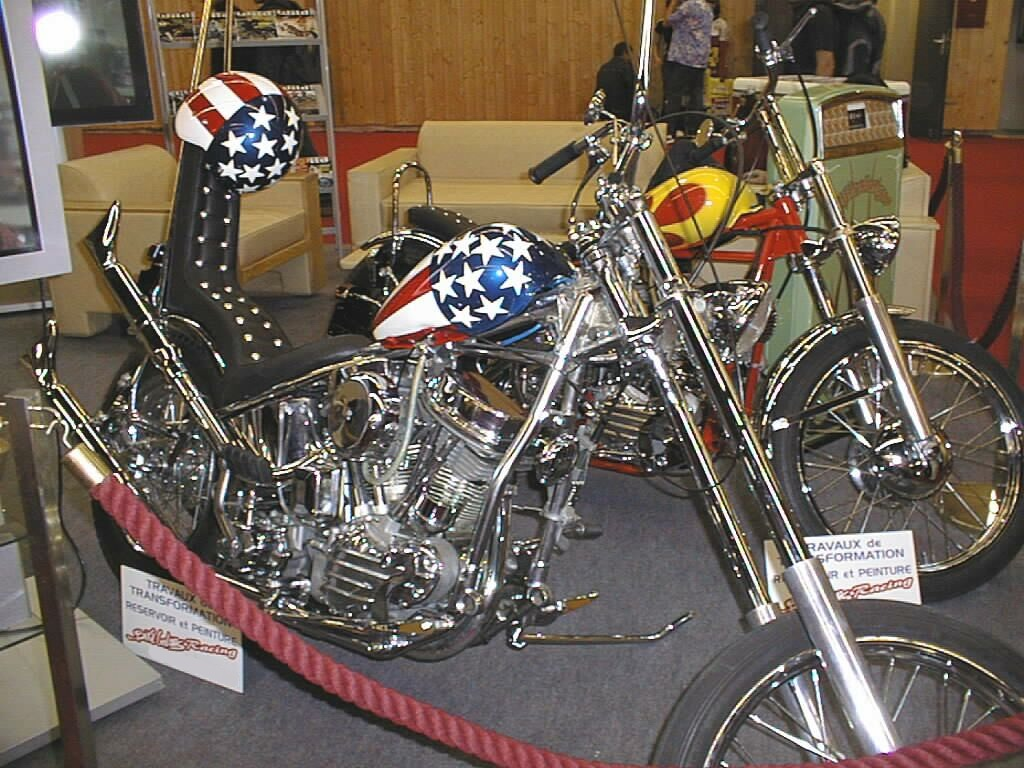
Réplique de la Harley-Davidson de Peter Fonda dans le film en.

- L'Équipée sauvage (The Wild One), film américain de 1953, avec Marlon Brando et Lee Marvin[n 14].
- Les Anges sauvages (The Wild Angels), film américain de 1966 réalisé par Roger Corman, avec Peter Fonda et Nancy Sinatra et plusieurs modèles Harley, dont des DuoGlides et des Sportsters.
- Le Retour des anges de l'enfer (Hells Angels on Wheels), film américain de 1967 réalisé par Richard Rush, avec Jack Nicholson, Sabrina Scharf et Sonny Barger. On y voit plusieurs modèles : Electra Glide, Sportster et même Servi-Car.
- La Motocyclette, film franco-britannique de 1968, avec Alain Delon et Marianne Faithfull qui pilote une Electra Glide.
- Easy Rider, film américain de 1969 réalisé par Dennis Hopper, avec Peter Fonda, Dennis Hopper et Jack Nicholson qui pilotent des Hydra Glides transformées en choppers.
- Il était une fois la Révolution, film italien de Sergio Leone de 1971. L'acteur James Coburn y pilote une Harley des années 1910.
- Electra Glide in Blue, film américain de 1973 de James William Guercio (en).
- Terminator 2 : Le Jugement dernier (Terminator 2: Judgment Day ou « T2 »), film américain de 1991 de James Cameron avec Arnold Schwarzenegger, Linda Hamilton, Robert Patrick et Edward Furlong[n 29].
- Harley Davidson et l'Homme aux santiags (Harley Davidson and the Marlboro Man), film américain de 1991, avec Mickey Rourke et Don Johnson.

- Ghost Rider, film américain de 2007, avec Nicolas Cage et Peter Fonda.
- Bande de sauvages (Wild Hogs), film américain de 2007, avec John Travolta, Tim Allen, Martin Lawrence et William H. Macy, qui pilotent deux Fat Boys, un Sportster Custom XL1200 et une Softail Springer FXSTS.
- Indiana Jones et le Royaume du crâne de cristal, film américain de 2008, avec Harrison Ford, Cate Blanchett et Shia LaBeouf.
- Hell Ride, film américain sorti en 2008 produit par Quentin Tarantino, avec Larry Bishop (également réalisateur), Michael Madsen et Dennis Hopper, avec plusieurs modèles Harley, notamment Softail Custom et Heritage Softail Classic.
- X-Men Origins: Wolverine, film américain de 2009, avec Hugh Jackman pilotant une Duo Glide.
- Captain America: First Avenger et Avengers, films américains sortis en 2011 et 2012, avec Chris Evans, Scarlett Johansson et une WLA[116].
- Captain America : Le Soldat de l'hiver, film américain de 2014, avec Chris Evans conduisant une Street 750 (en).
- 21 Days Under The Sky, film américain de 2016 réalisé par Michael Schmidt. Ce film raconte un road trip de 3 800 km sur la Lincoln Highway, entre la Californie et Brooklyn. Sur leurs choppers Harley-Davidson, les quatre protagonistes vont également à la rencontre de Tom Fugle. Avec Josh Kurpius, Ryan Grossman, Troy Critchlow, Gentry Dayton et la voix de Robert Patrick.

### Dans les séries télévisées
- Sons of Anarchy, série américaine créée en 2008 par Kurt Sutter (sept saisons, terminée en décembre 2014) avec Charlie Hunnam et Ron Perlman.
- Harley and the Davidsons[117], série américaine en trois épisodes créée en 2016 par Ciaran Donnelly (en) et Stephen Kay, diffusée sur Discovery Channel qui raconte la naissance de l'entreprise.
- Mayans M.C., série dramatique américaine, diffusée pour la première fois en septembre 2018 par la chaîne américaine payante FX. Cette série est un spin-off de S.O.A.
- Long Way Up, troisième volet de la série Long Way Round, est une série en onze épisodes qui filme le voyage de 21 000 kilomètres effectué par Ewan McGregor et Charley Boorman au guidon de deux Harley-Davidson LiveWire[118].

### À la radio
- L'émission Là-bas si j'y suis de Daniel Mermet sur France Inter utilise comme jingle le bruit d'échappement d'une Harley-Davidson.

### Dans la musique
- Johnny Hallyday : Que ma Harley repose en paix (1998, album Ce que je sais).
- Serge Gainsbourg : Harley David (Son of a Bitch) (1984, album Love on the Beat) et sa version anglaise par les Bollock Brothers.
- Brigitte Bardot : Harley Davidson (1967) écrite par Serge Gainsbourg.
- Iris : Harley Davidson (1993, album The Train without Its Master).
- Neil Young : Unknown Legend (« She rides a Harley-Davidson ») (1992, album Harvest Moon).
- David Allan Coe : If That Ain't Country (« And some used Harley Davidson parts that he sold for cash »)[119].

### Philatélie
Plusieurs pays, sur tous les continents, émettent des timbres portant une image d'une moto Harley-Davidson, notamment les États-Unis (Electra Glide, 2006), la France (Hydra Glide, Collection Jeunesse Cylindrées et Carénages, Septembre 2002), l'Espagne (2014), la Guinée équatoriale (2003), la Hongrie (Duo Glide, 1985), la république de Djibouti (XR1200, 2013) ou encore le Vietnam (Modèle 9 A, 1985).